# 昆明世界园艺博览园
世界园艺博览园简称世博园，是1999年昆明世界园艺博览会的主会址，位于云南省昆明市盘龙区青云街道，与金殿公园依山相伴，植被覆盖率约80%，其中有120公顷灌木丛茂密的缓坡，水面占10％～15％。
世博园占地约220公顷，由5个场馆（国际馆、中国馆、人与自然馆、科技馆、大温室）及３个大室外展区（32个国外展区、34个国内展区、7个专题园区）组成。其中，专题园区有：蔬菜瓜果园，竹园，盆景园，茶园，药草园，树木园和名花异石园。

## 历史
昆明世博园于1999年5月1日中午12时正式对游客开放。2019年12月，华侨城集团开始着手改造昆明世博园。

## 园内展馆与展区

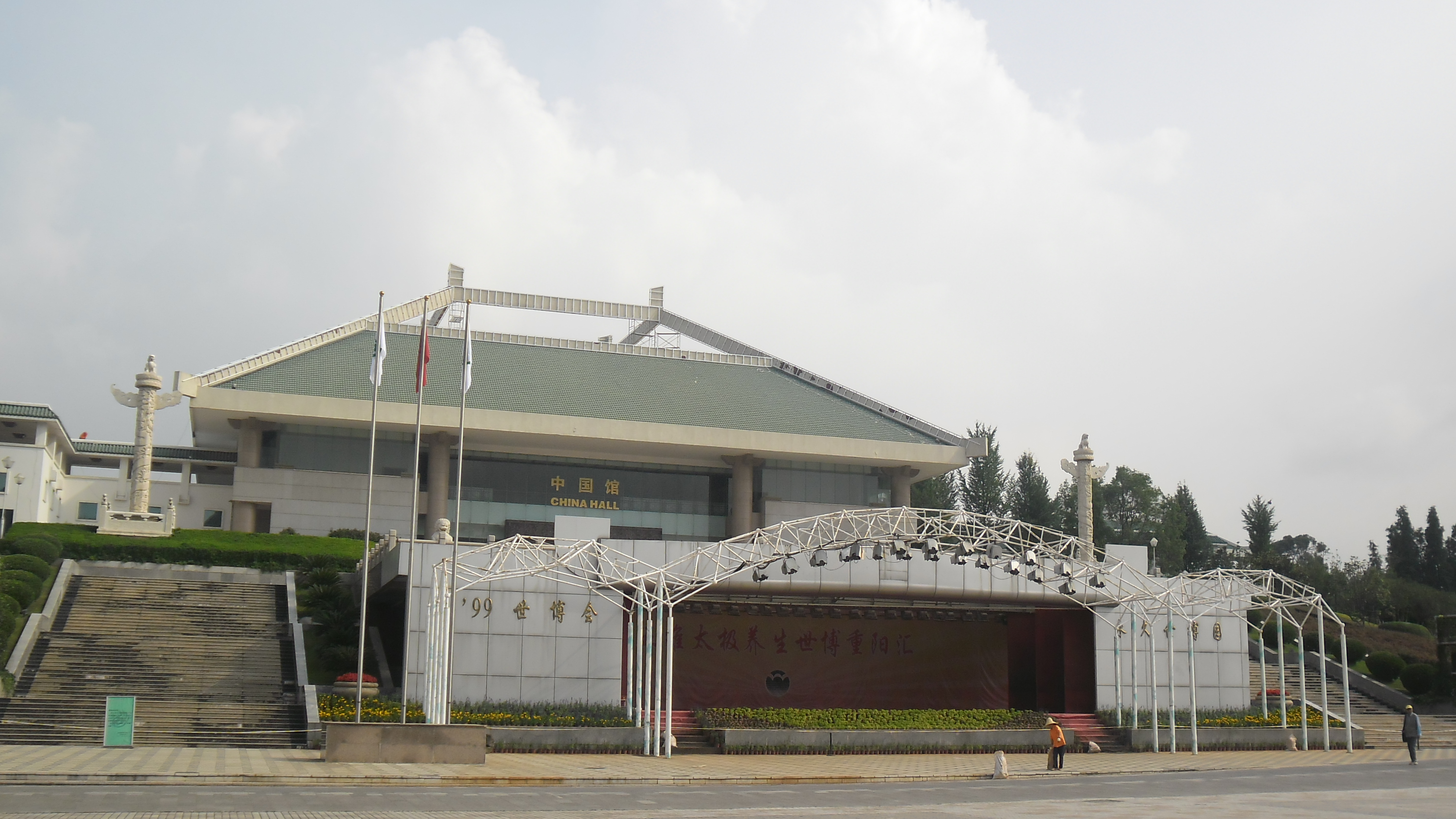
中国馆
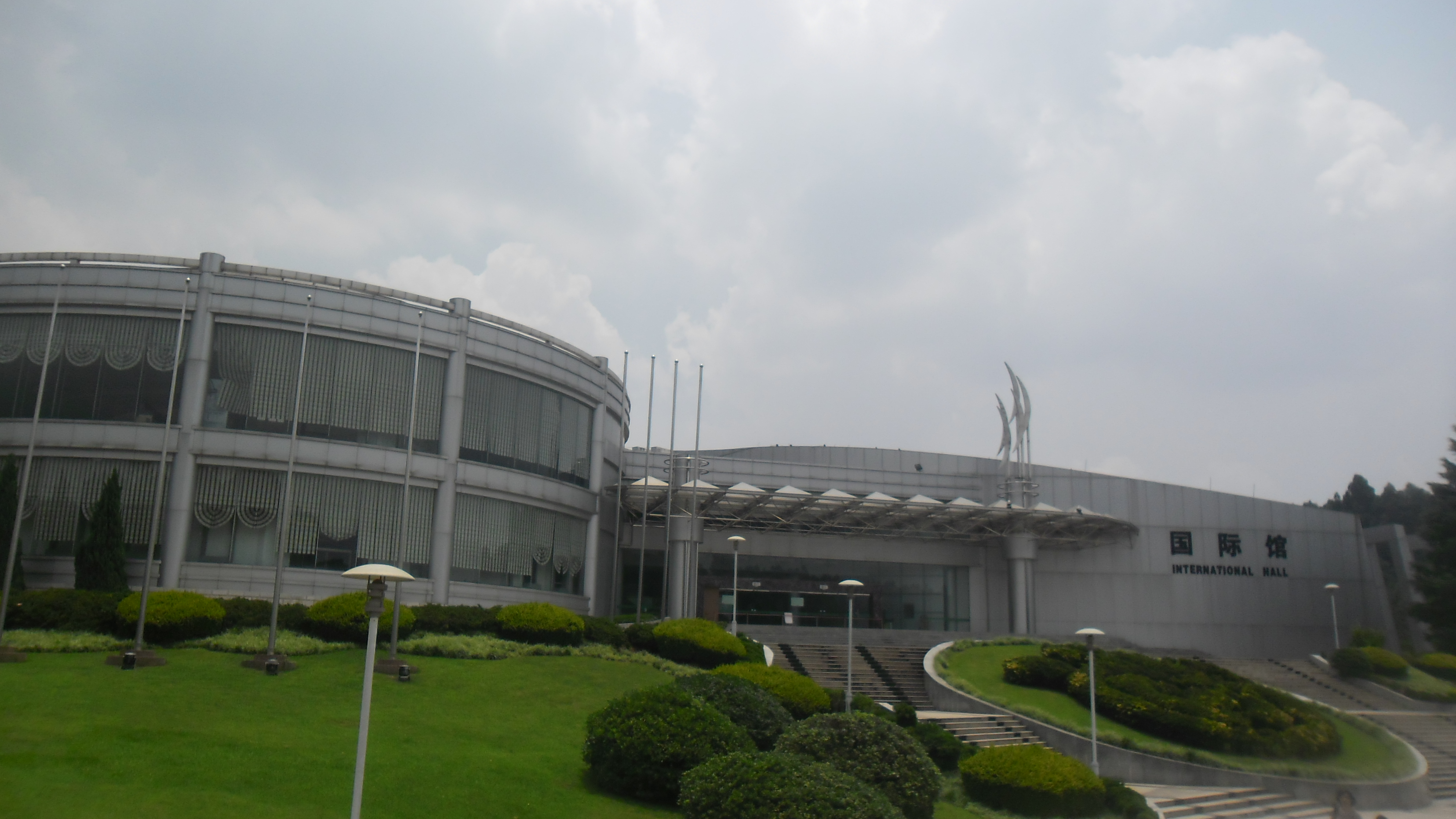
国际馆
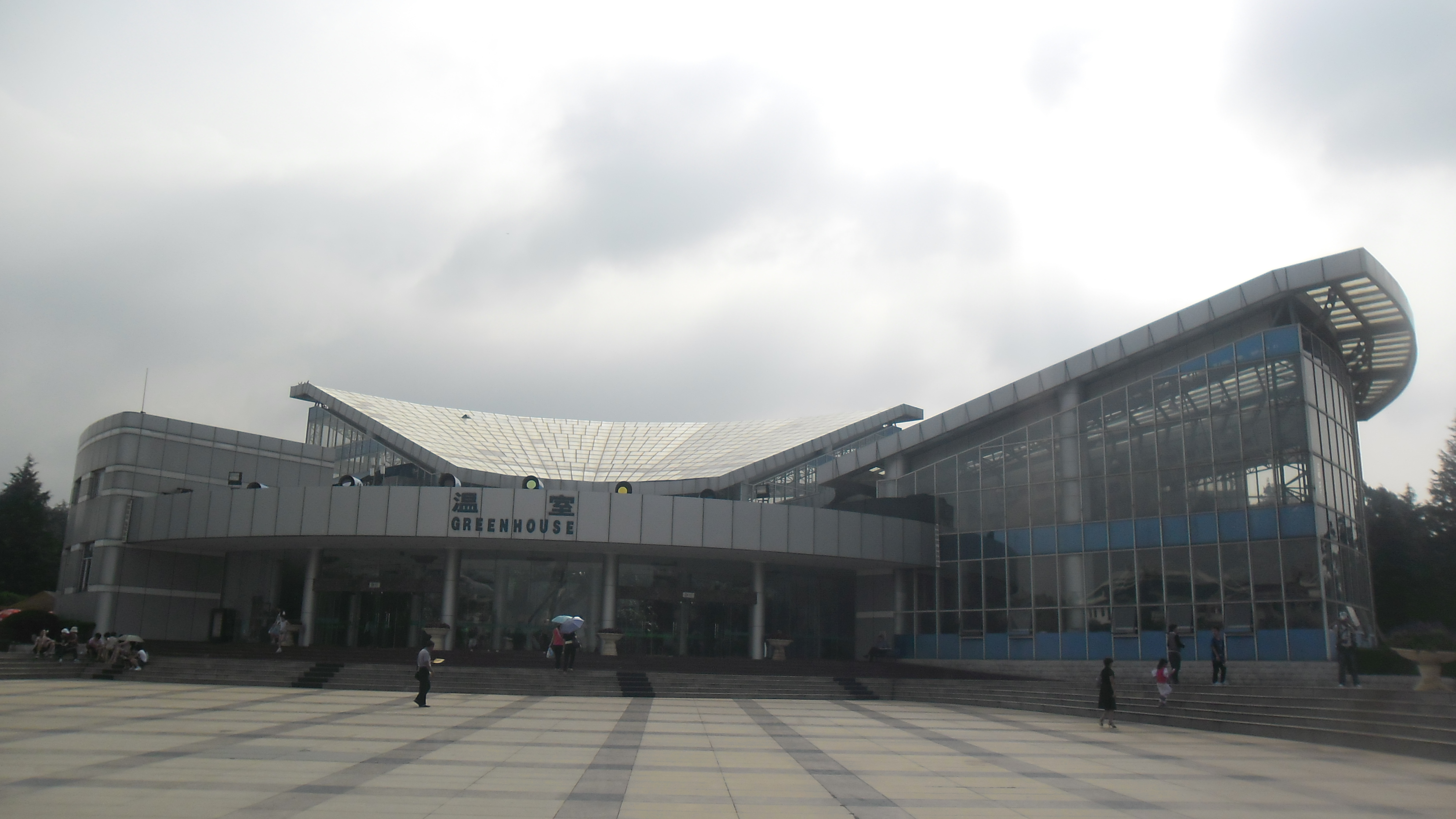
温室
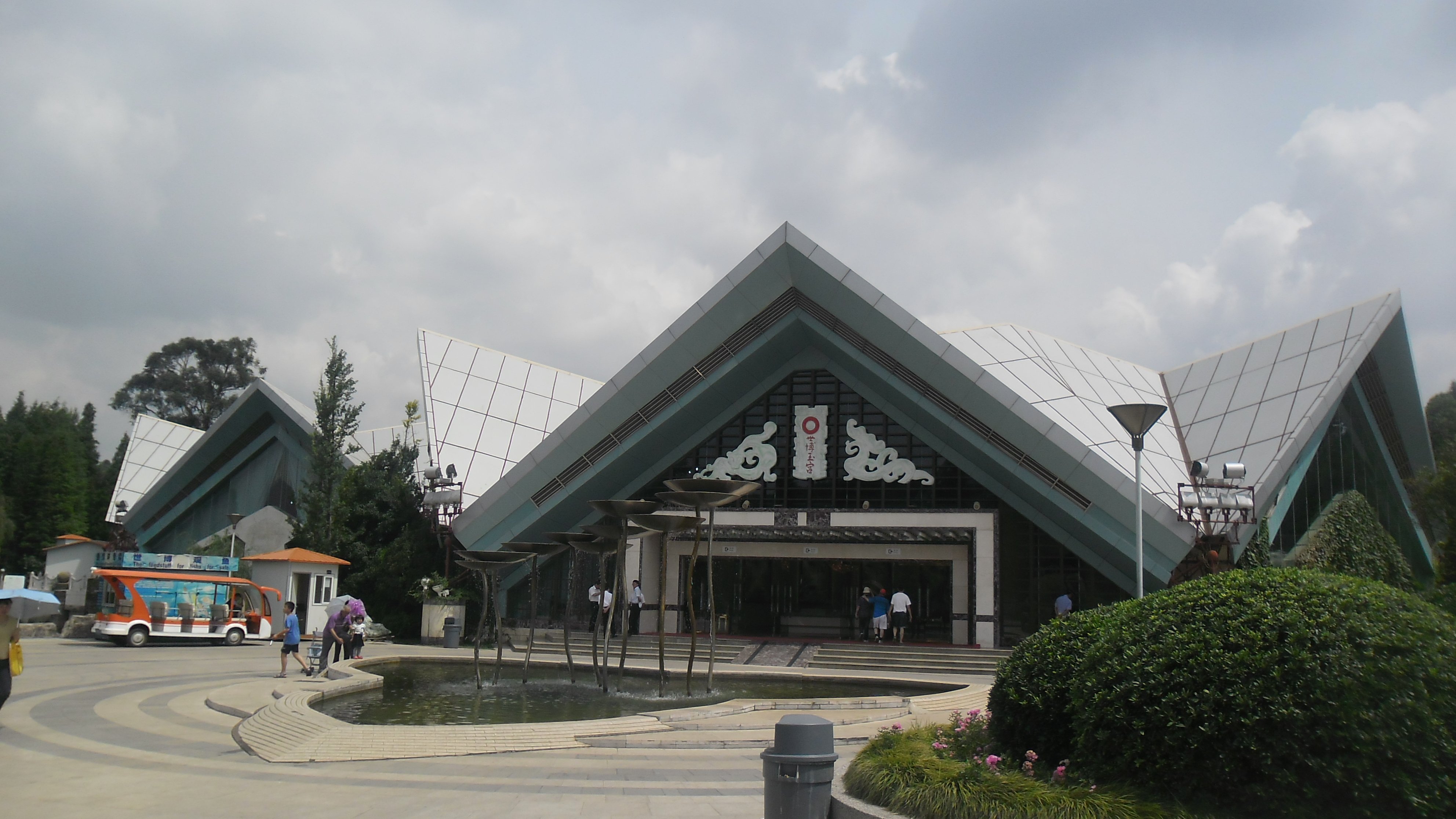
世博玉宫
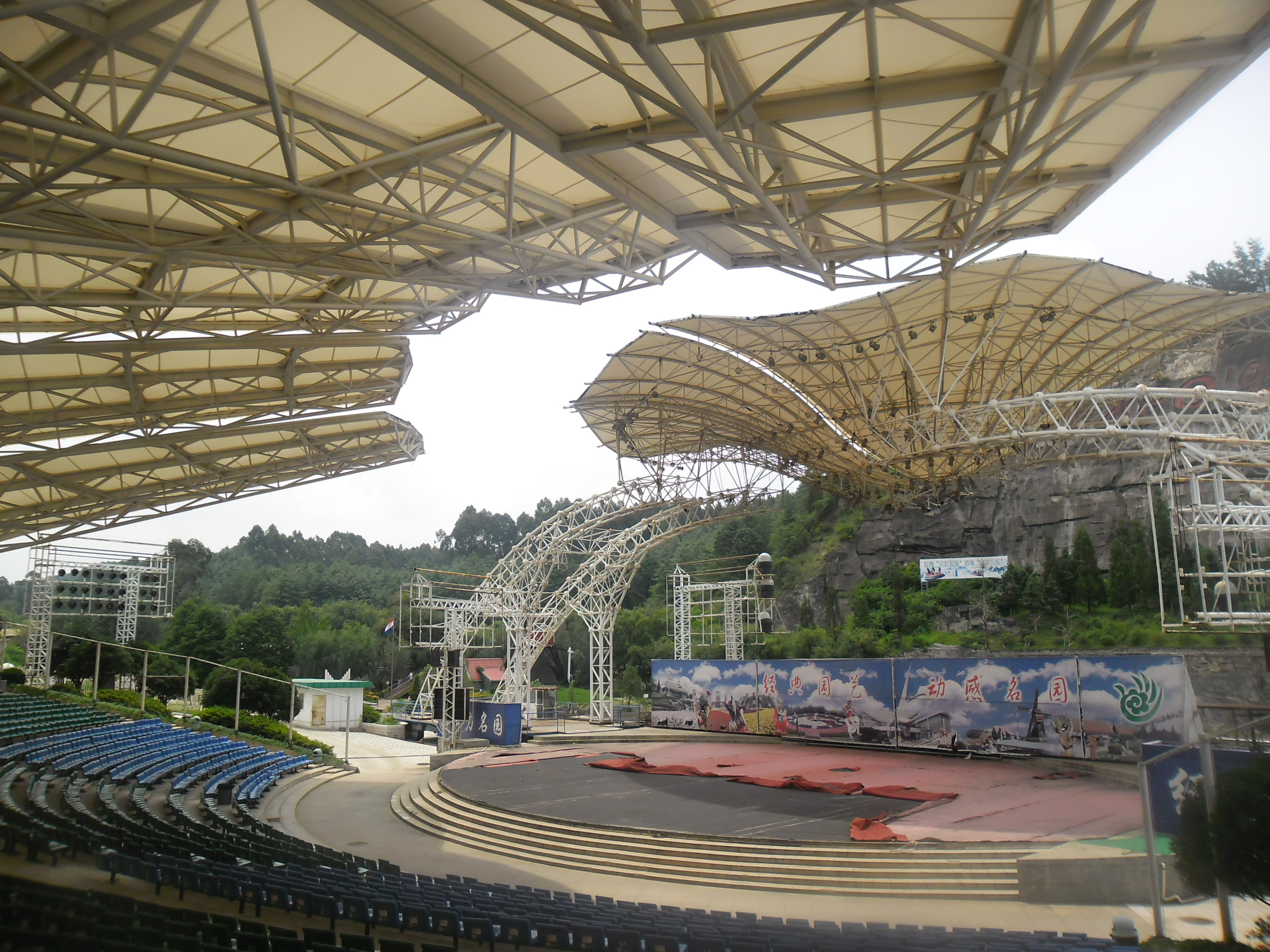
艺术广场
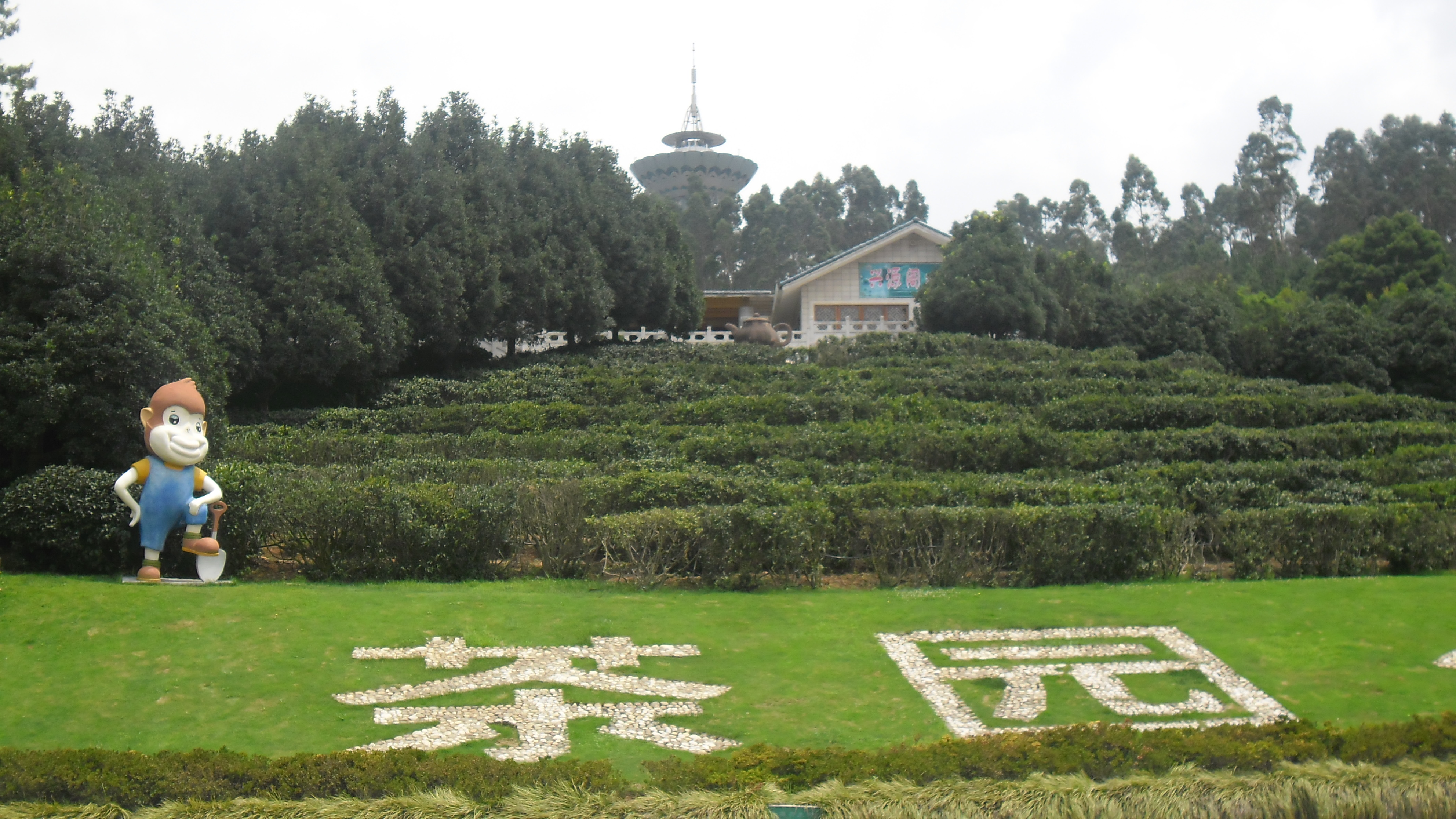
茶园
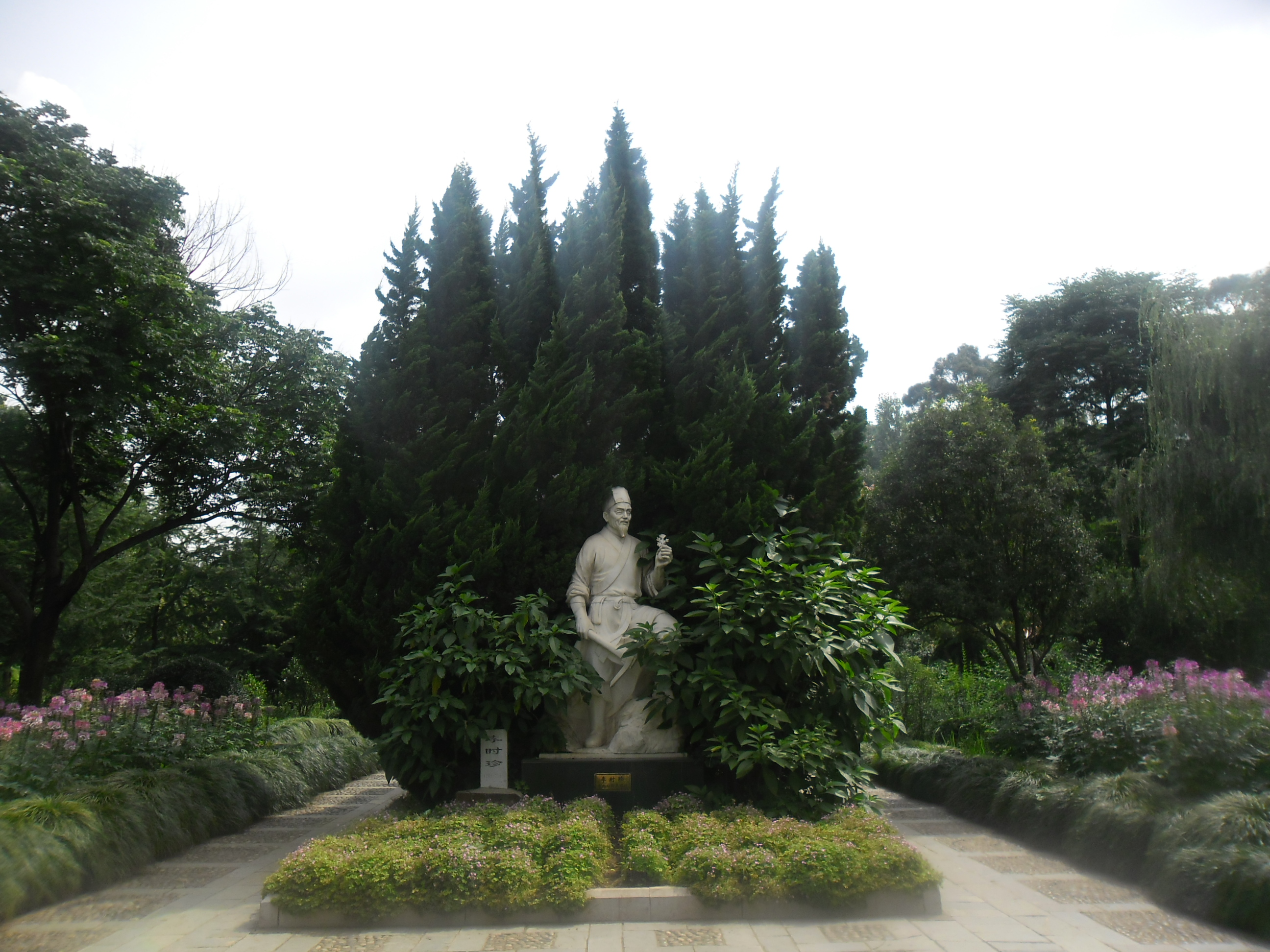
药草园

### 中国室外展区

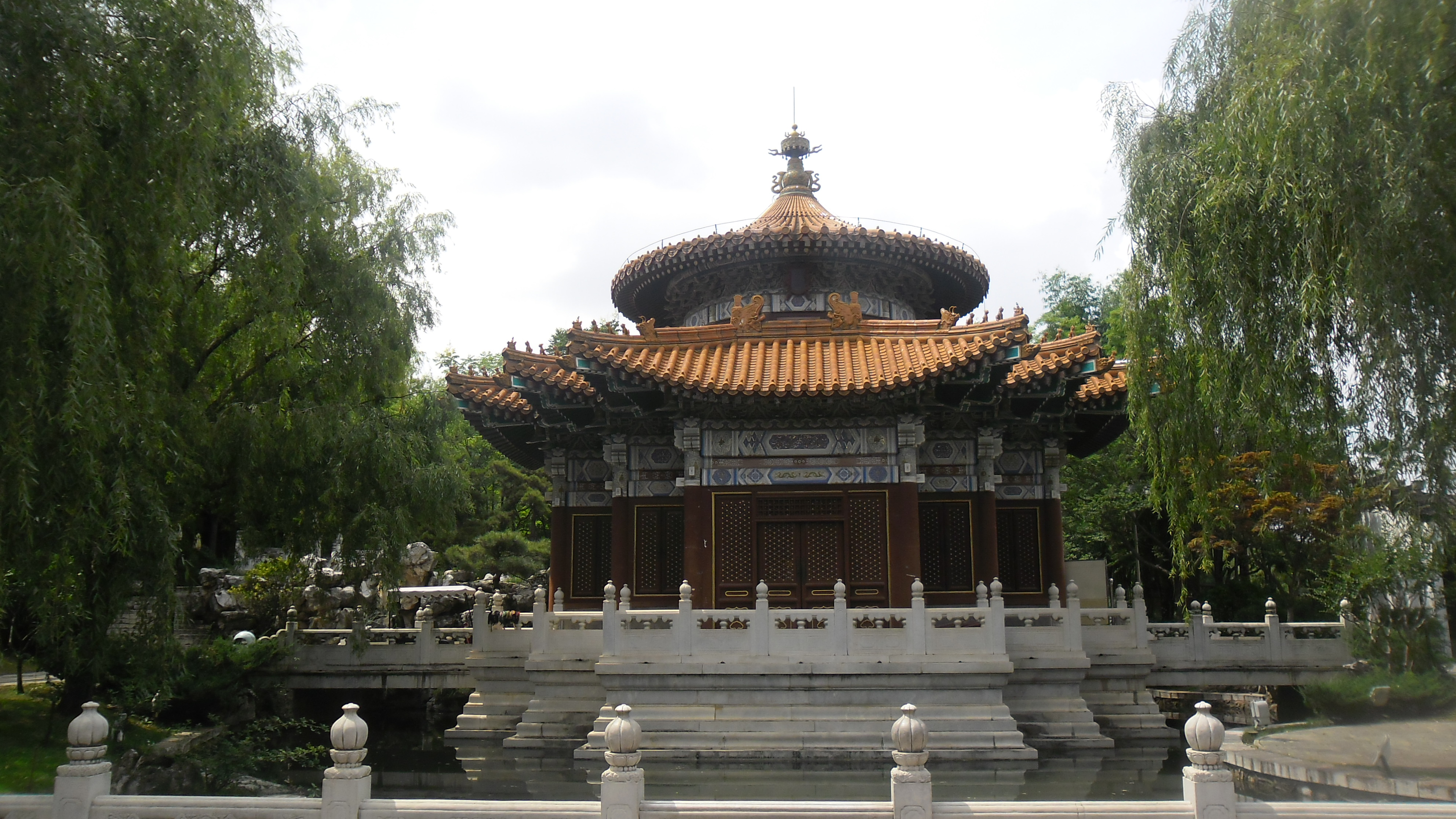
北京万春园
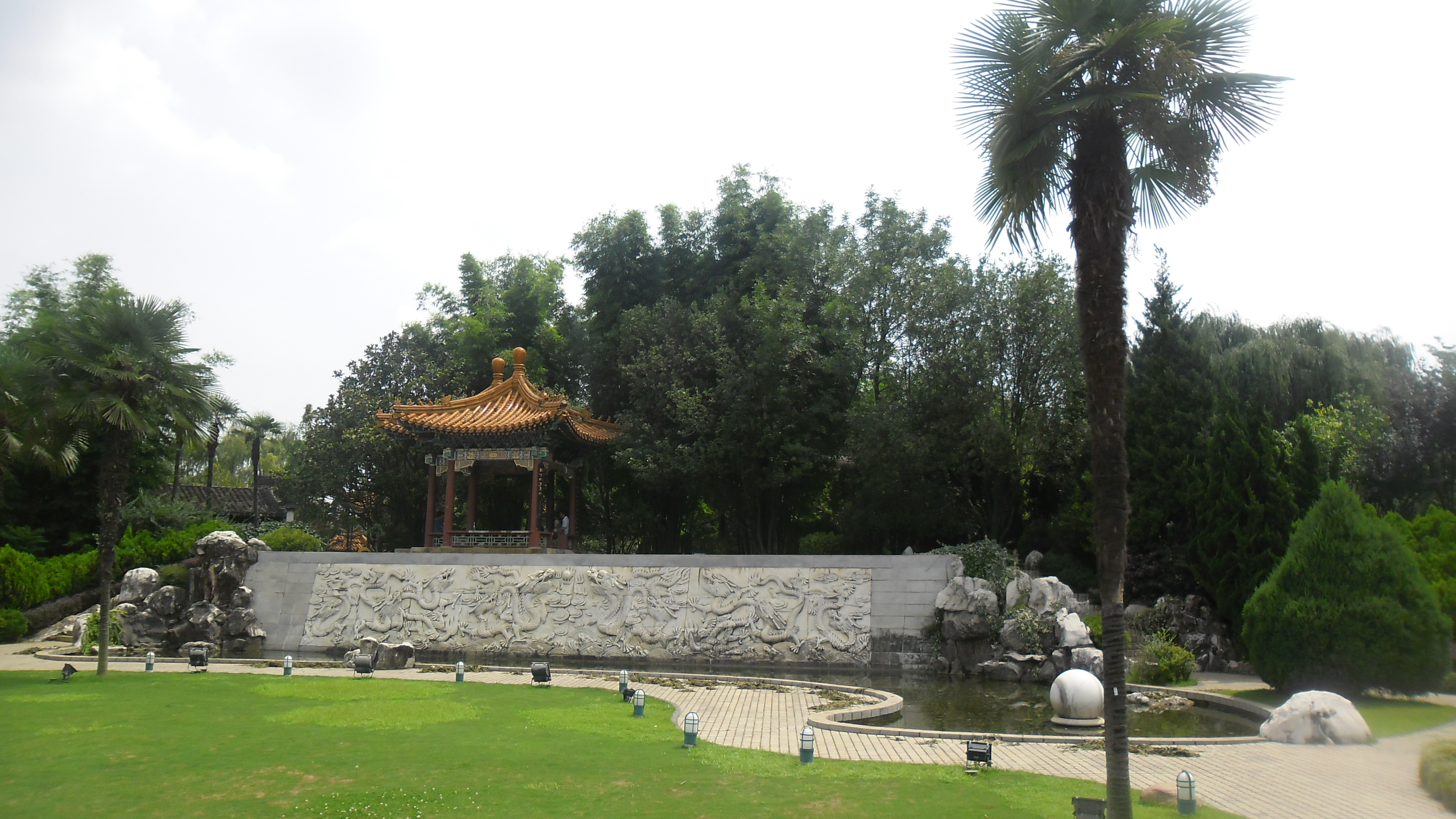
天津园
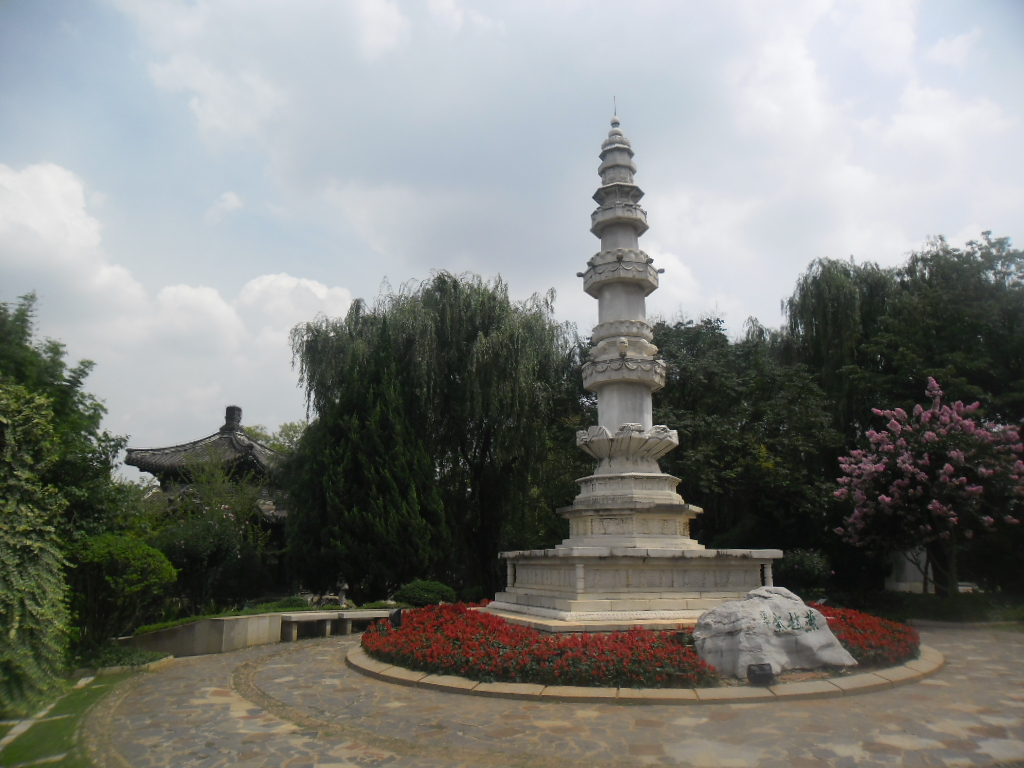
河北燕赵紫翠
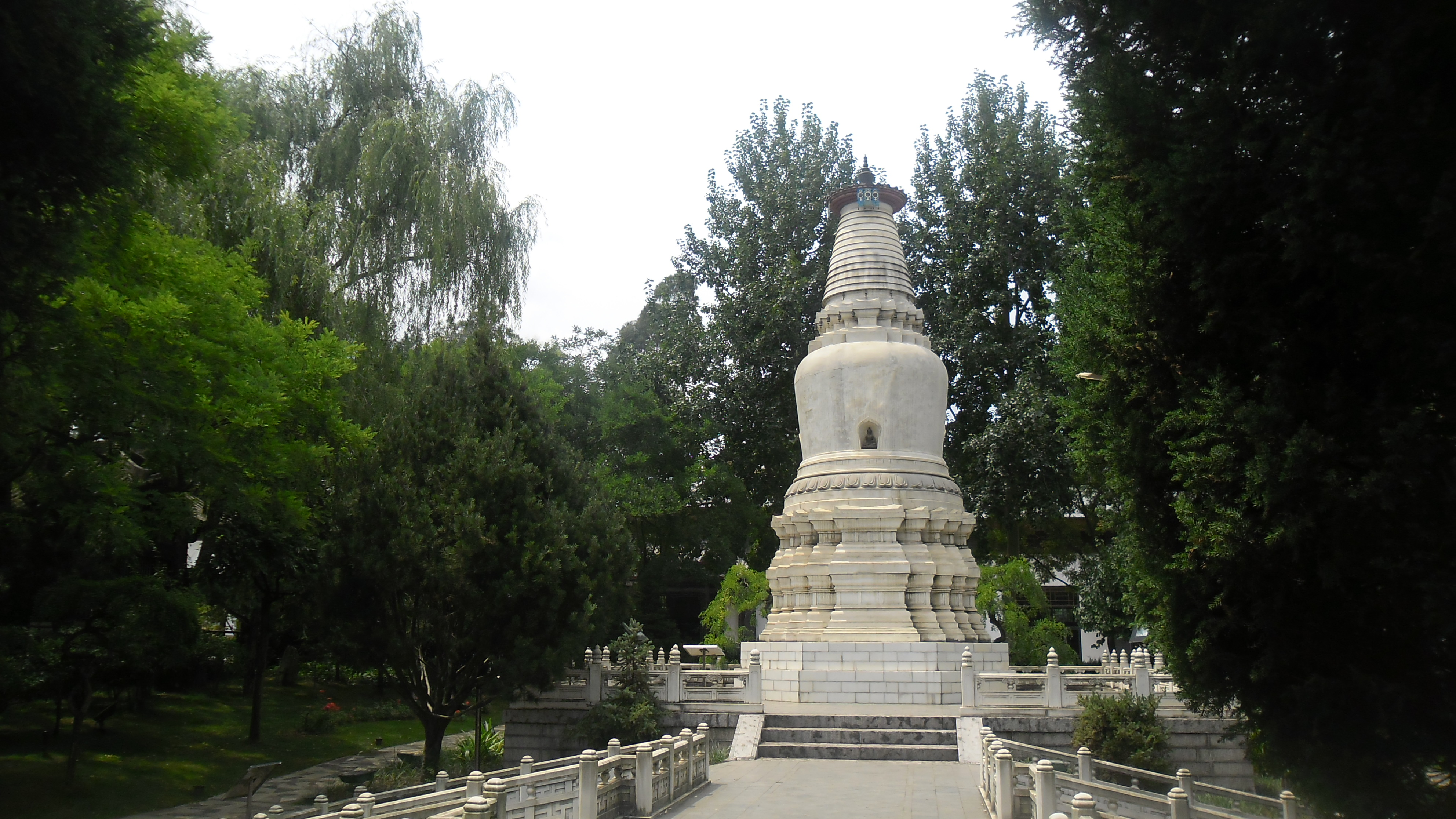
山西槐香园
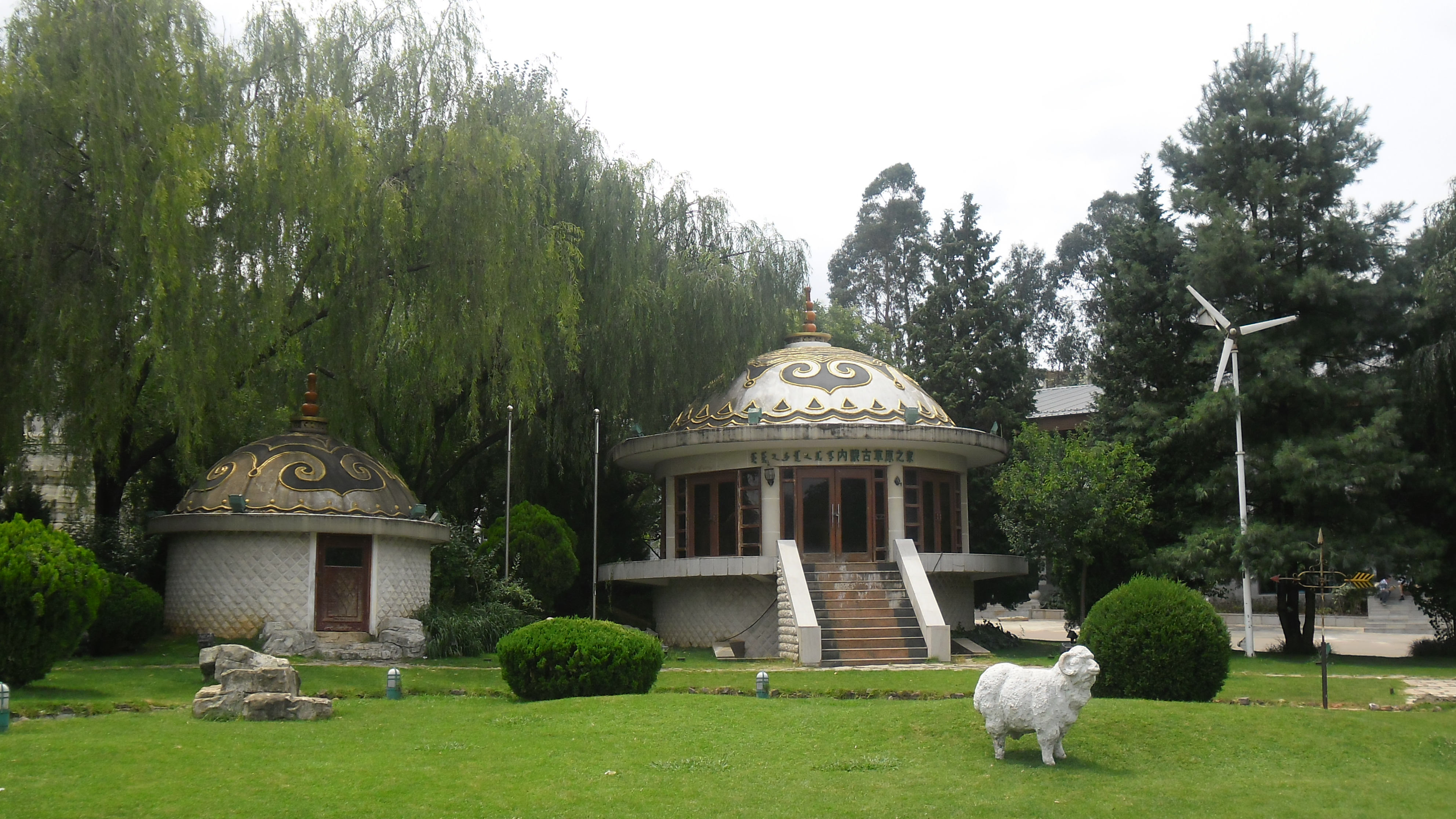
内蒙古草原之家
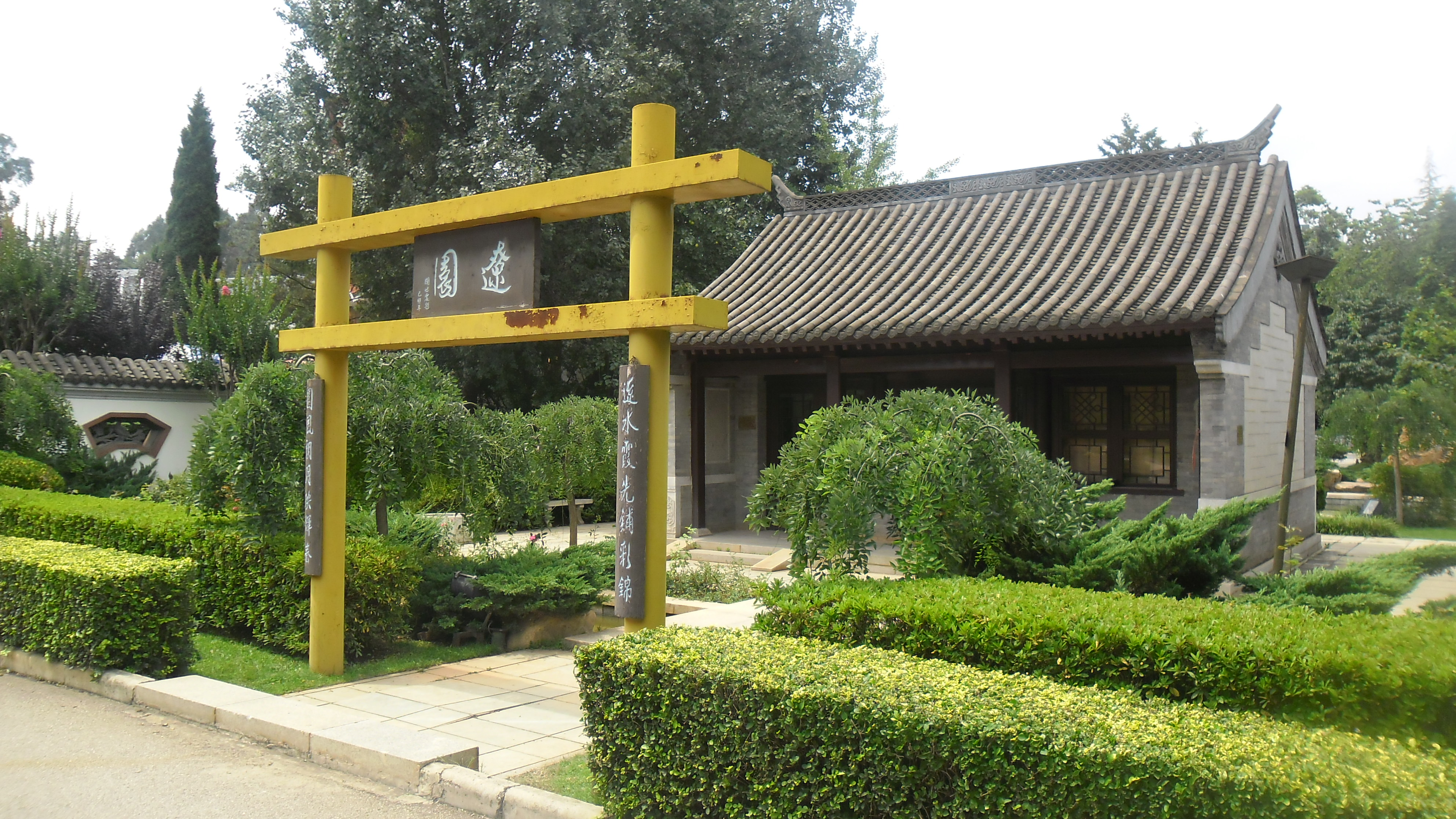
辽宁辽园
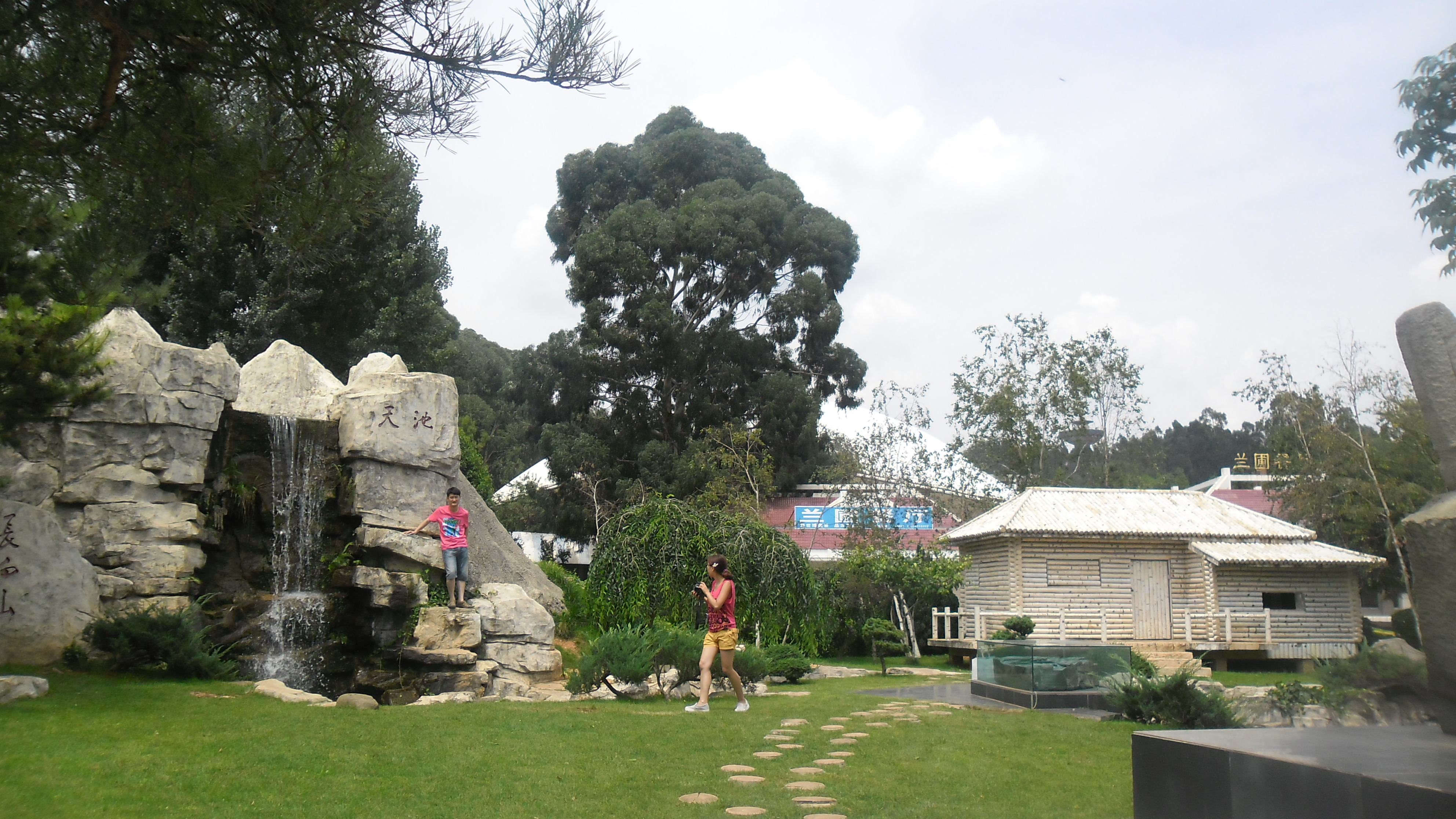
吉林园
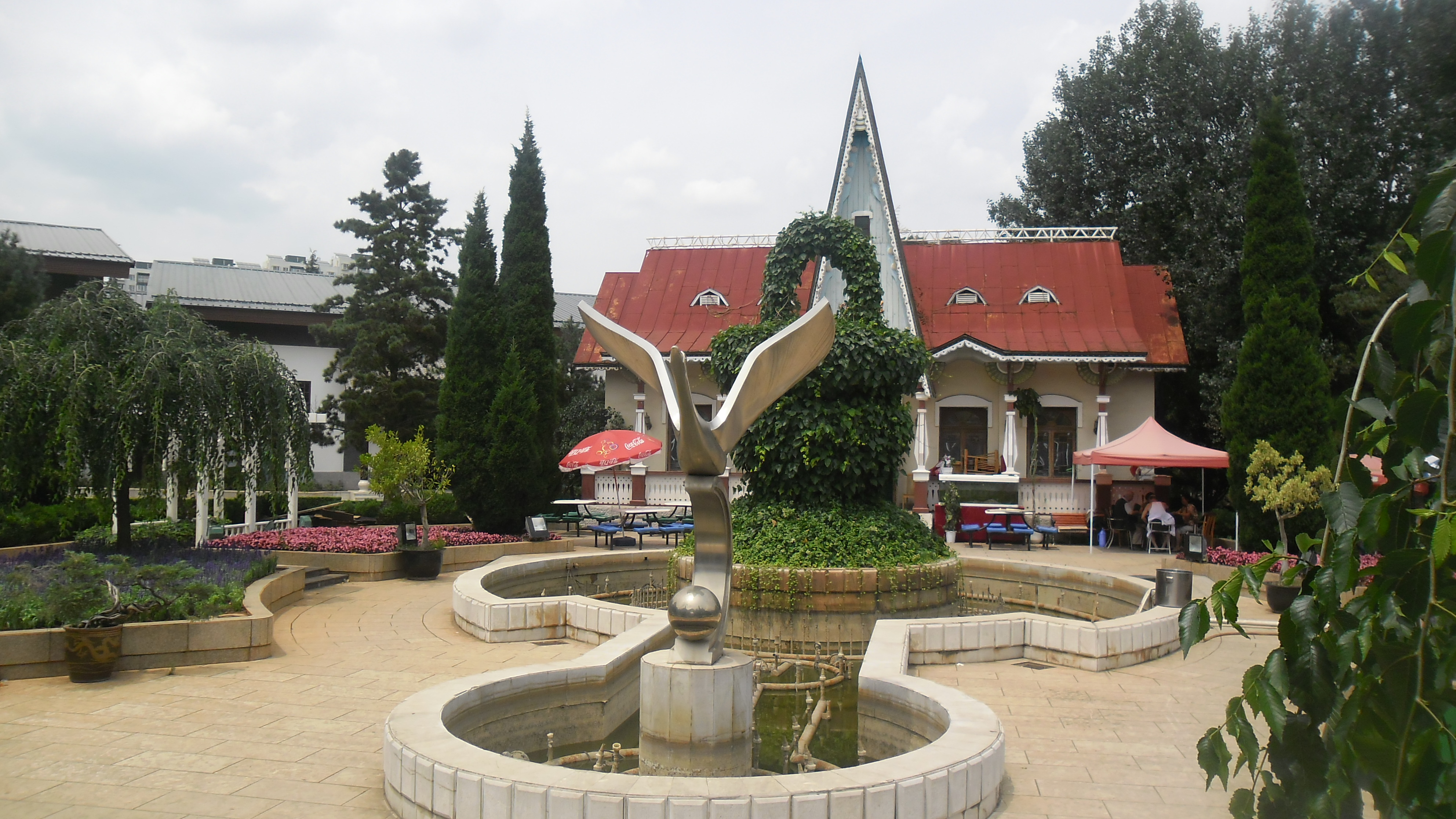
黑龙江天鹅园
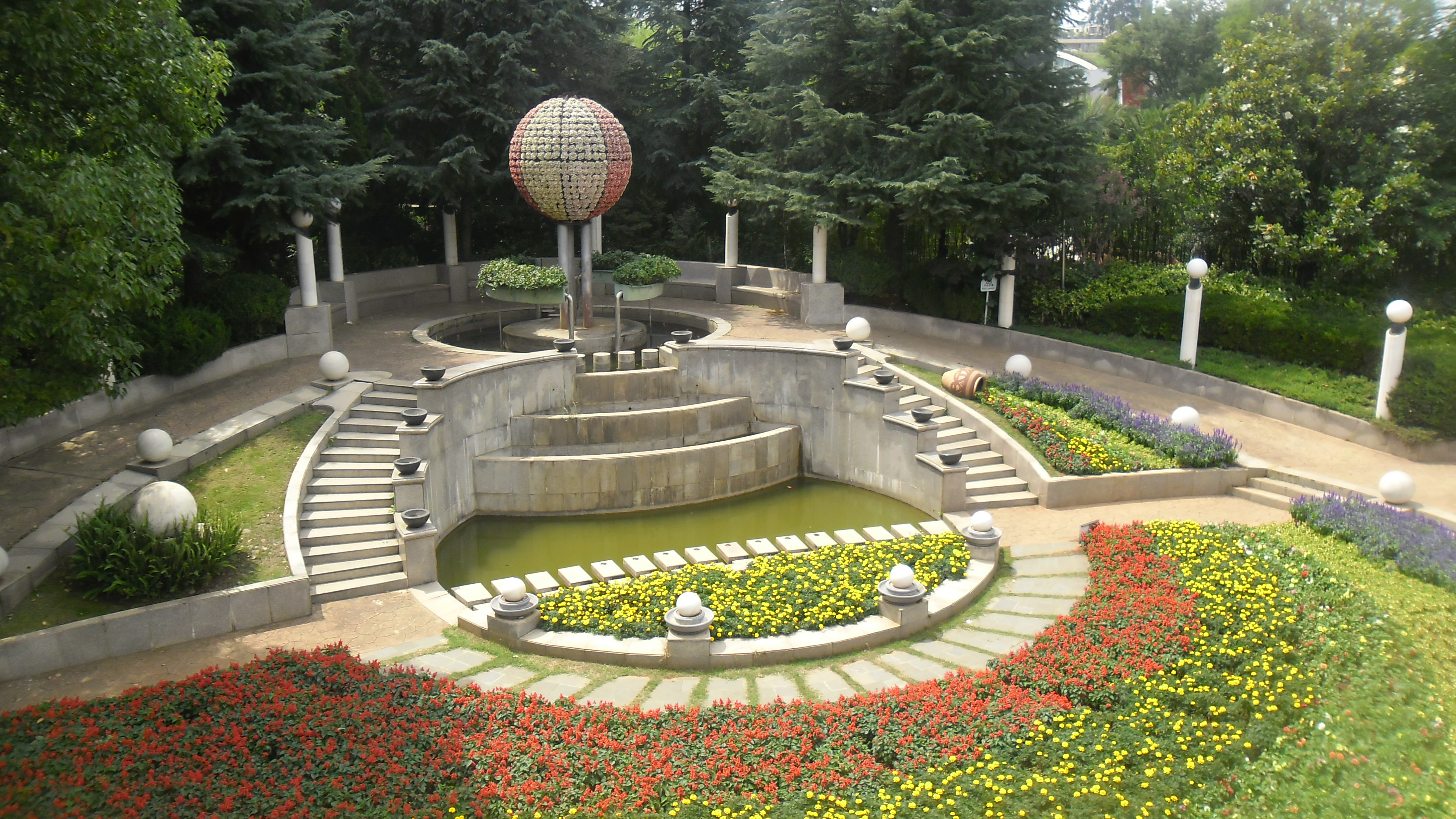
上海明珠苑
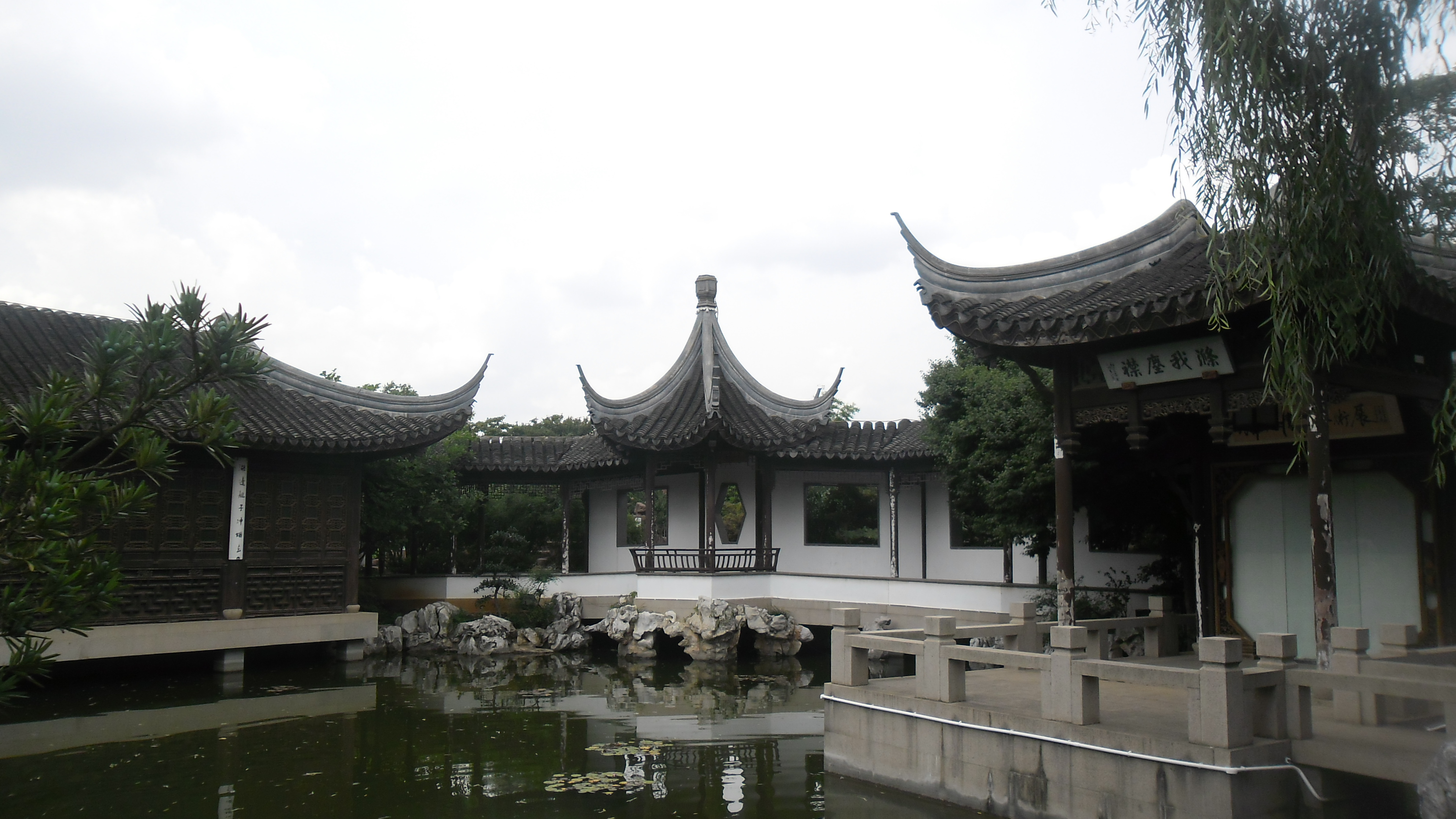
江苏苏园东吴小筑
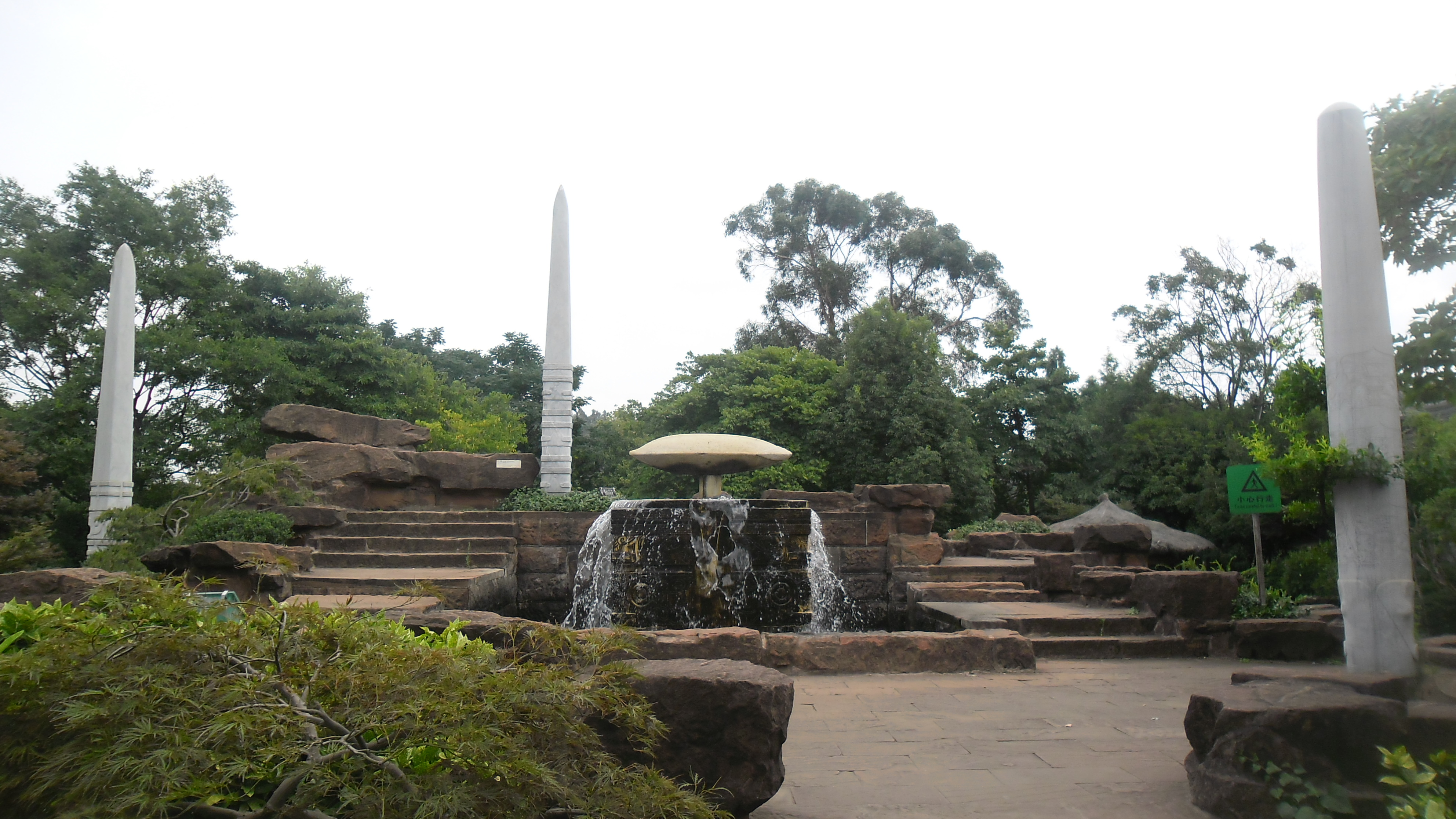
浙江源园
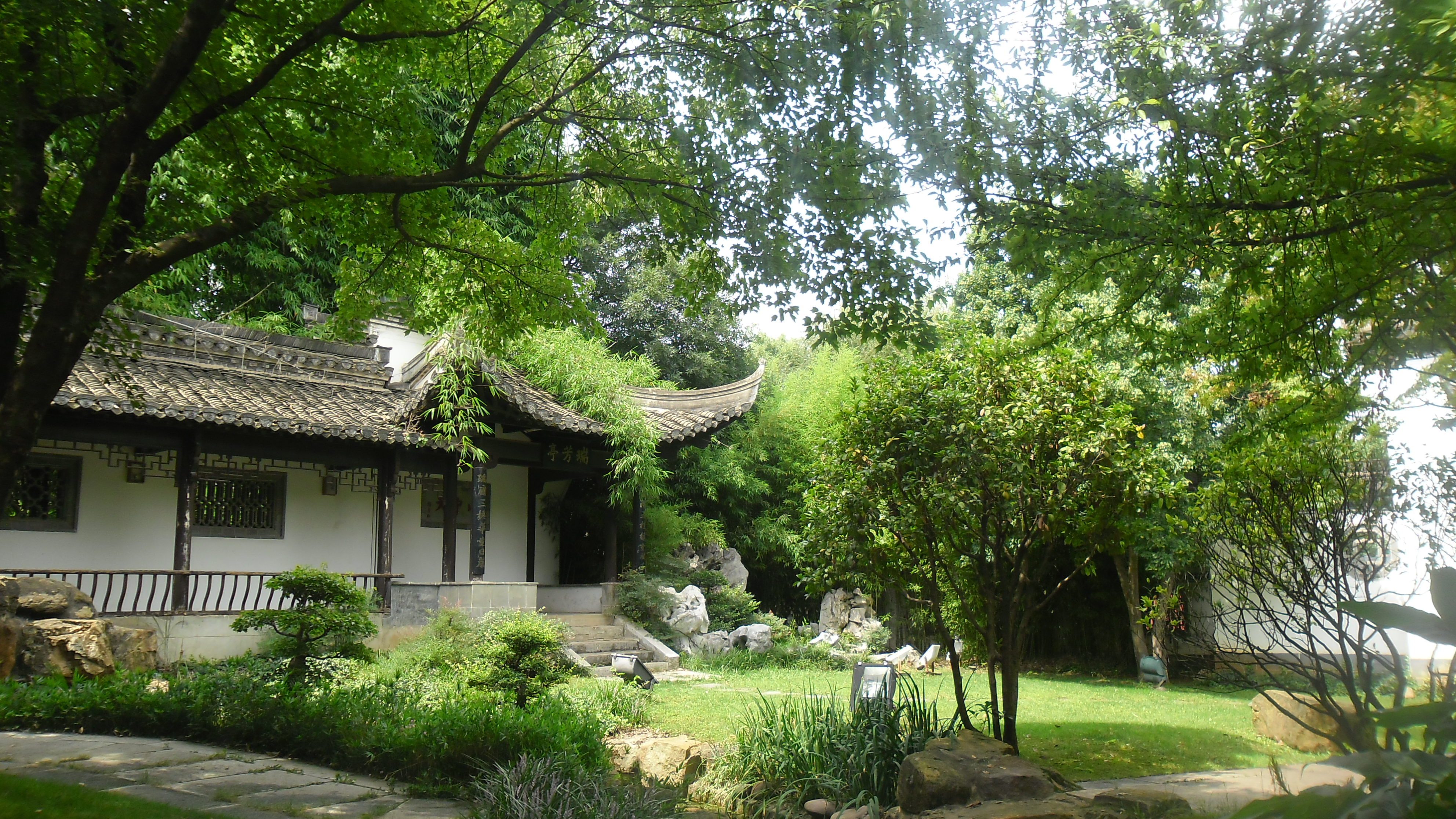
安徽徽园
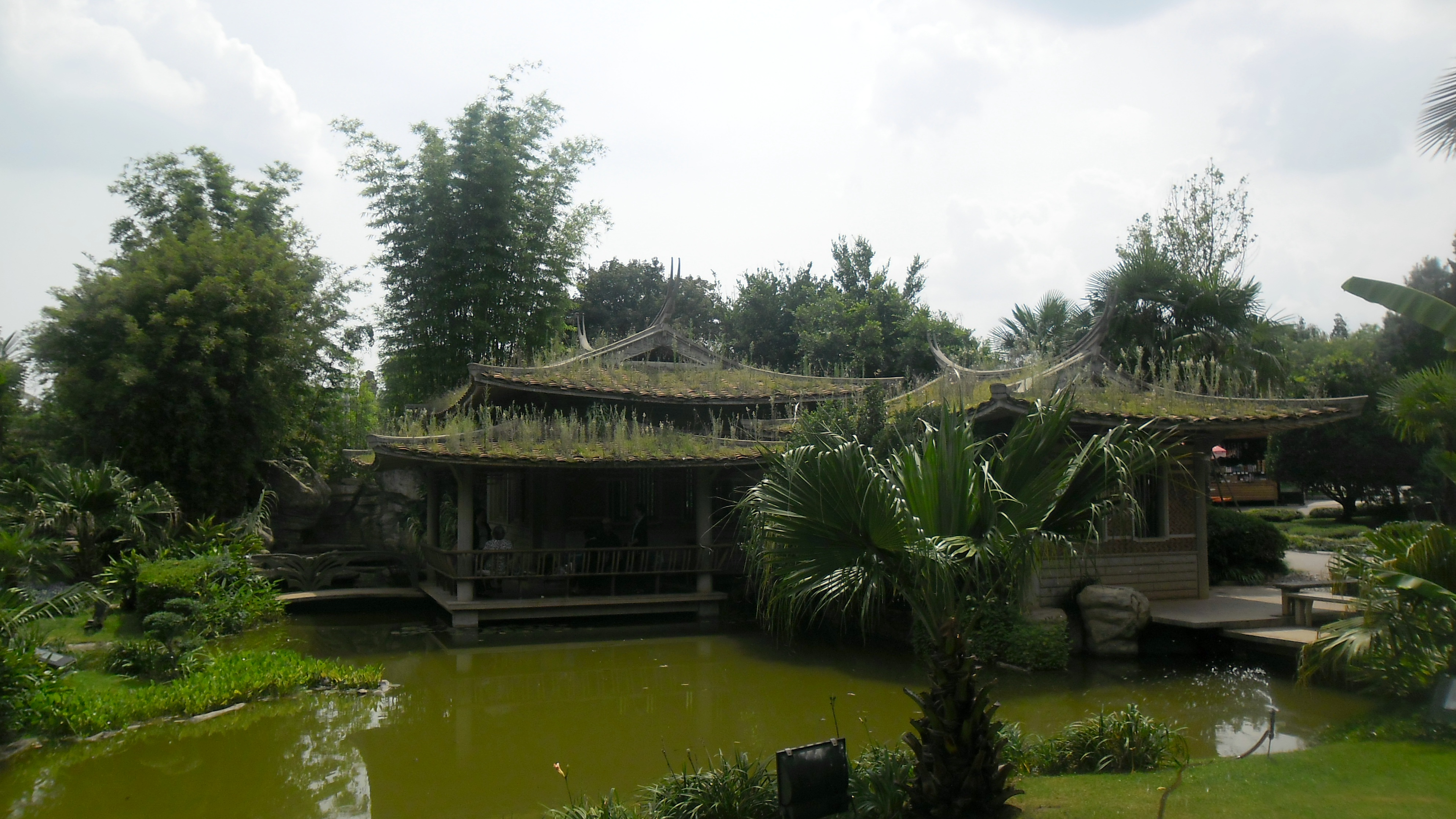
福建生态园
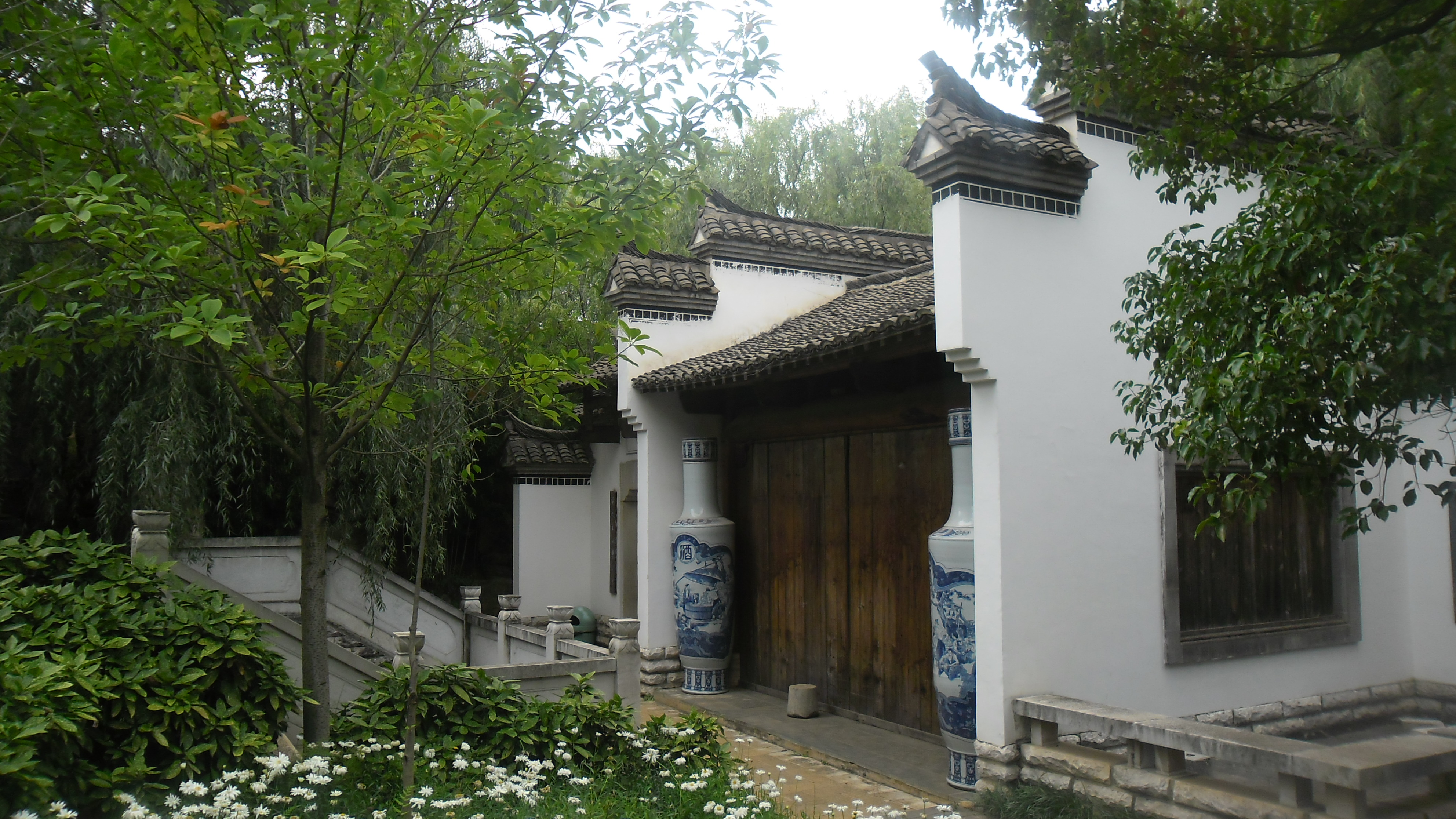
江西瓷园
山东齐鲁园
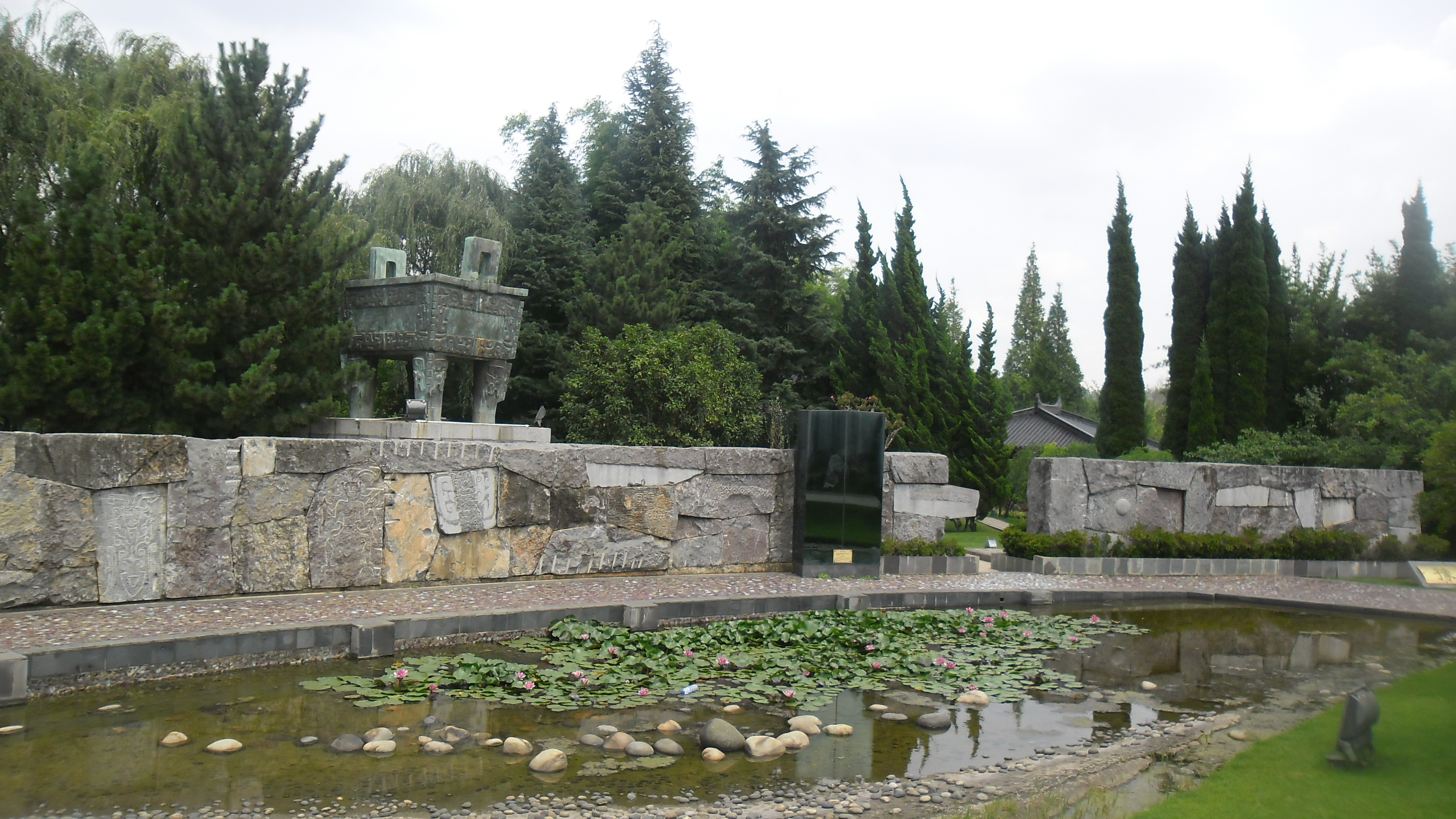
河南豫苑
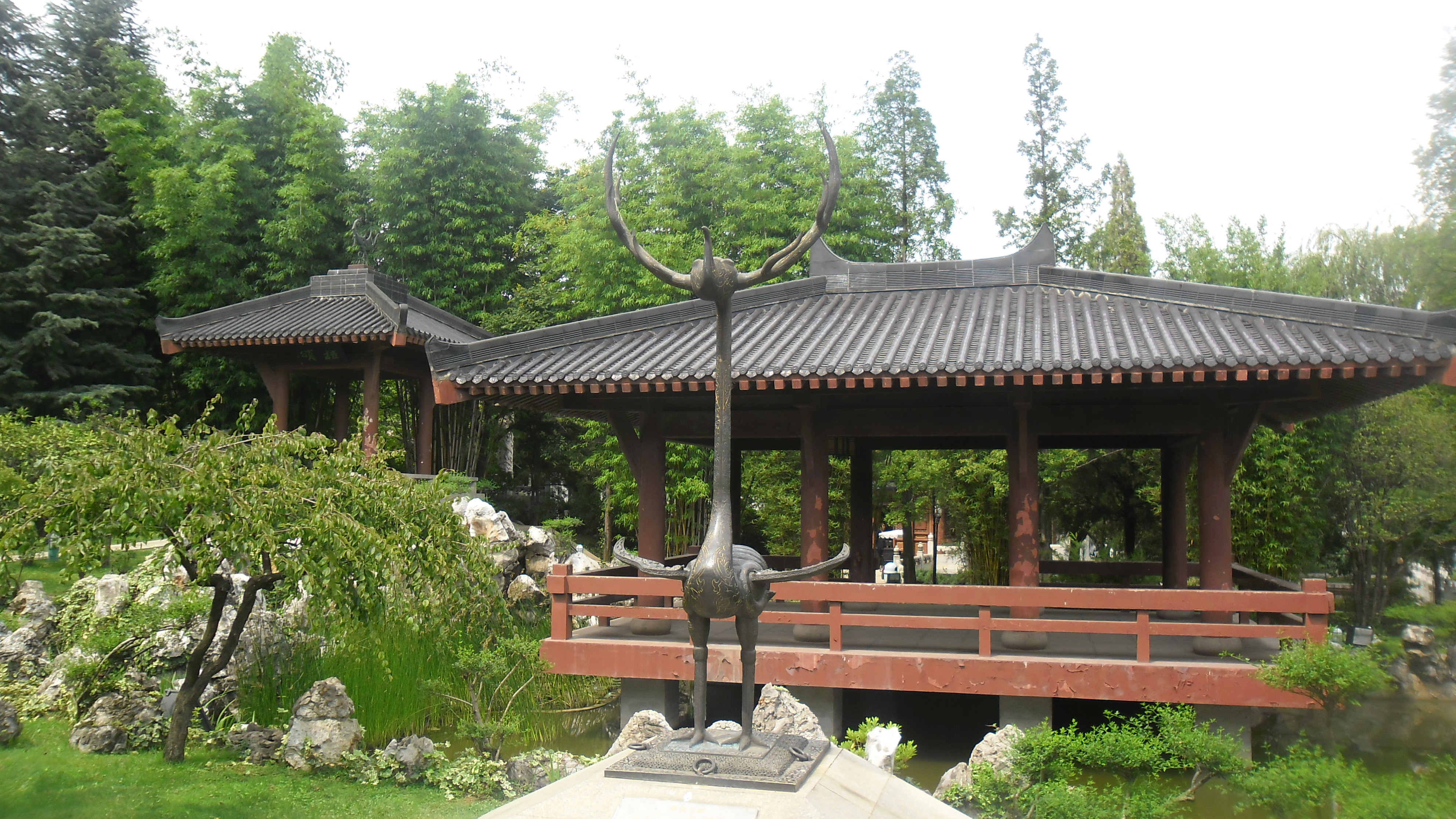
湖北楚园
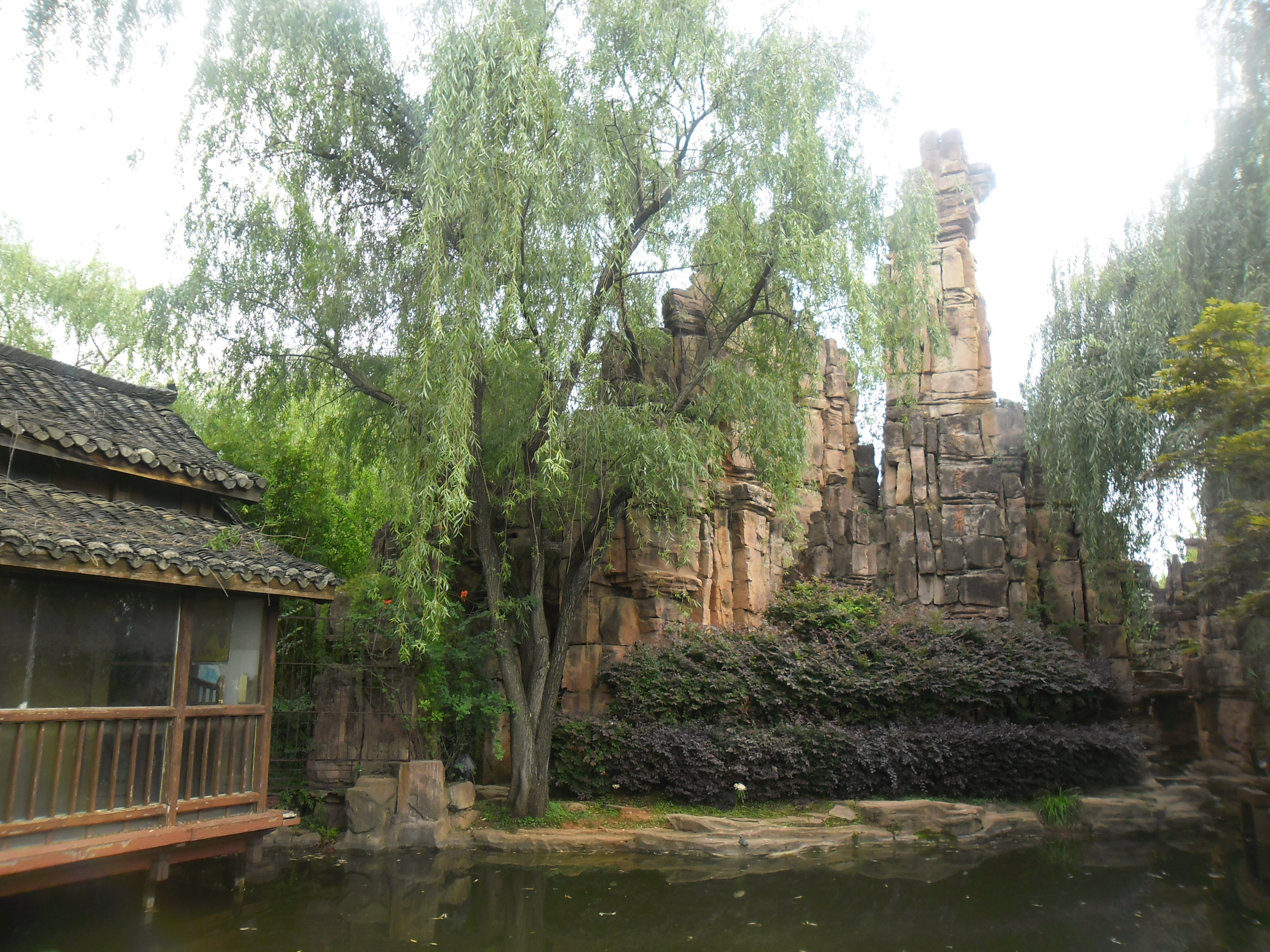
湖南潇湘园
广东粤晖园
广西山水园
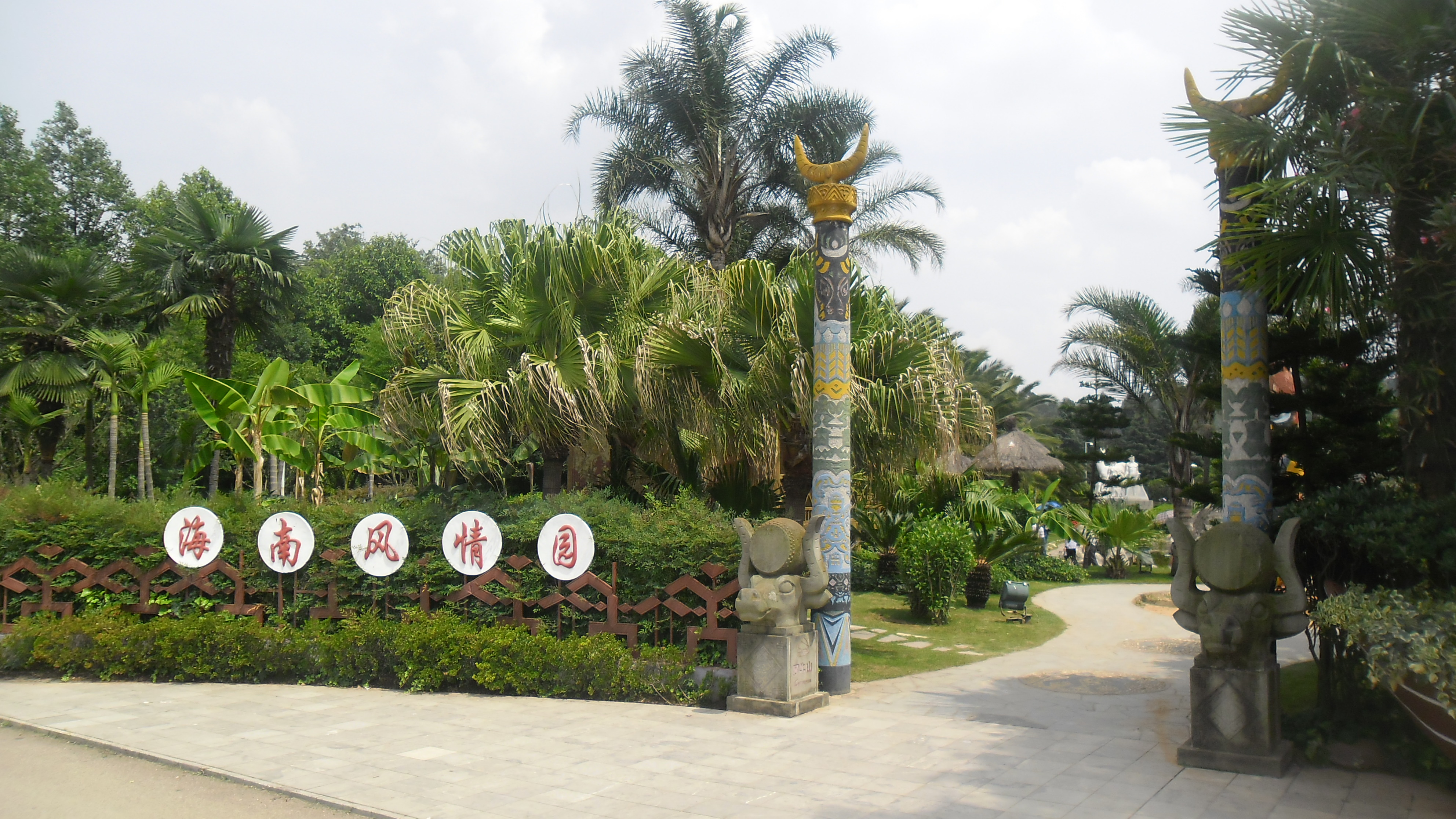
海南风情园
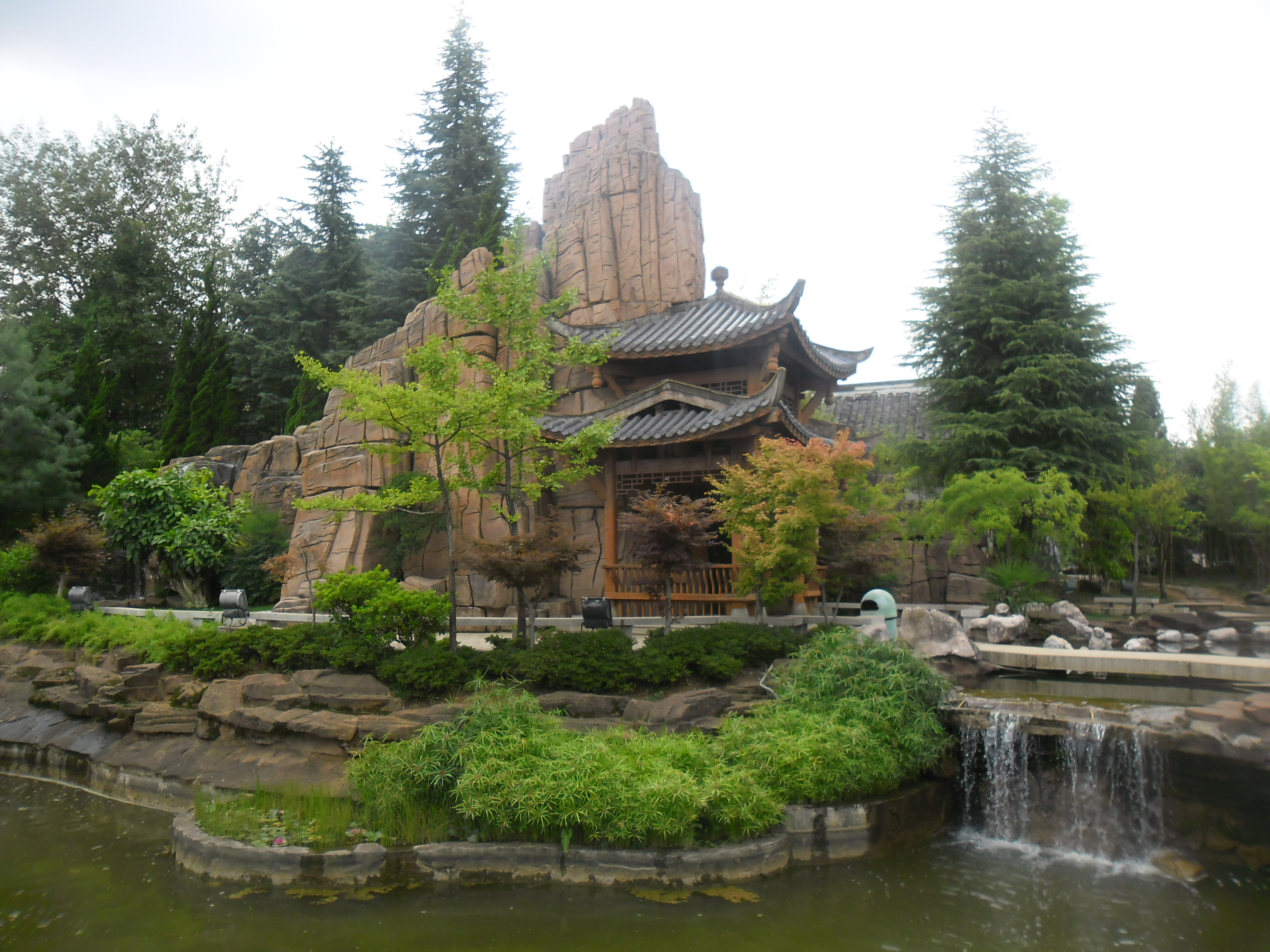
重庆巴渝园
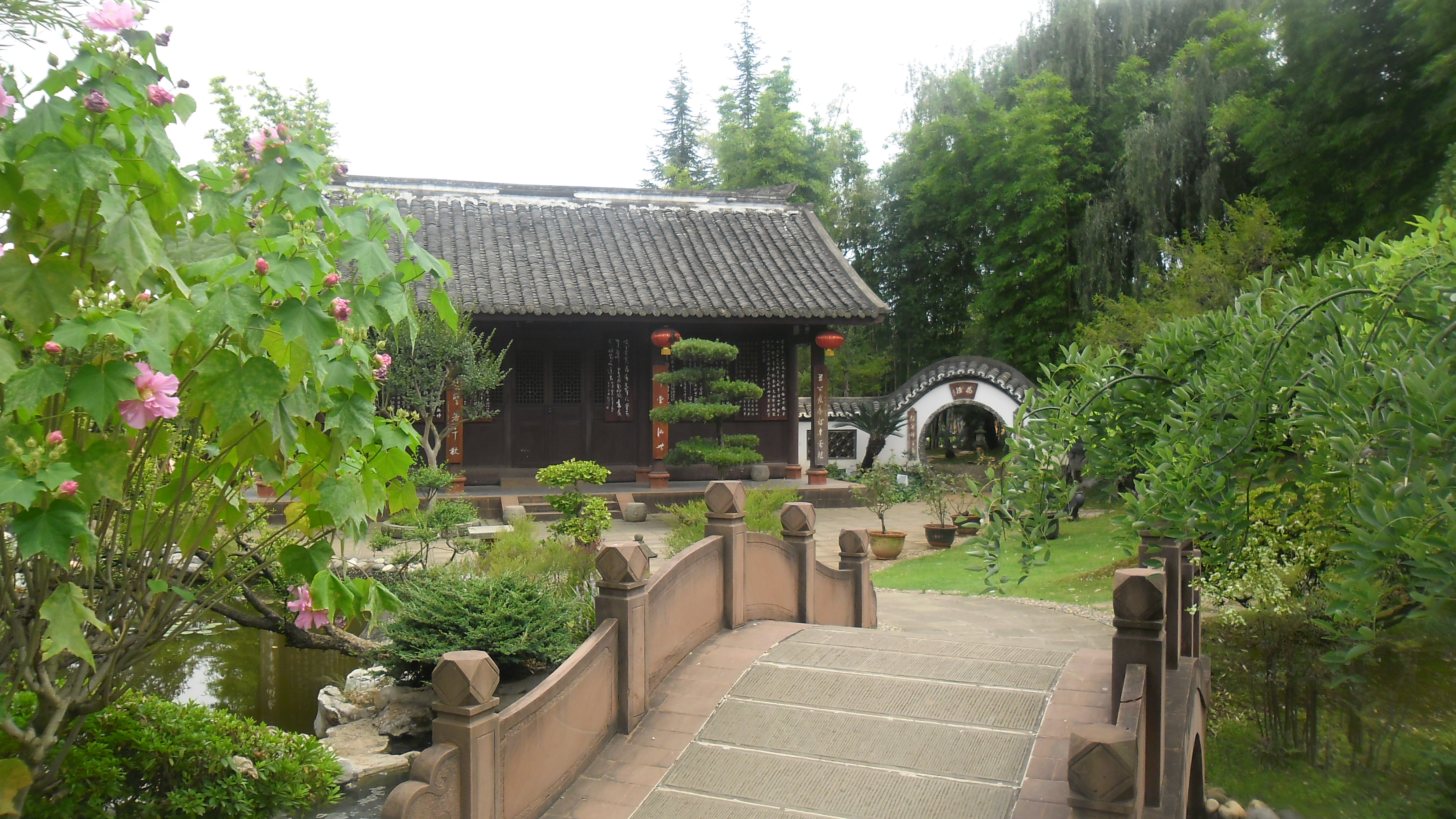
四川蜀风园
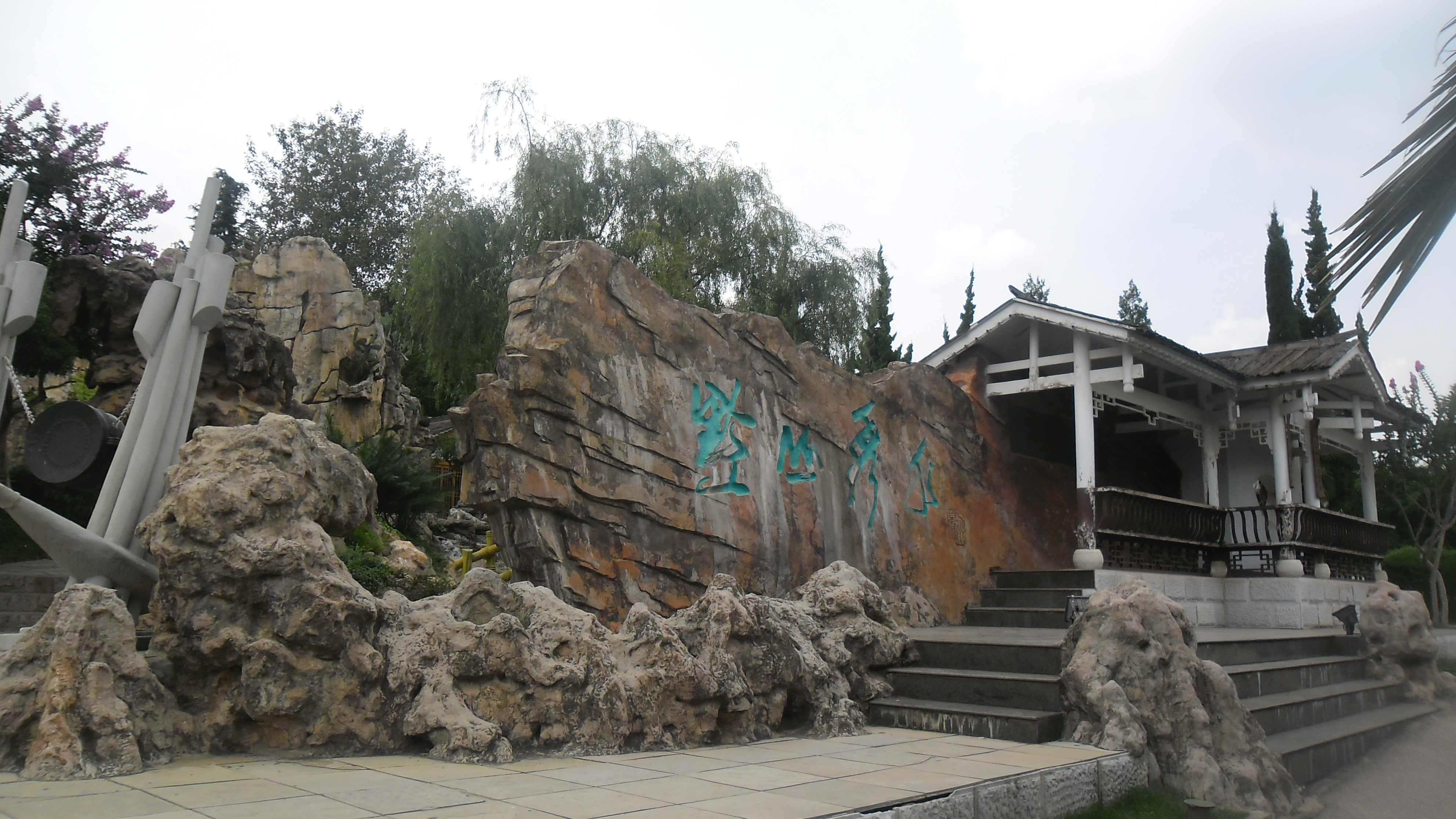
贵州黔山秀水园
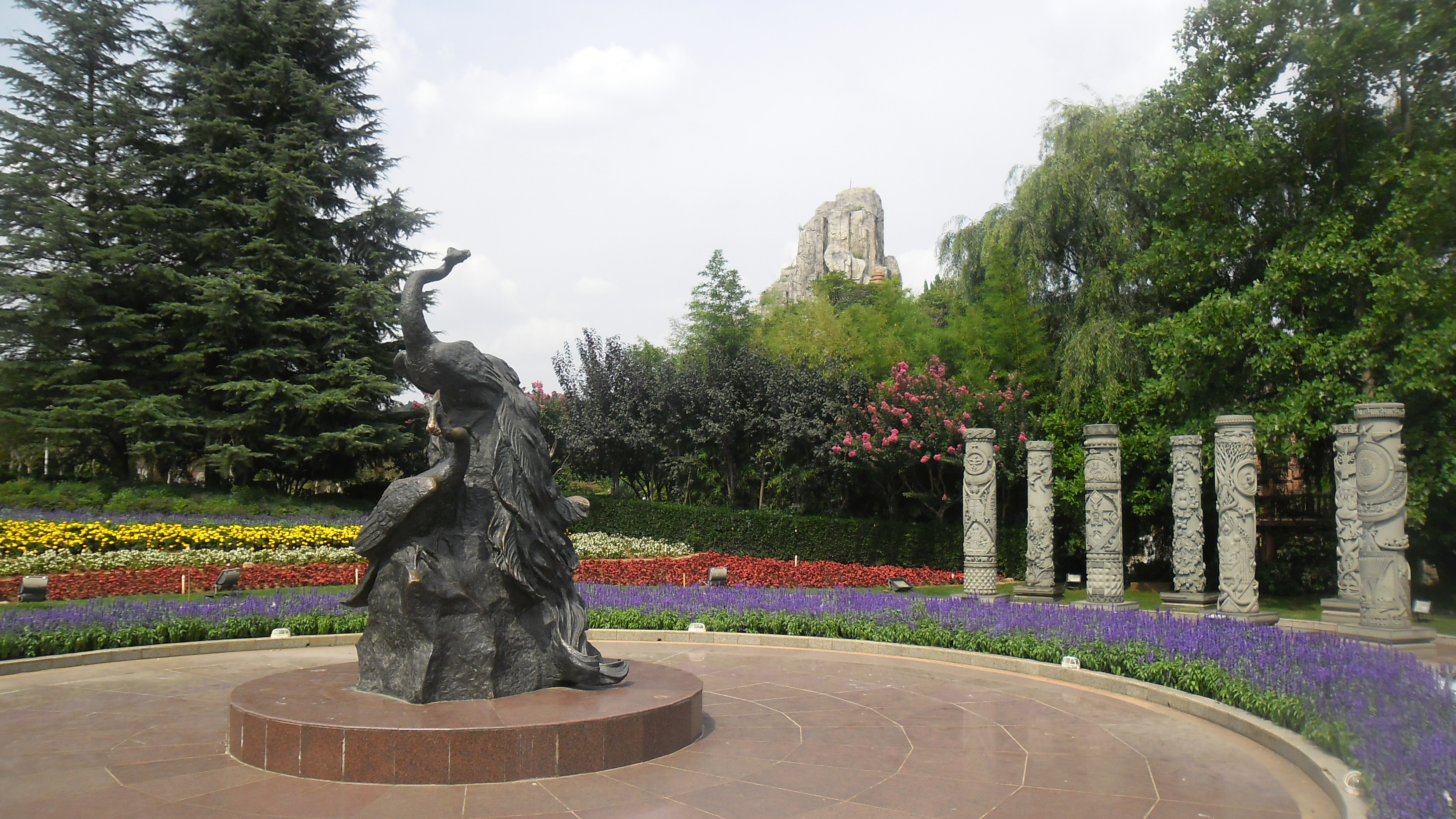
云南彩云园
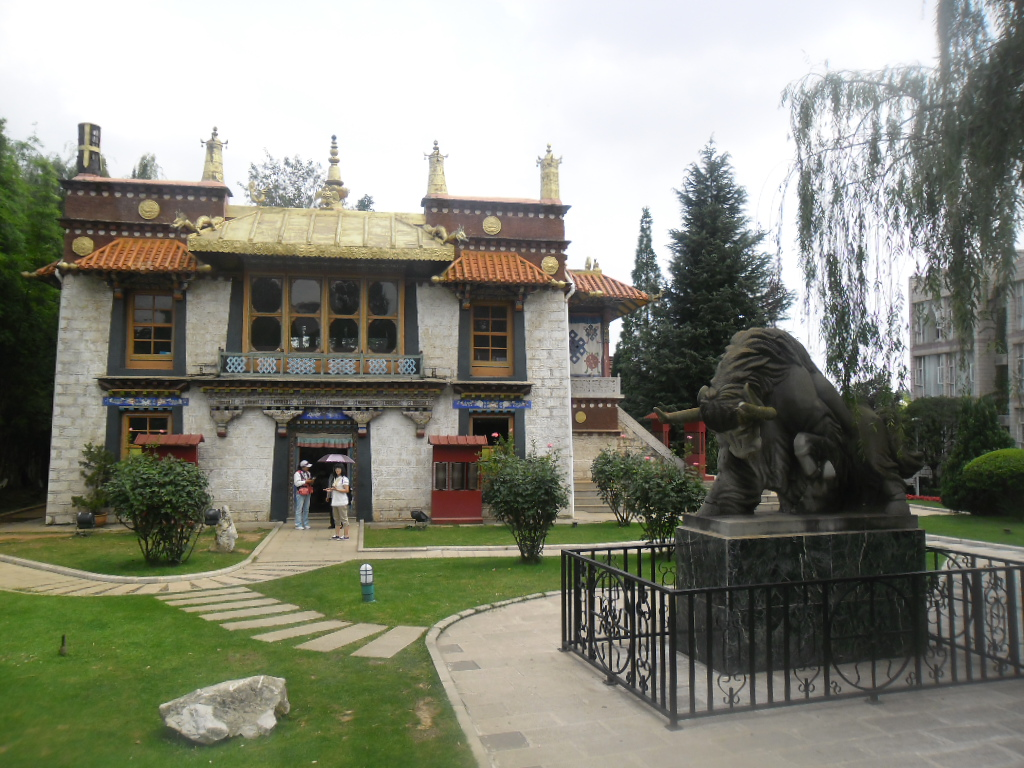
西藏格桑园
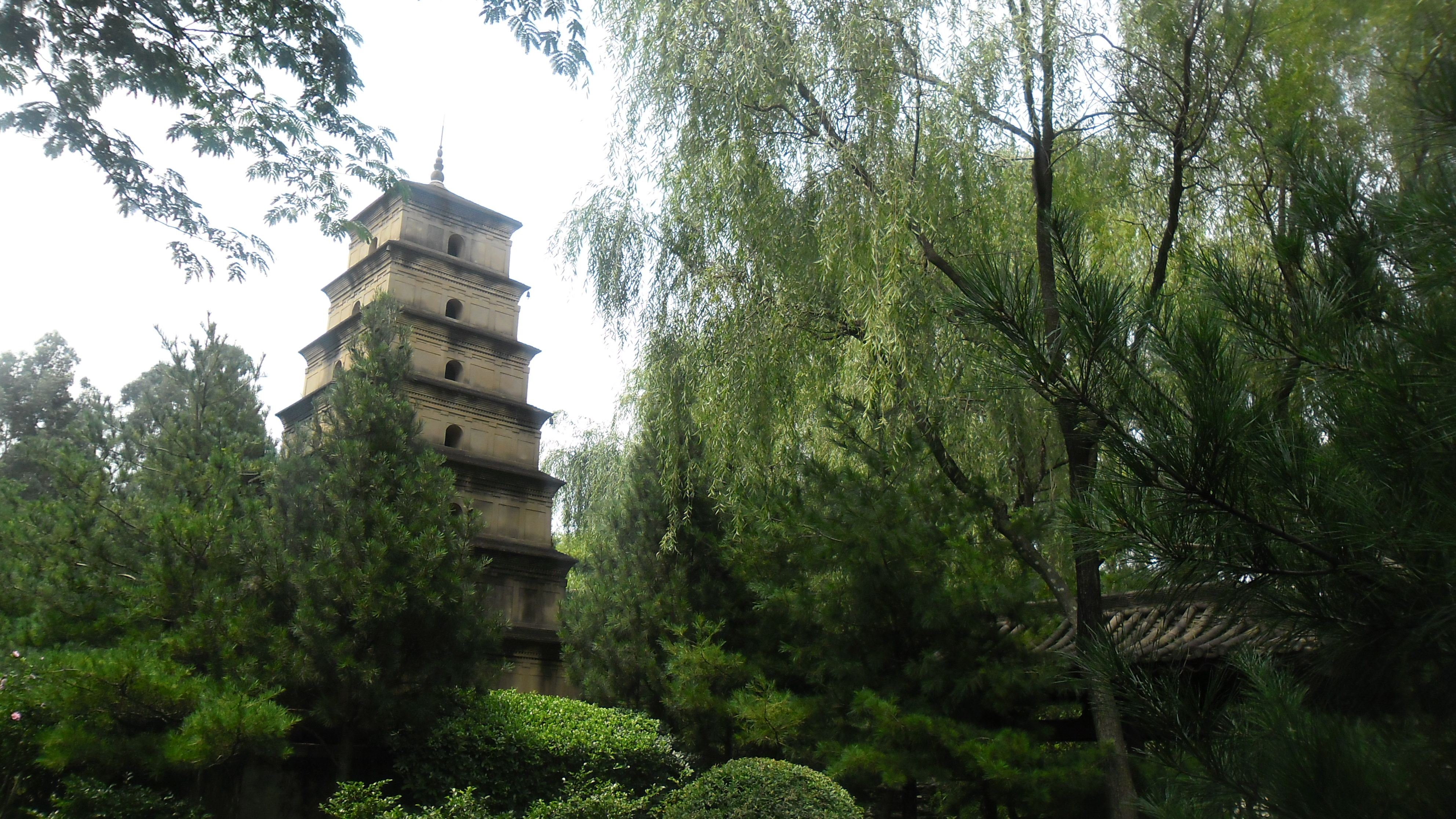
陕西园
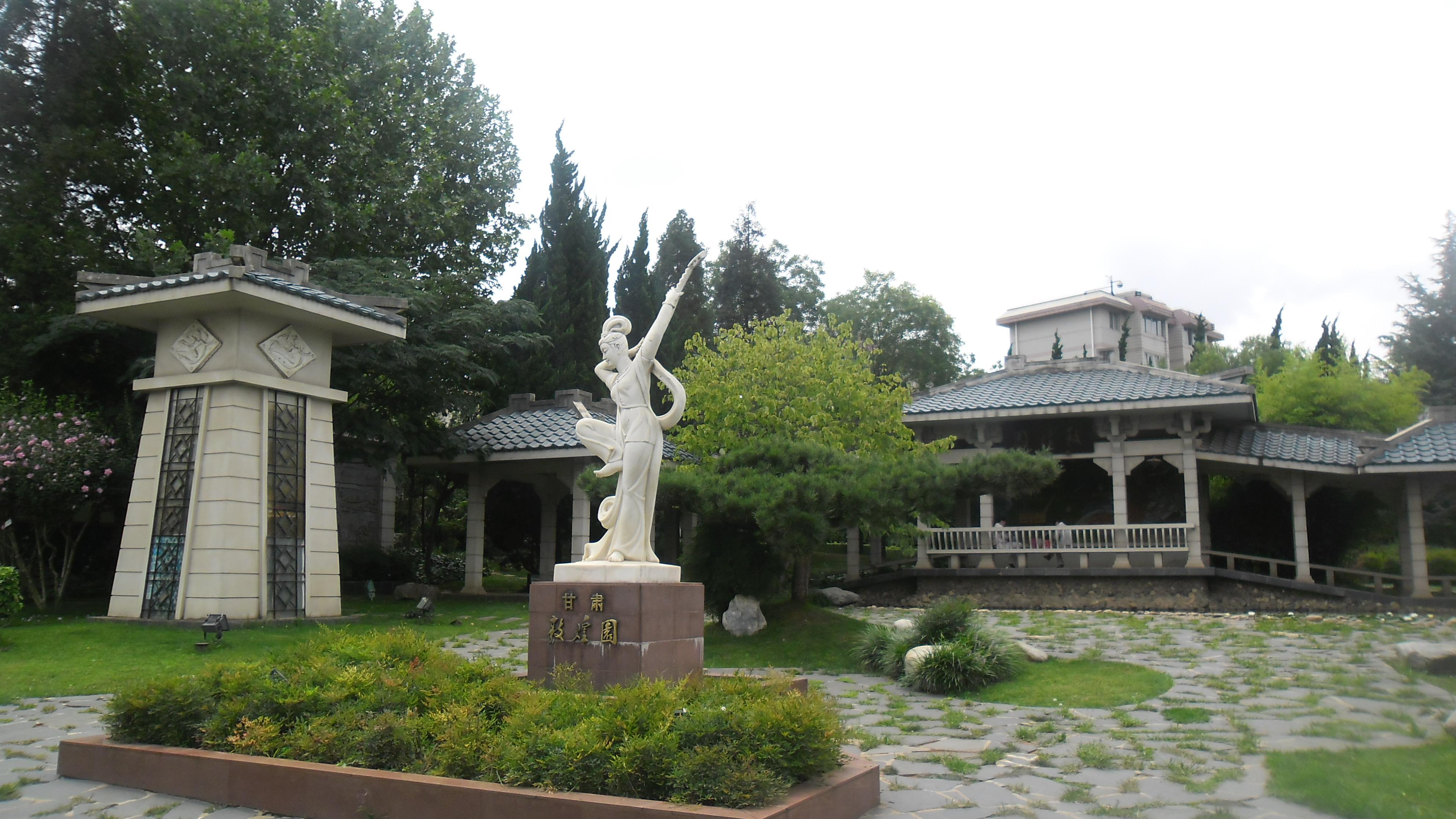
甘肃敦煌园
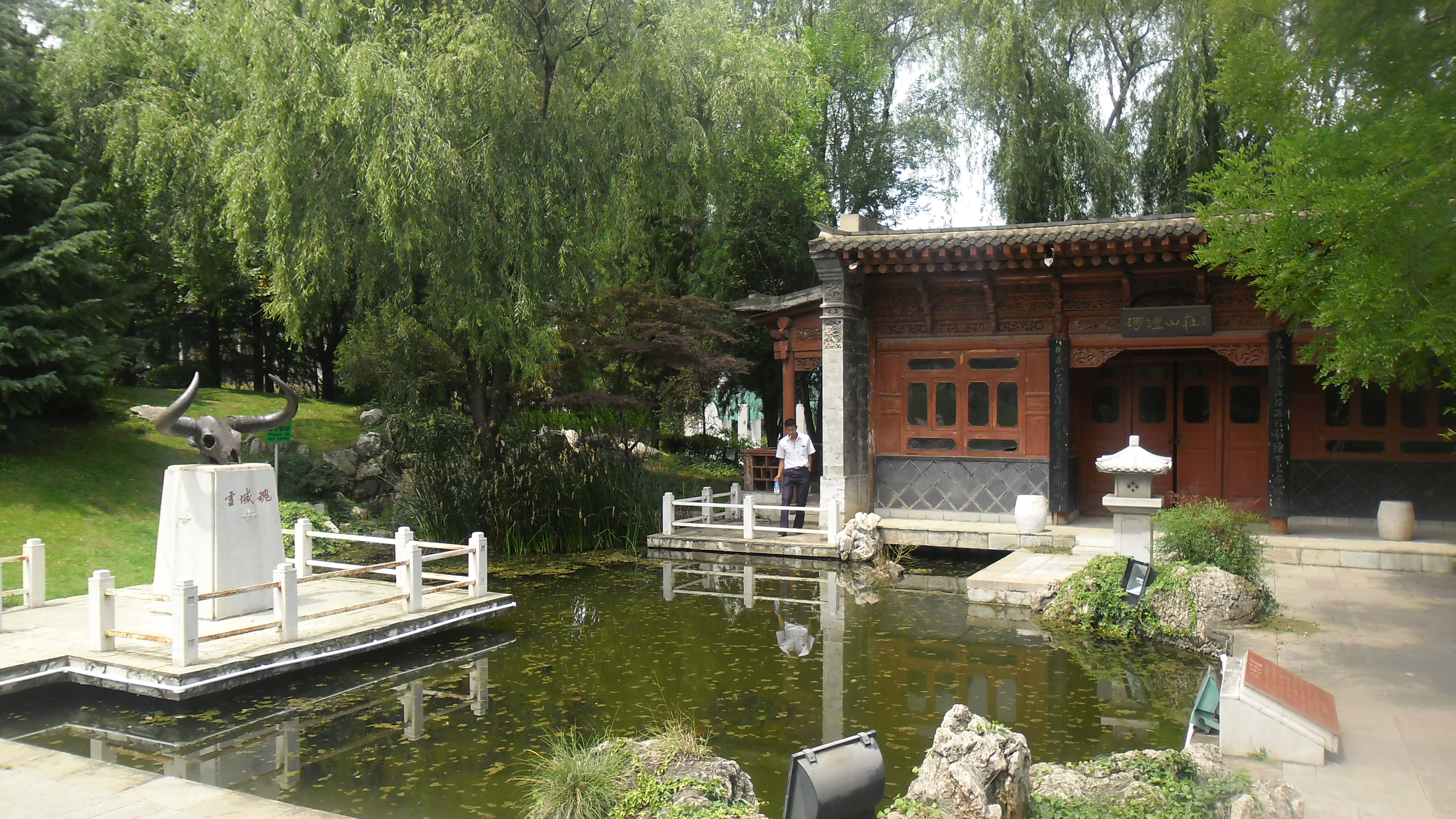
青海江河源园
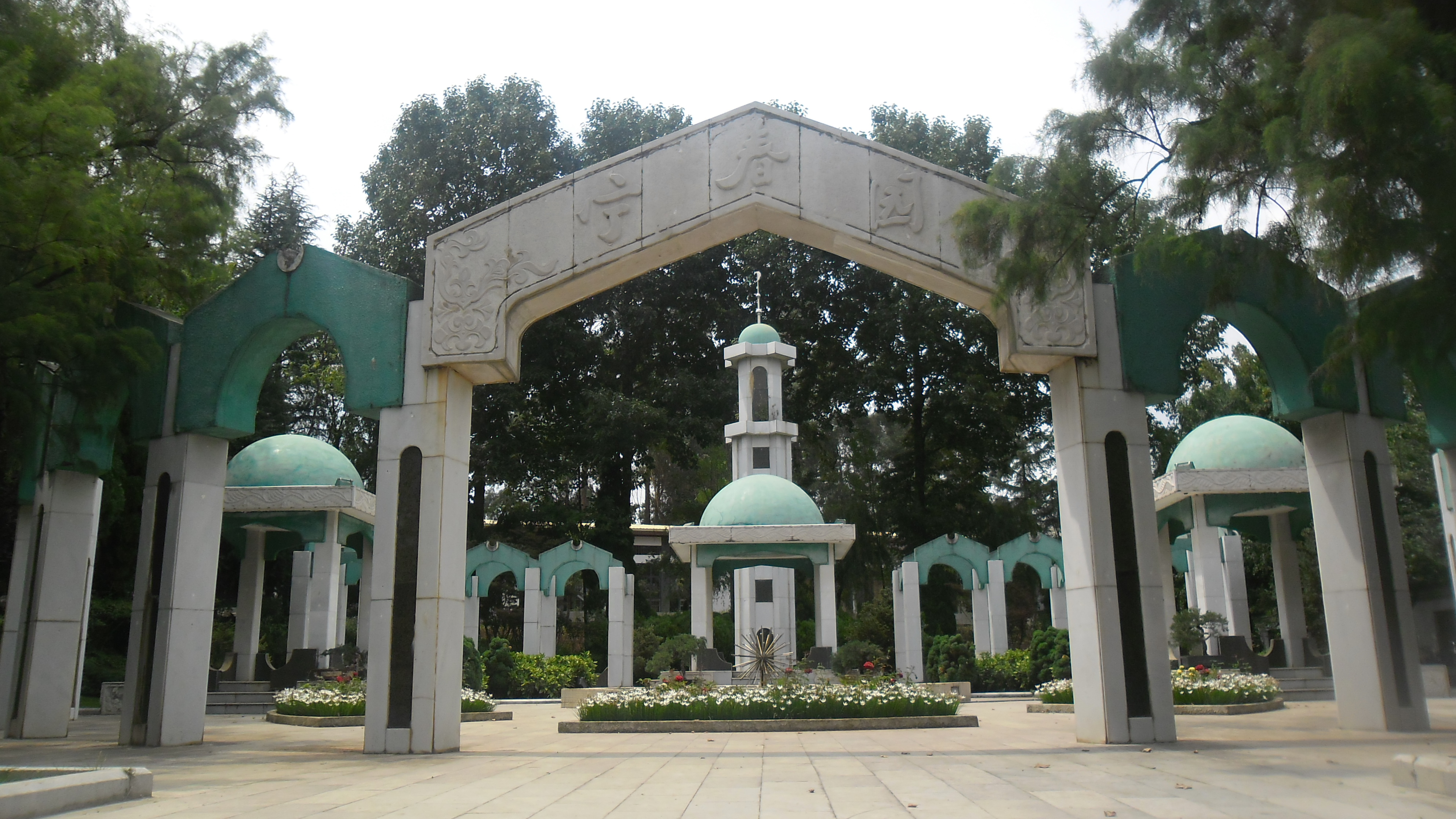
宁夏宁春园
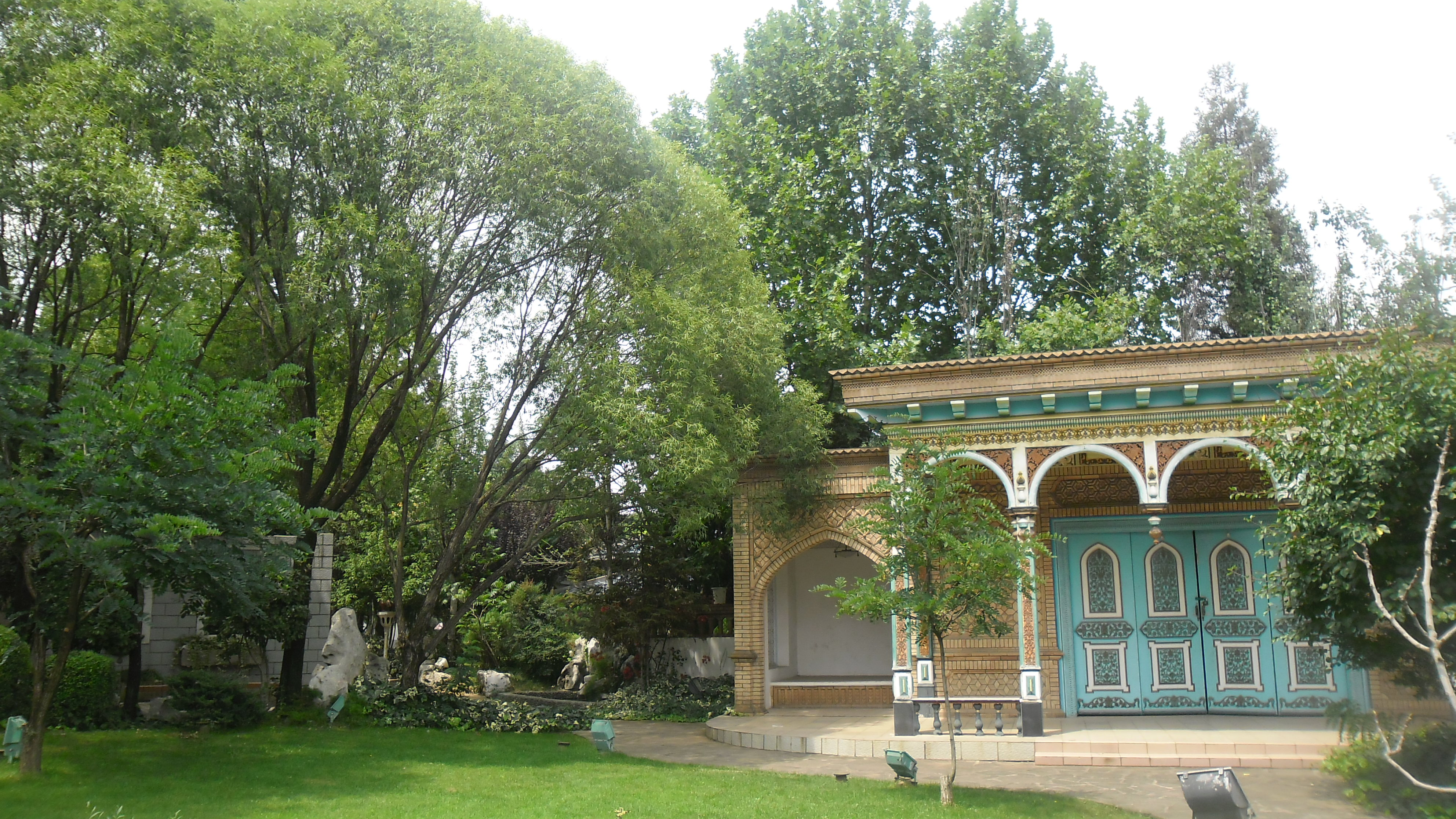
新疆西域情园
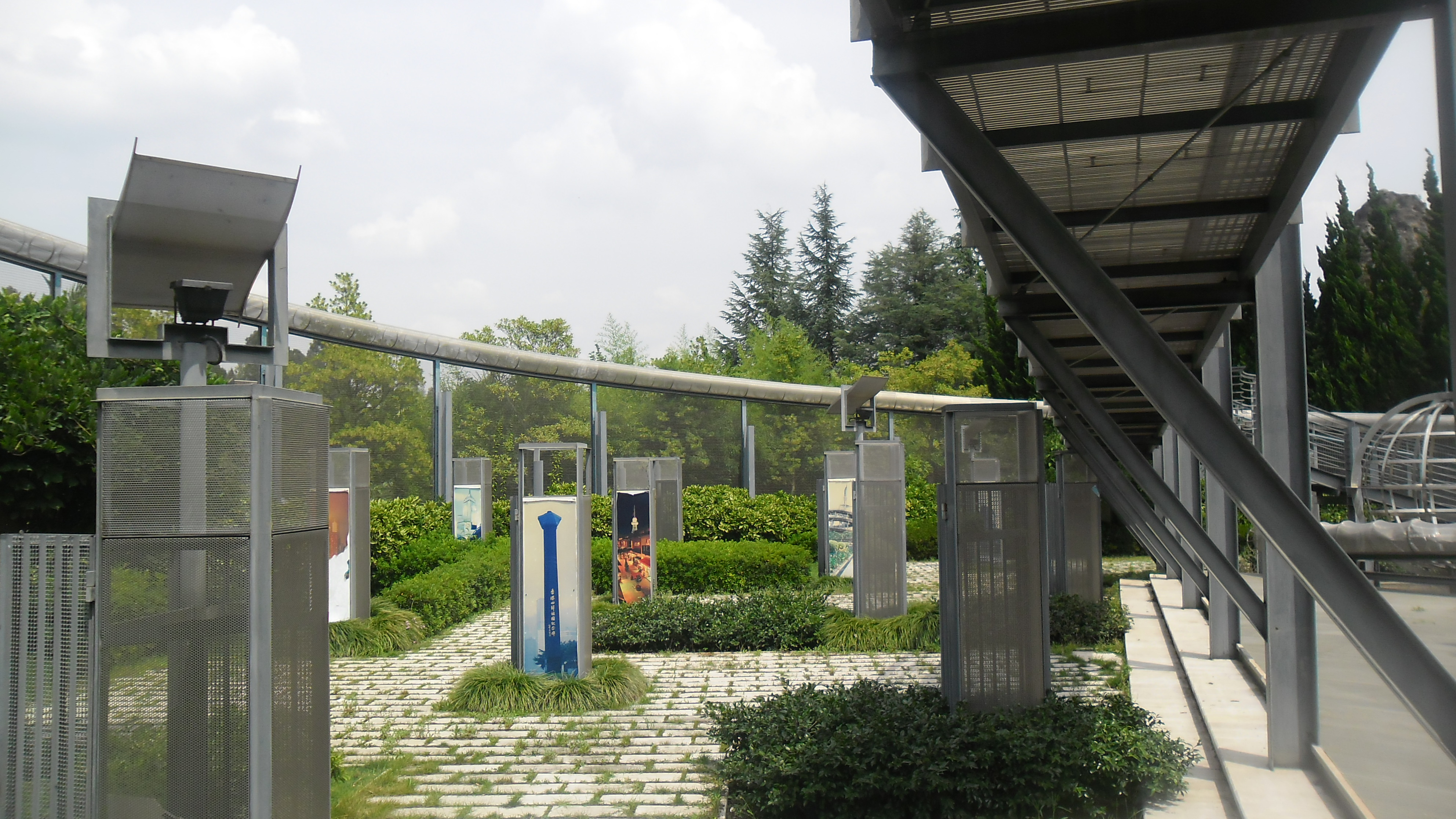
香港中国之窗
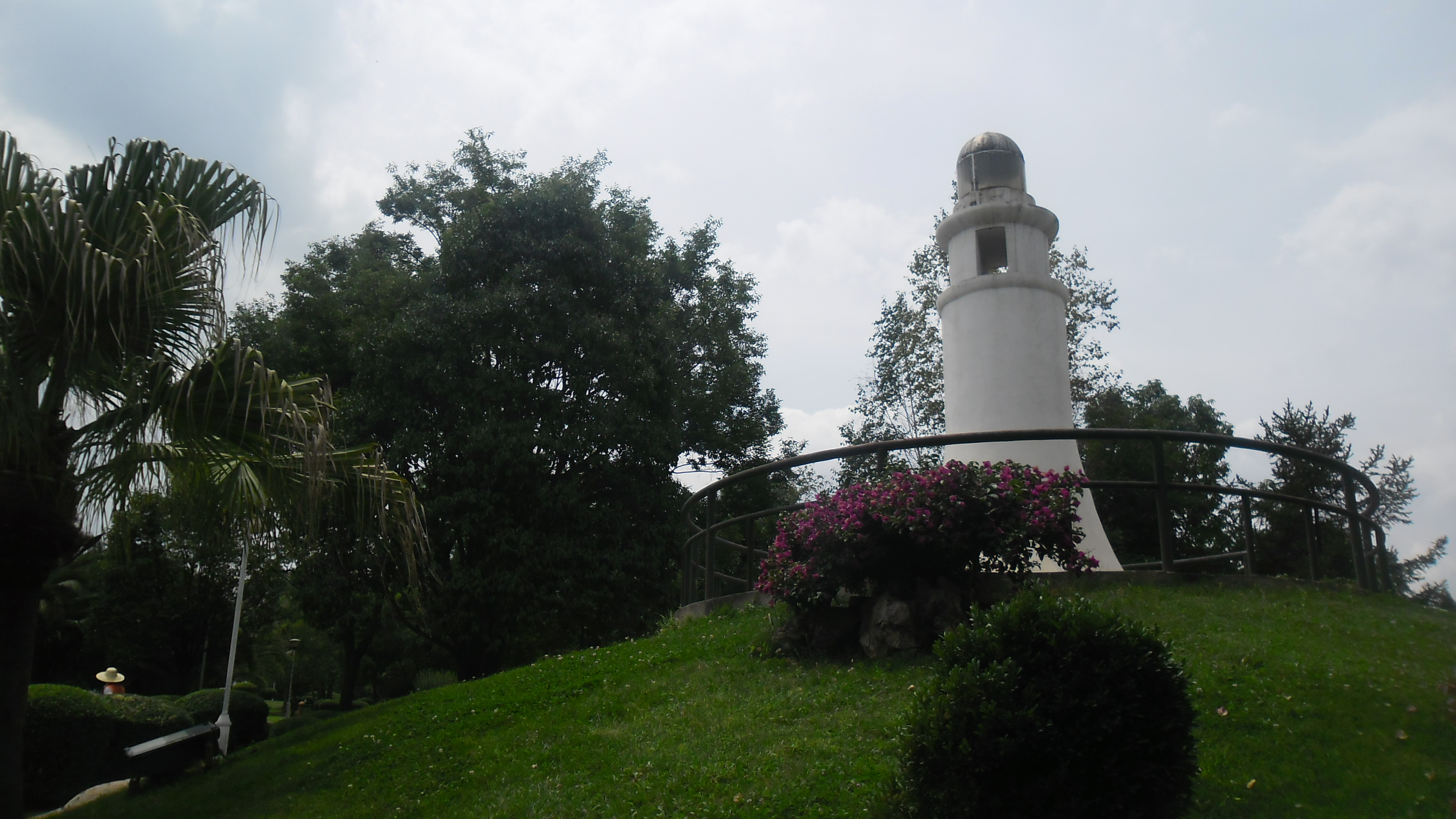
澳门园
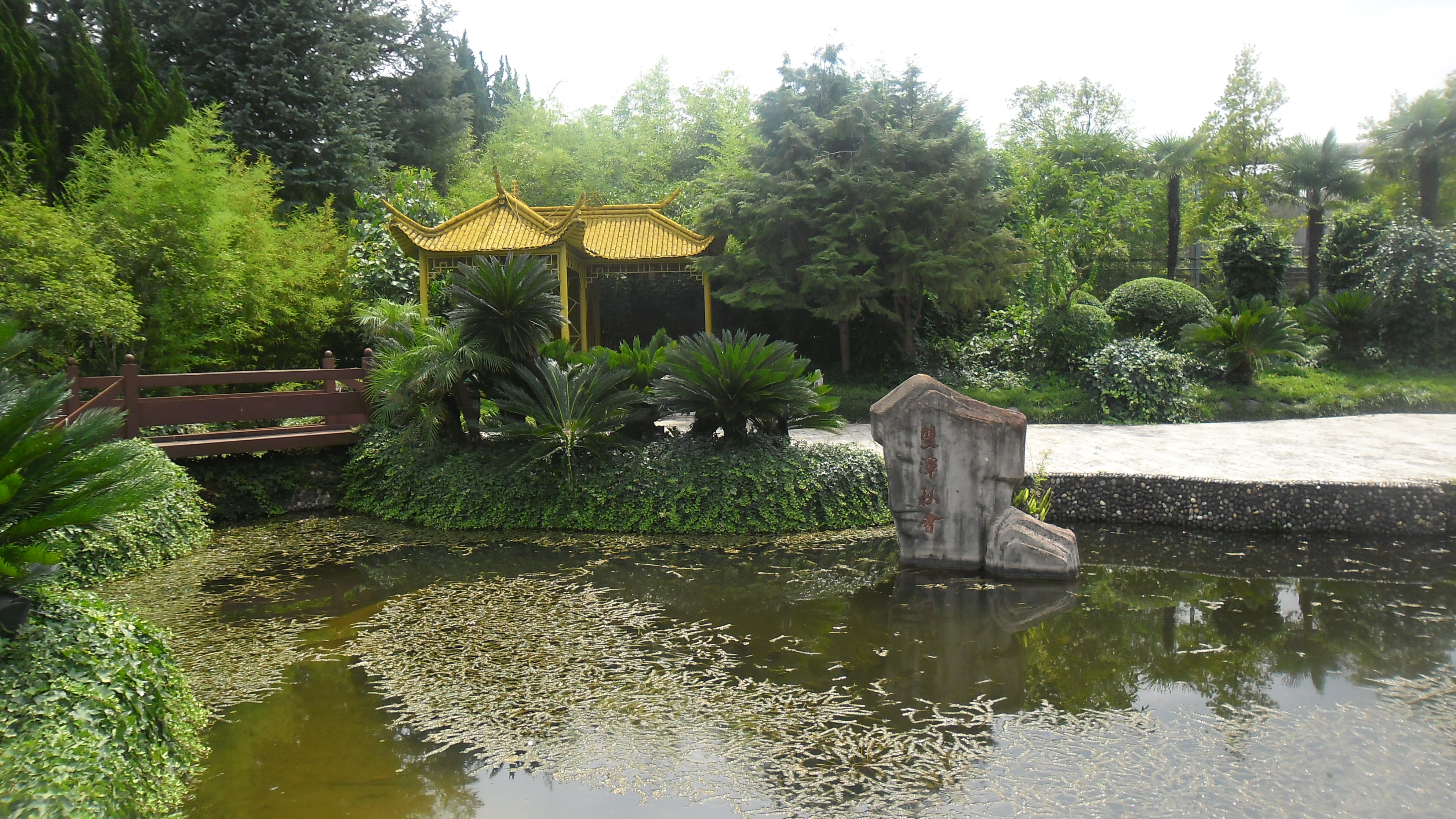
台湾园

### 国际室外展区

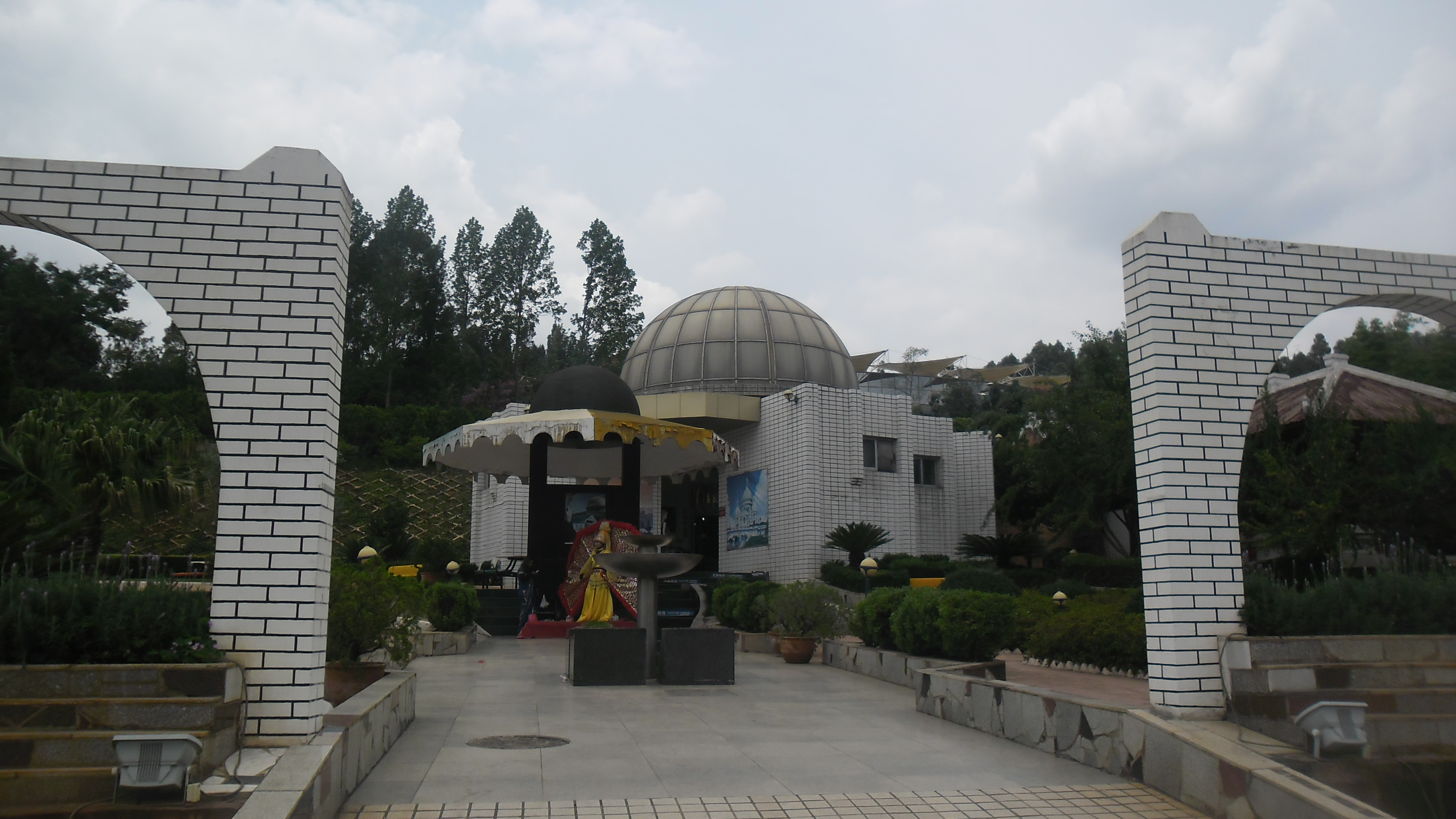
巴勒斯坦园
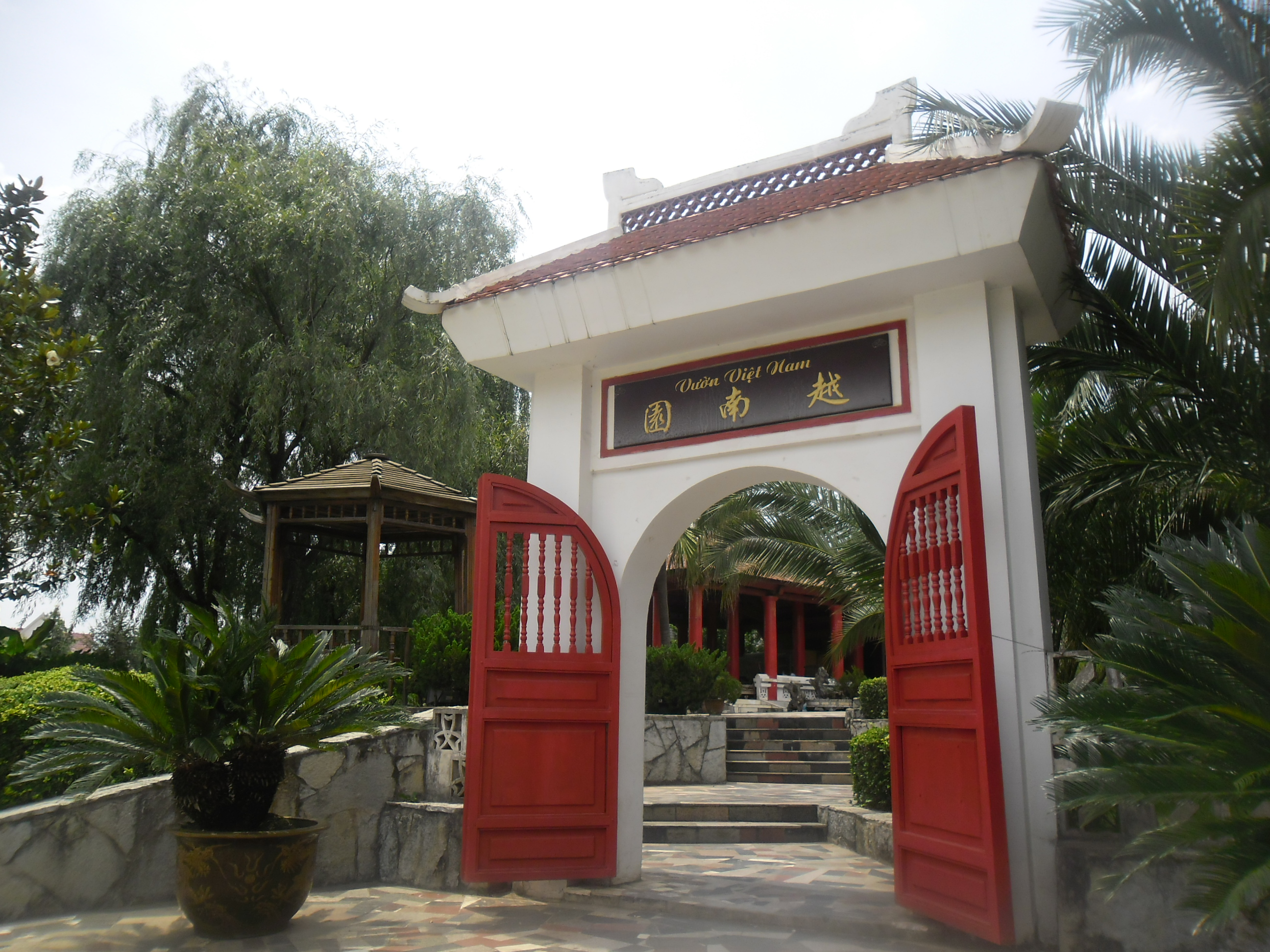
越南园
巴基斯坦园
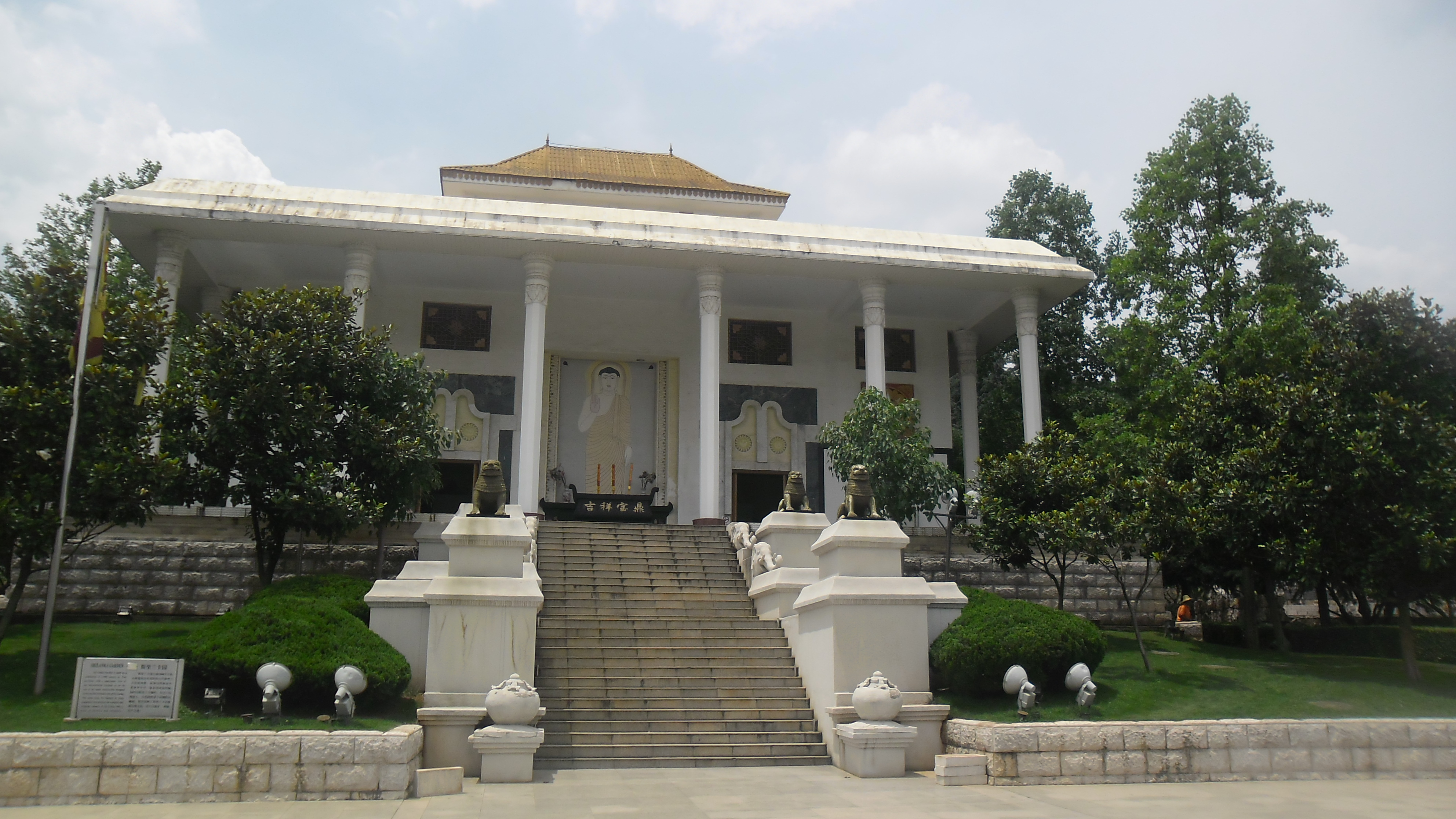
斯里兰卡园
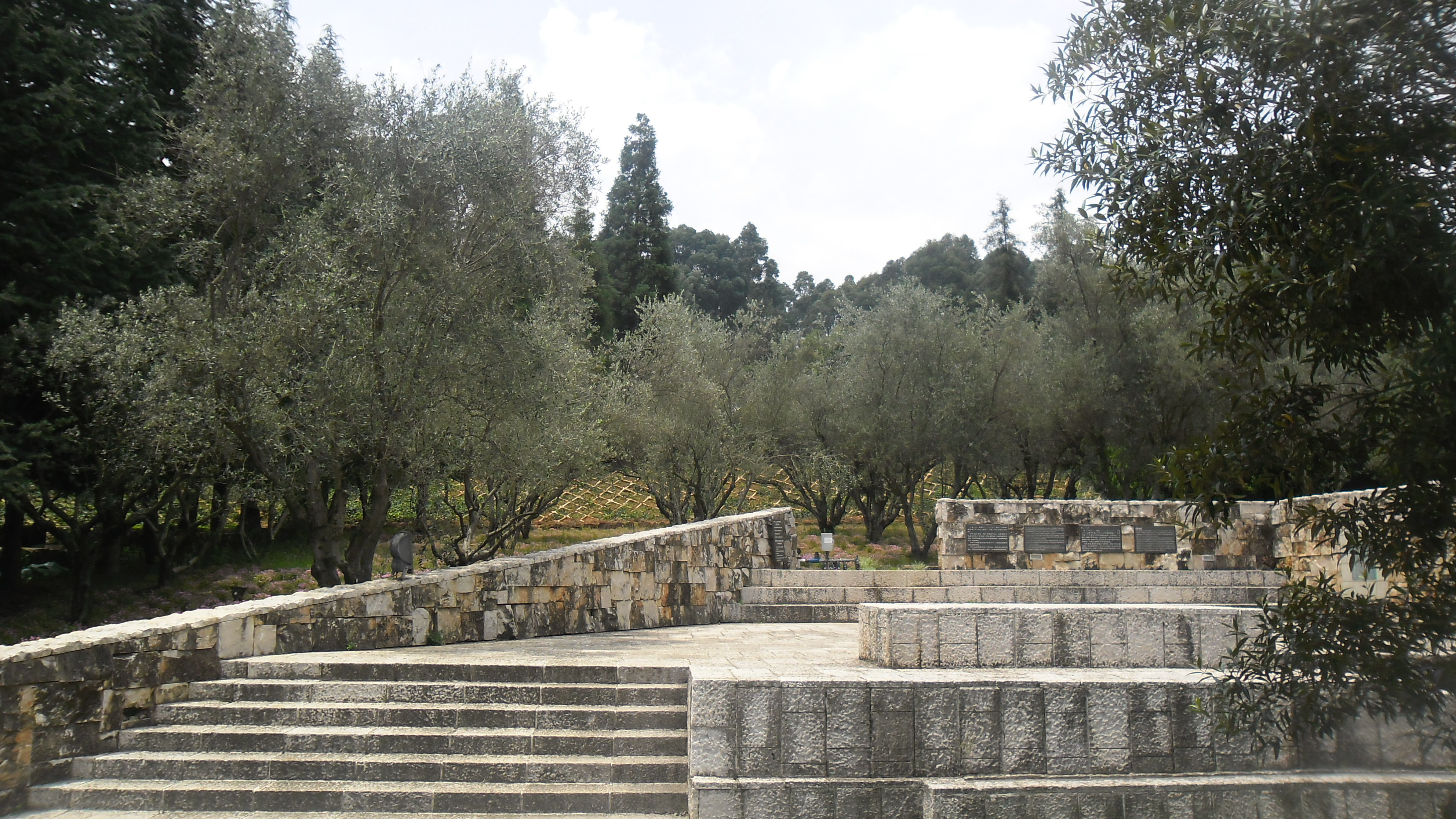
以色列园
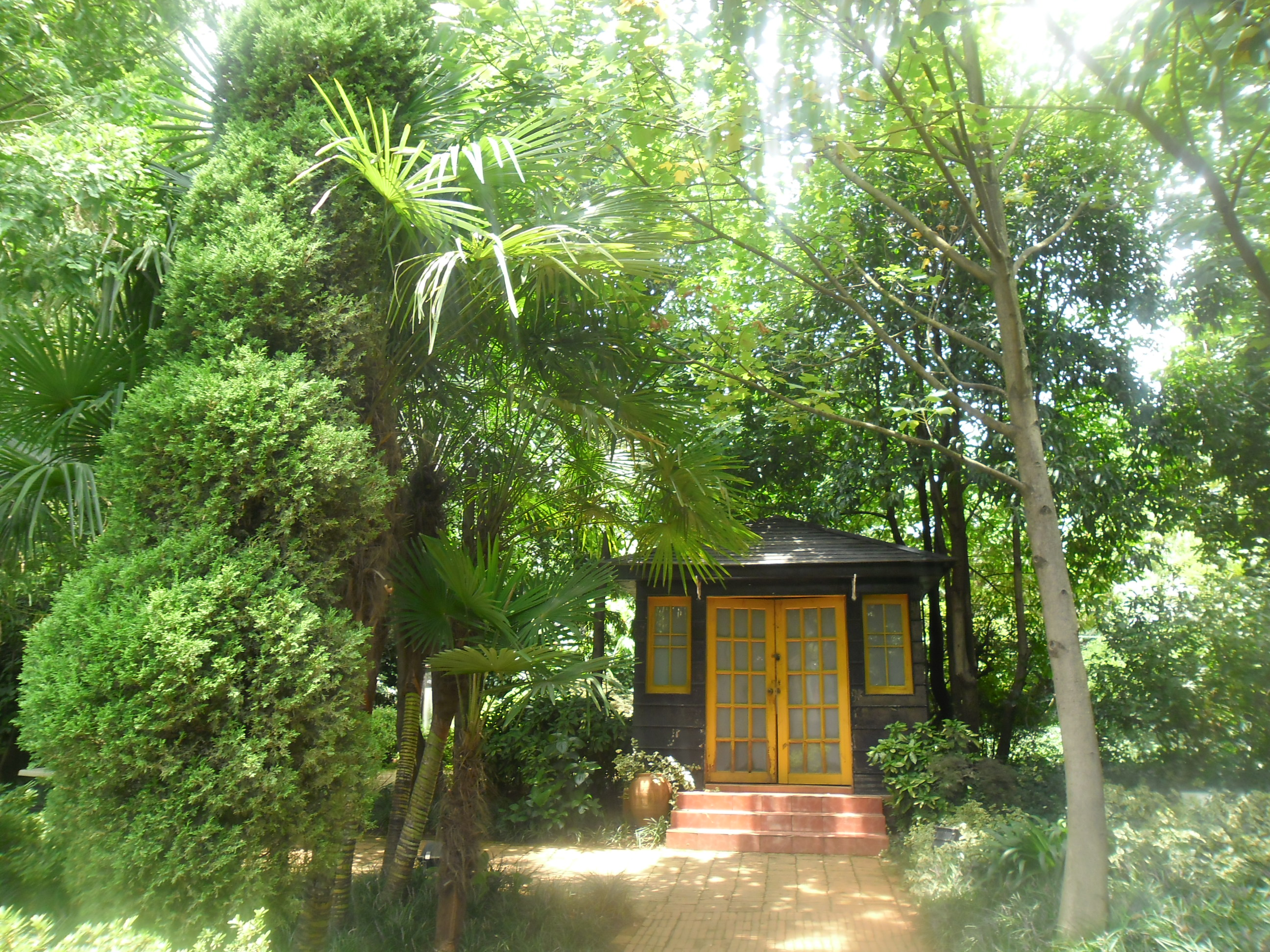
英国园
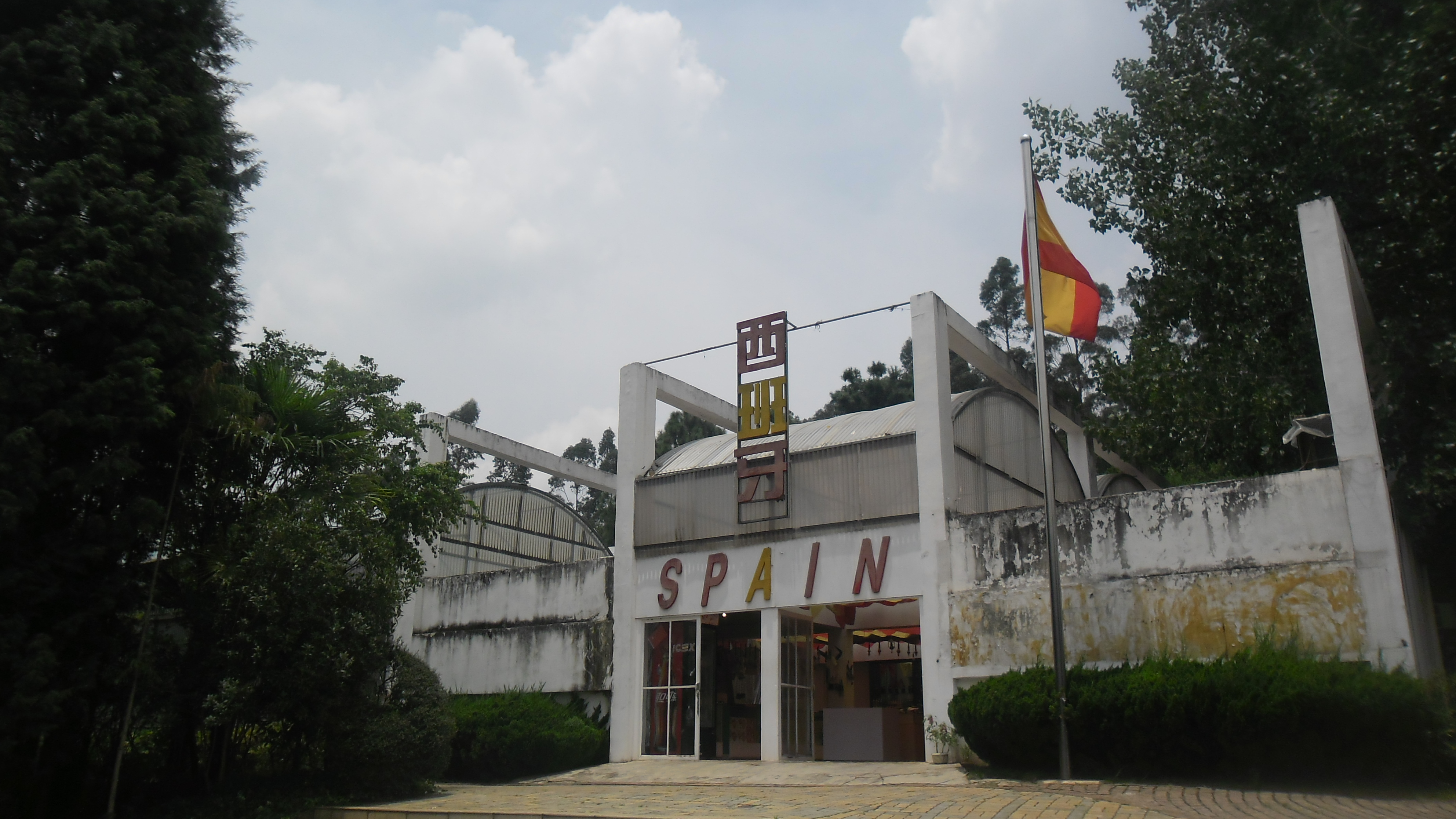
西班牙园
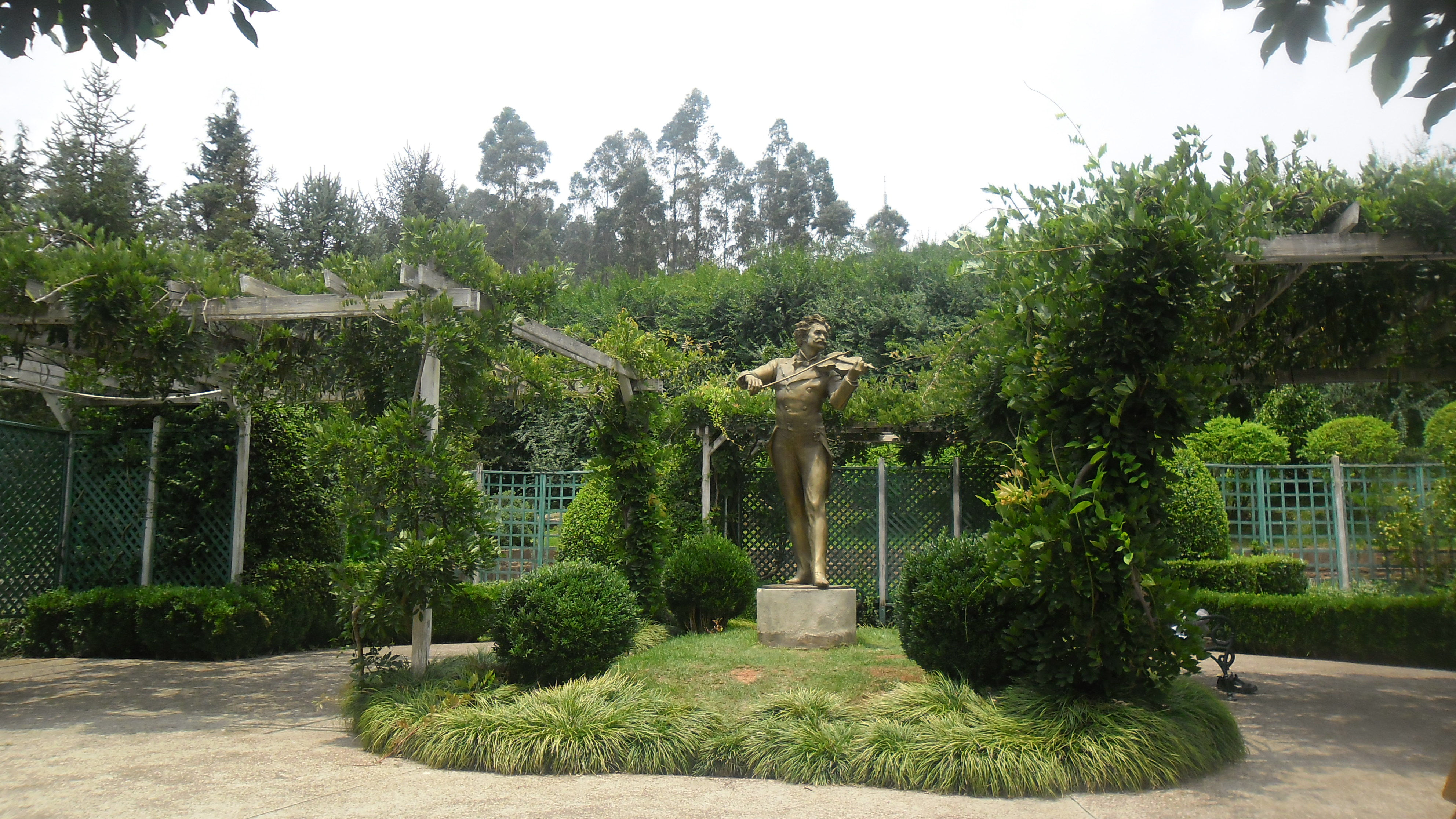
奥地利园
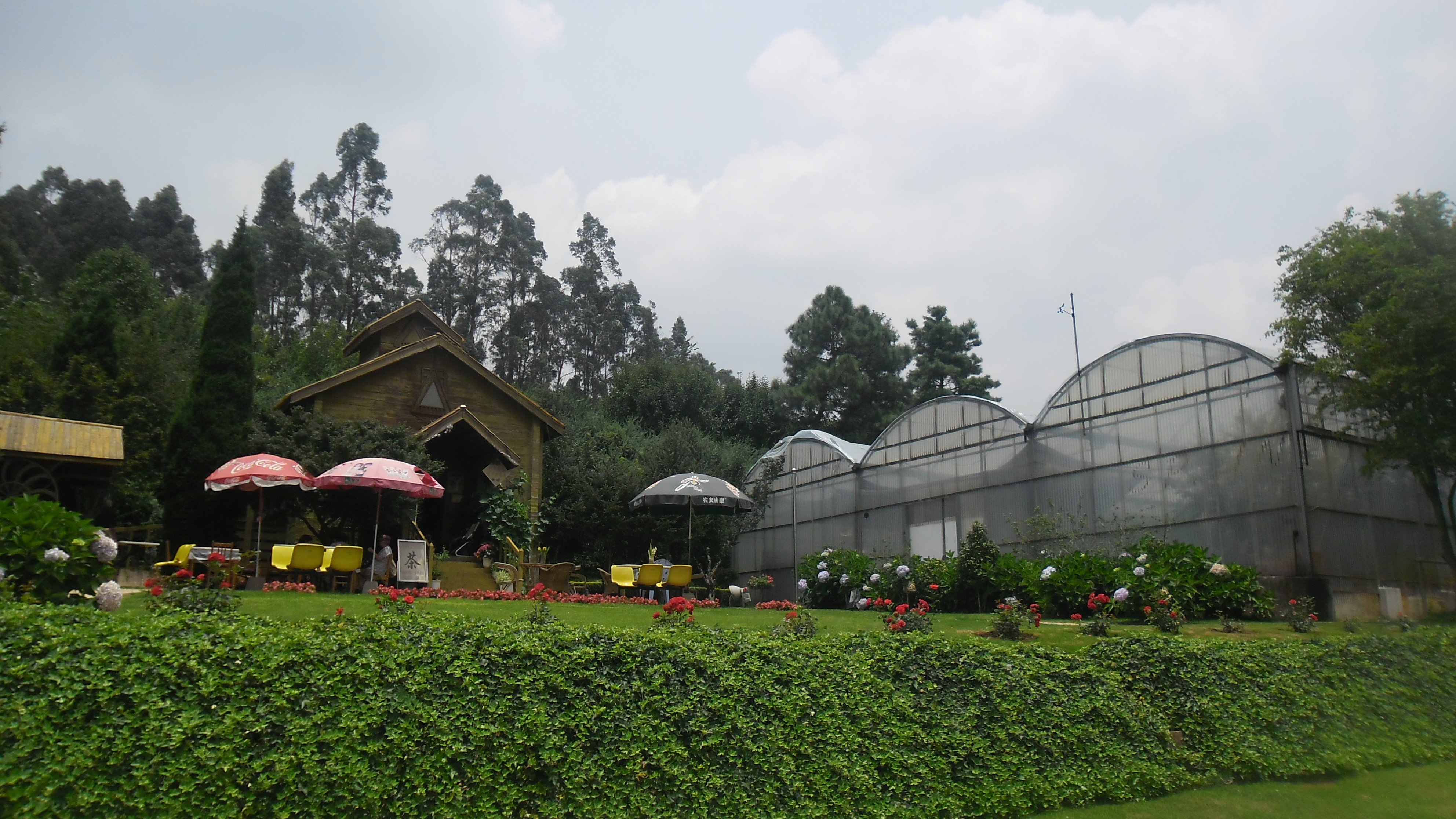
俄罗斯园
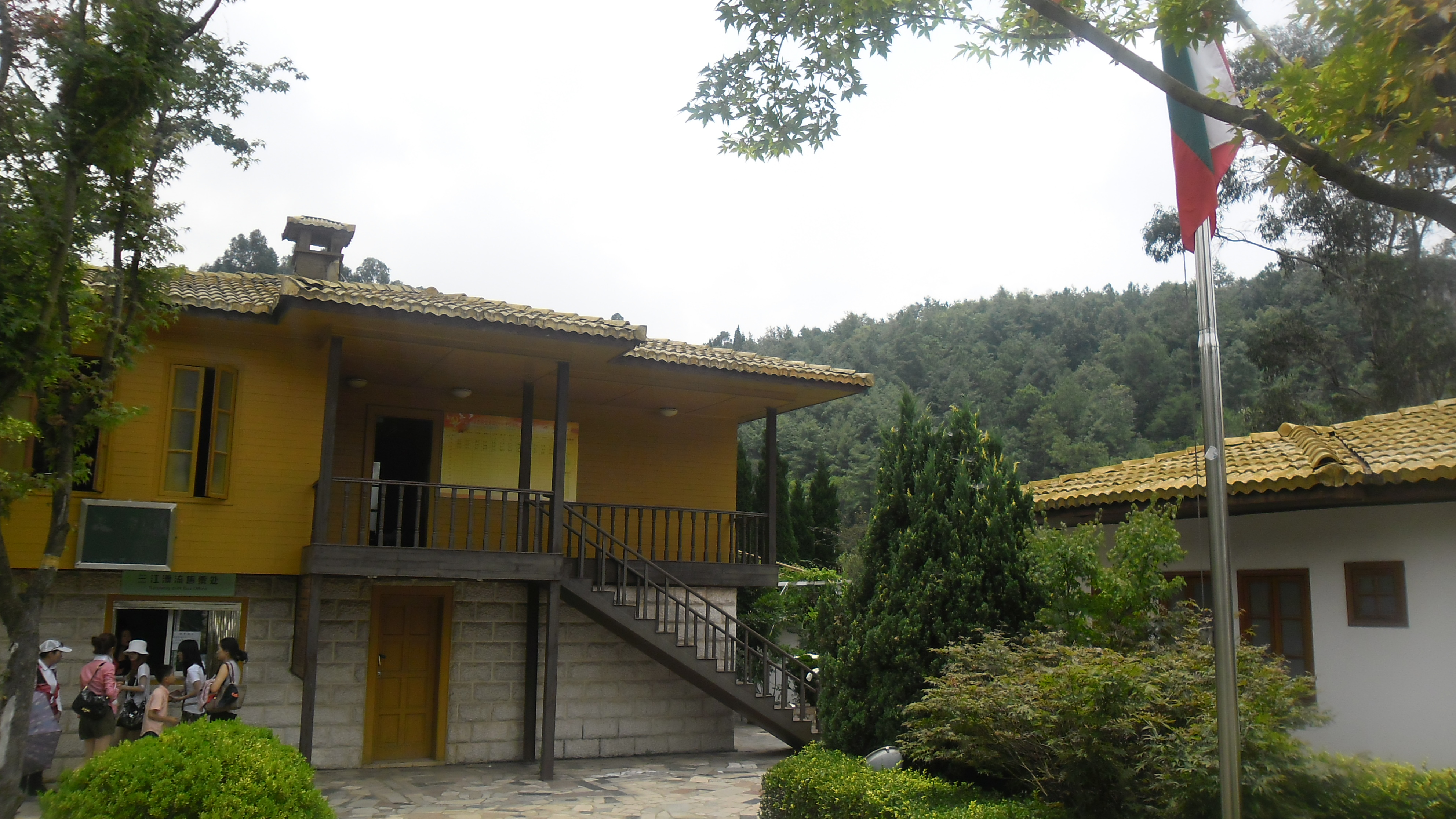
保加利亚园
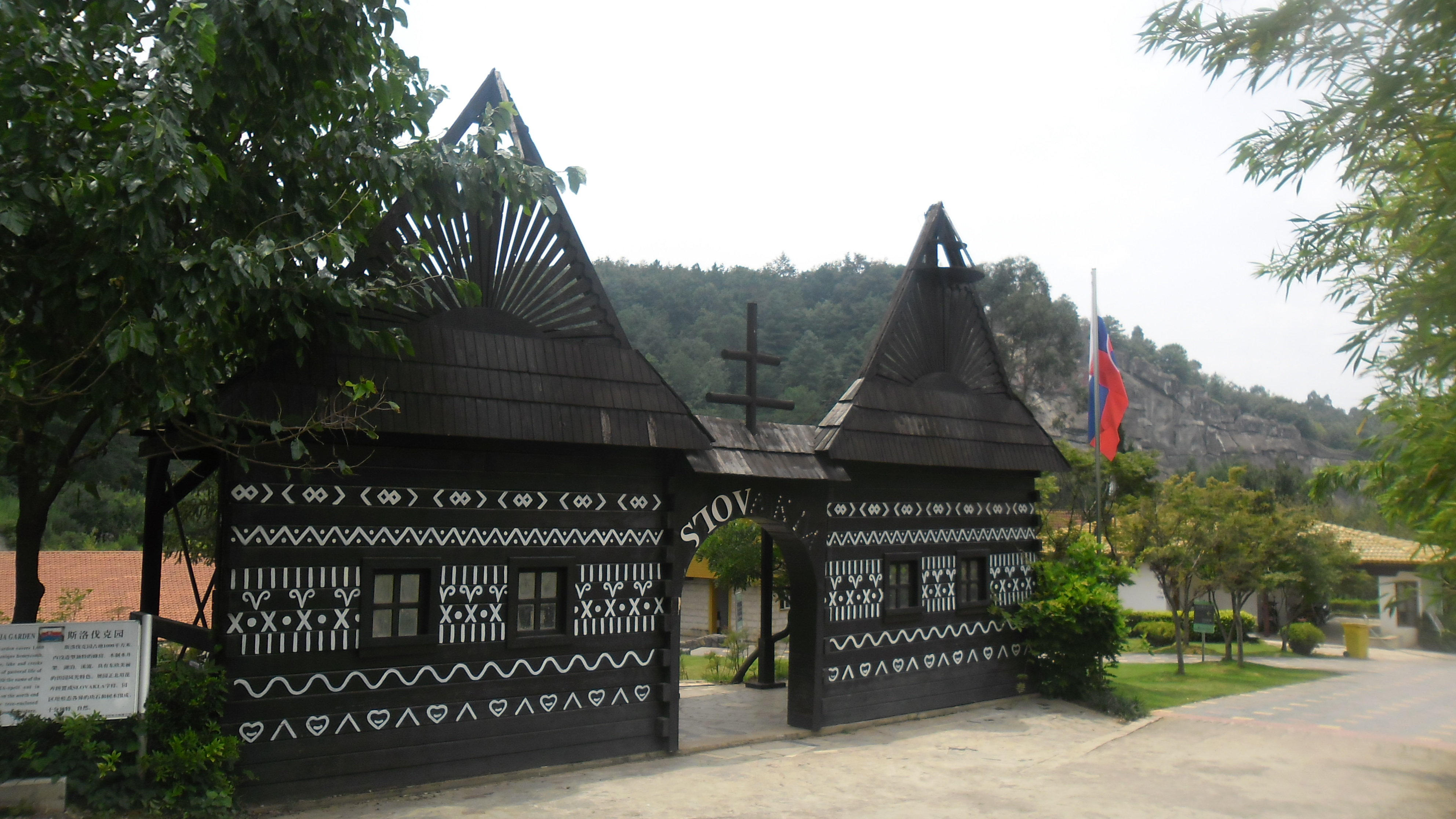
斯洛伐克园
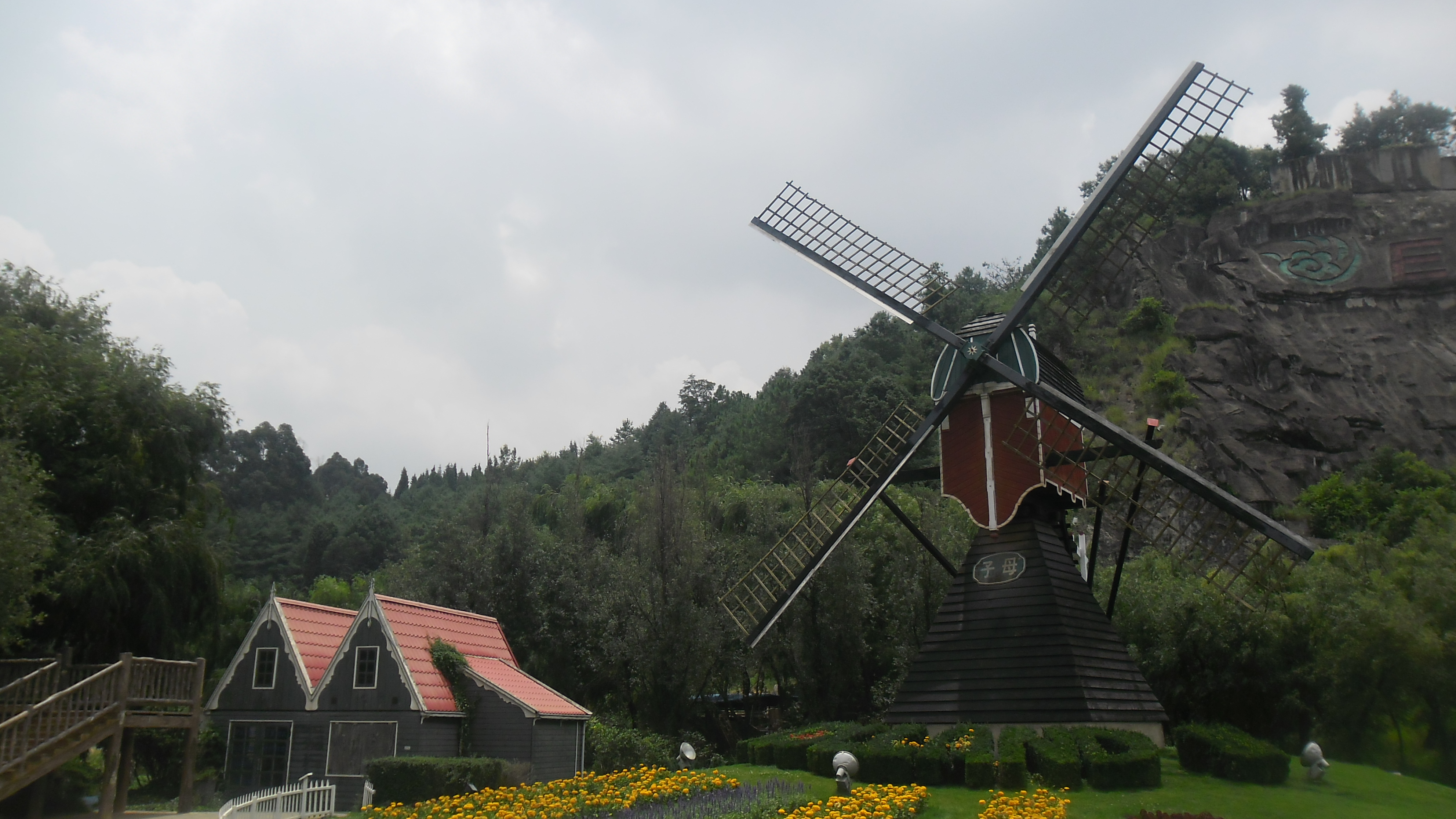
荷兰园
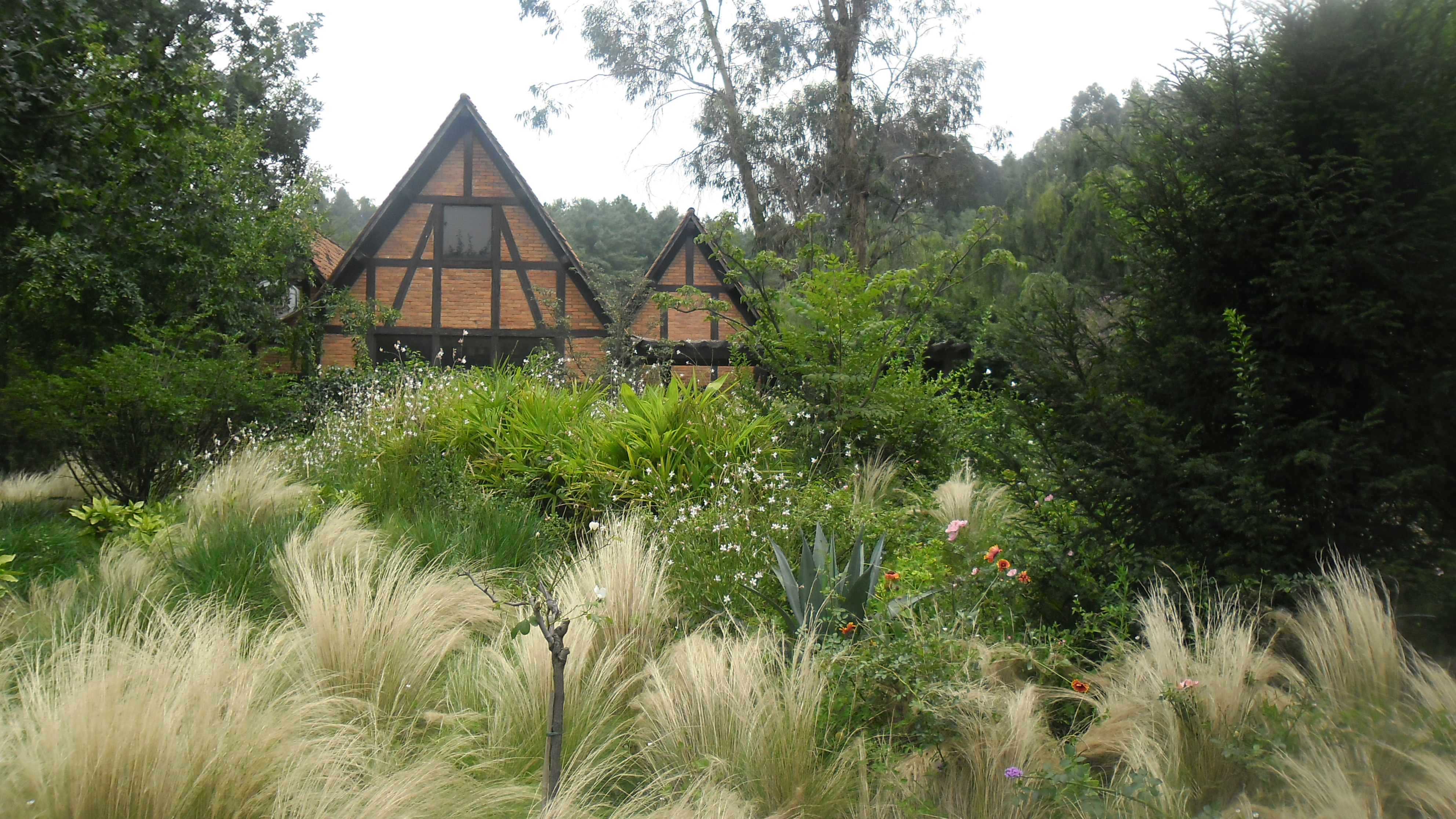
德国园
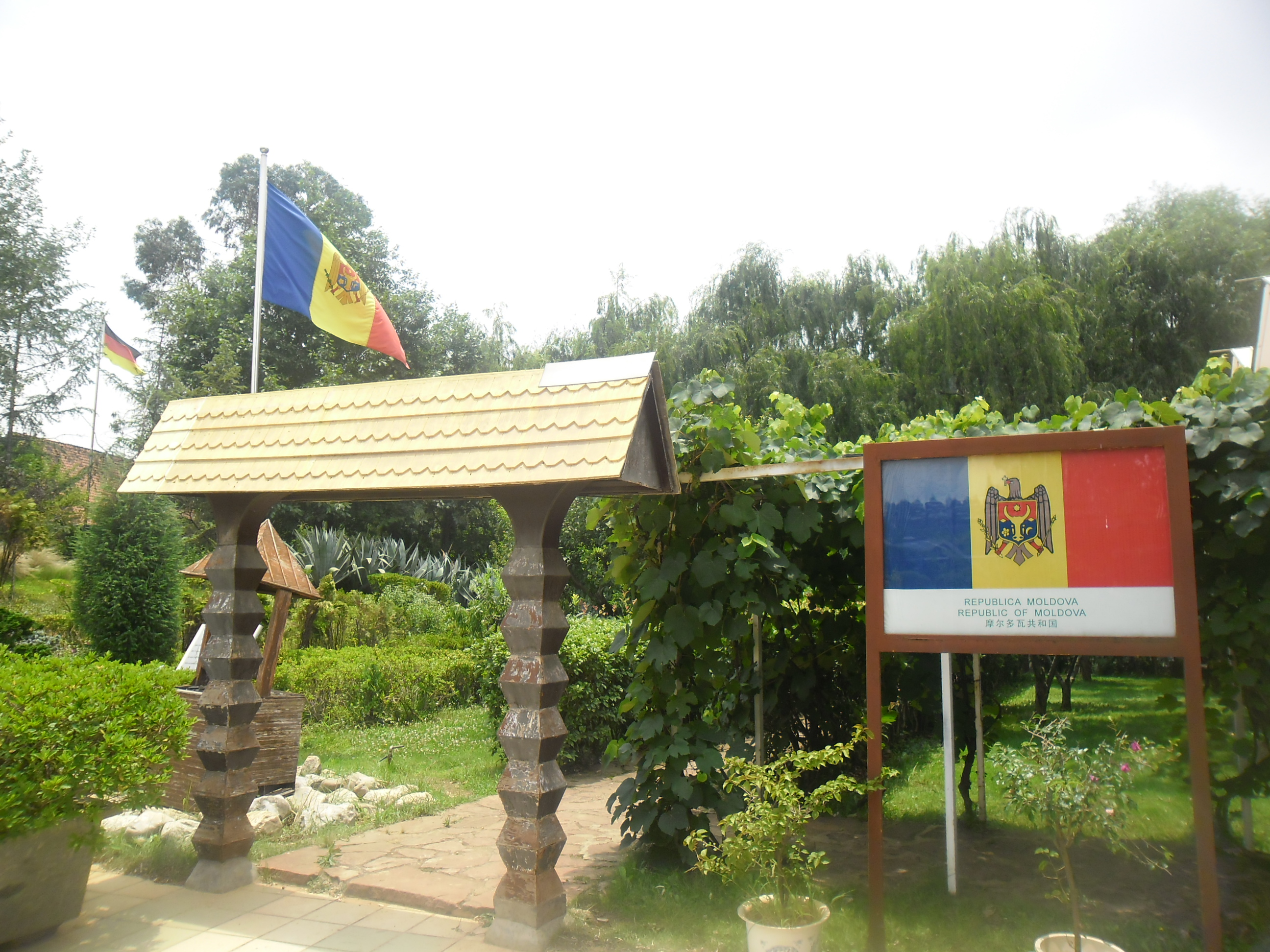
摩尔多瓦园
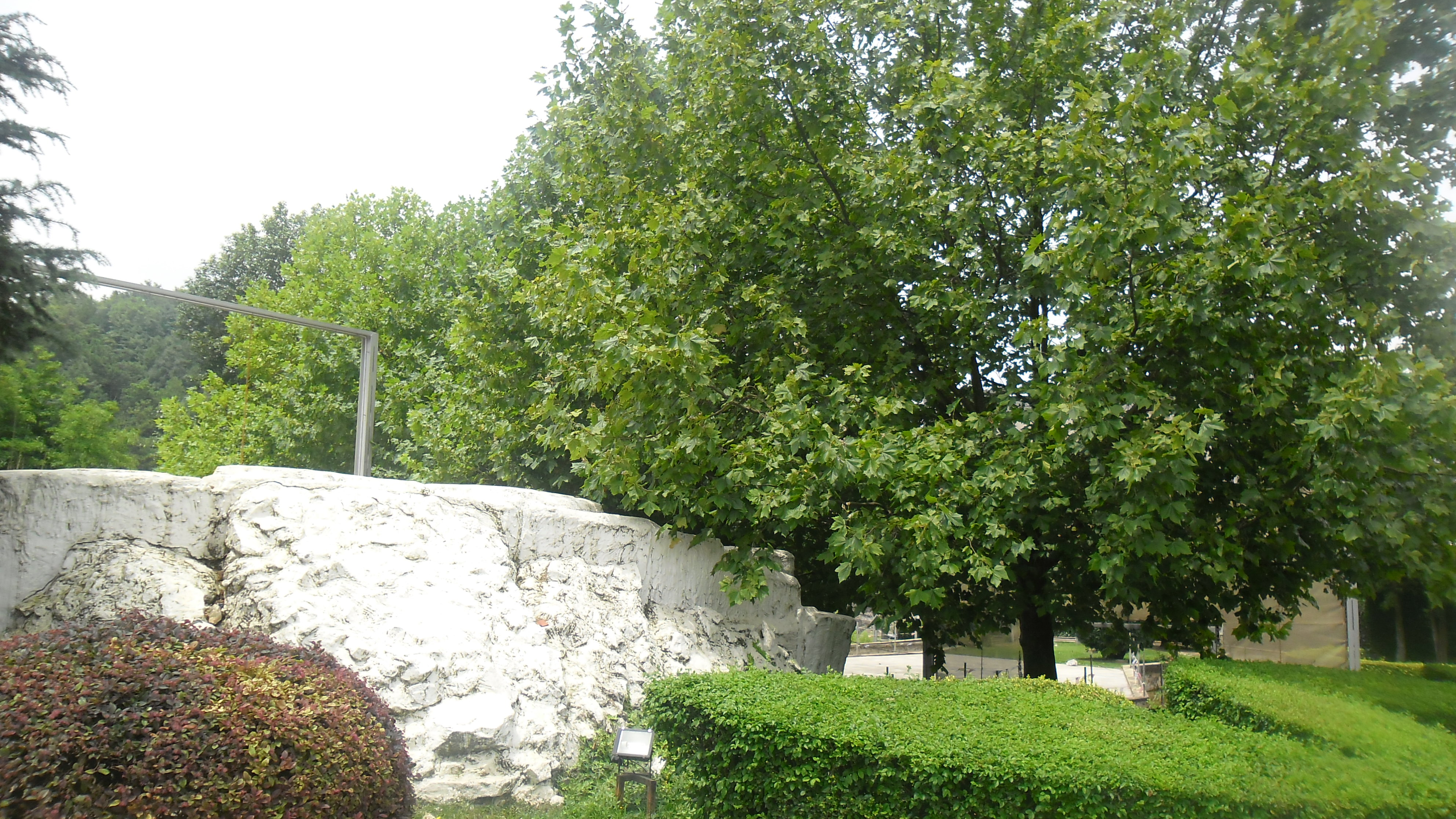
瑞士园
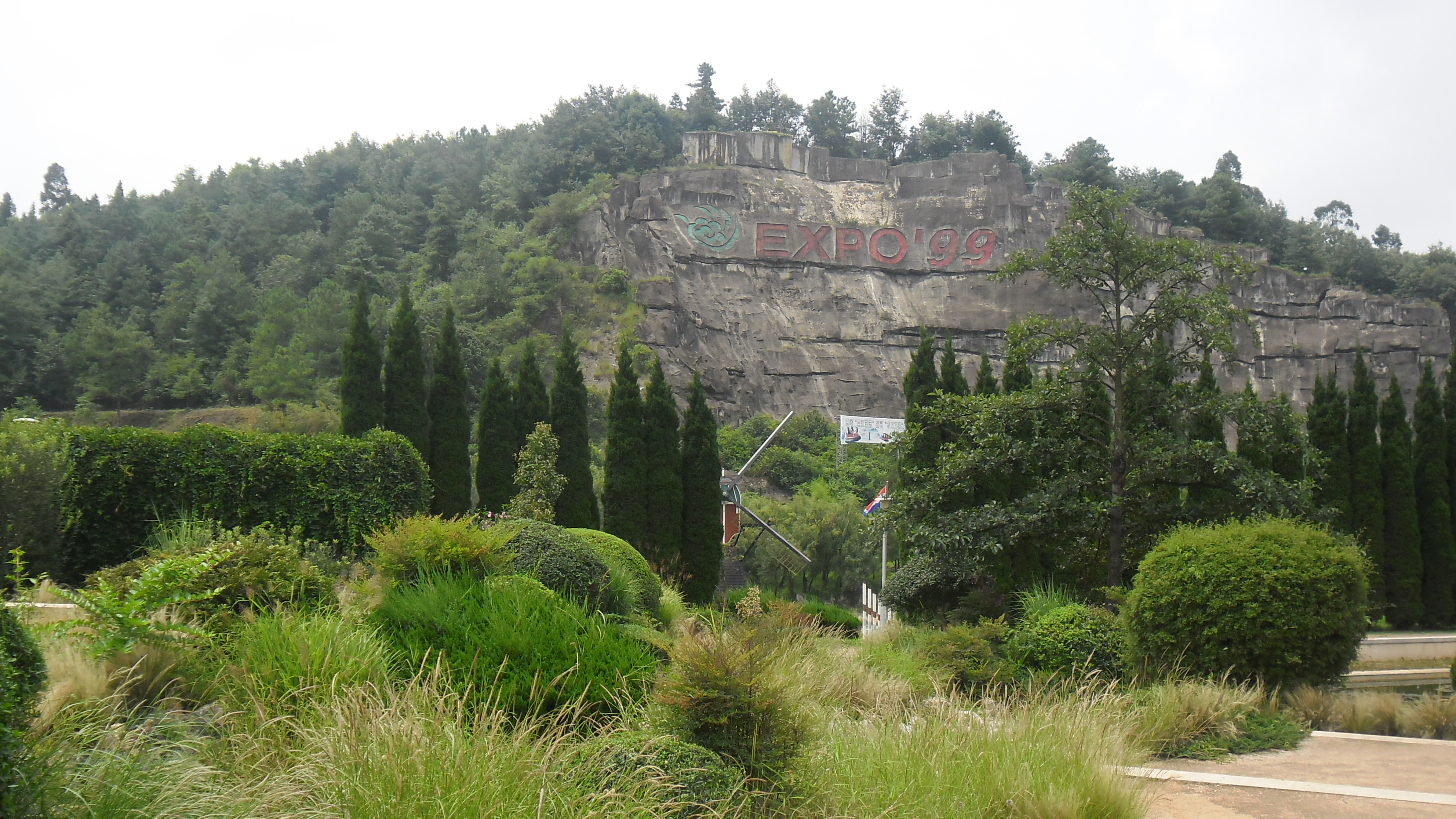
法国园
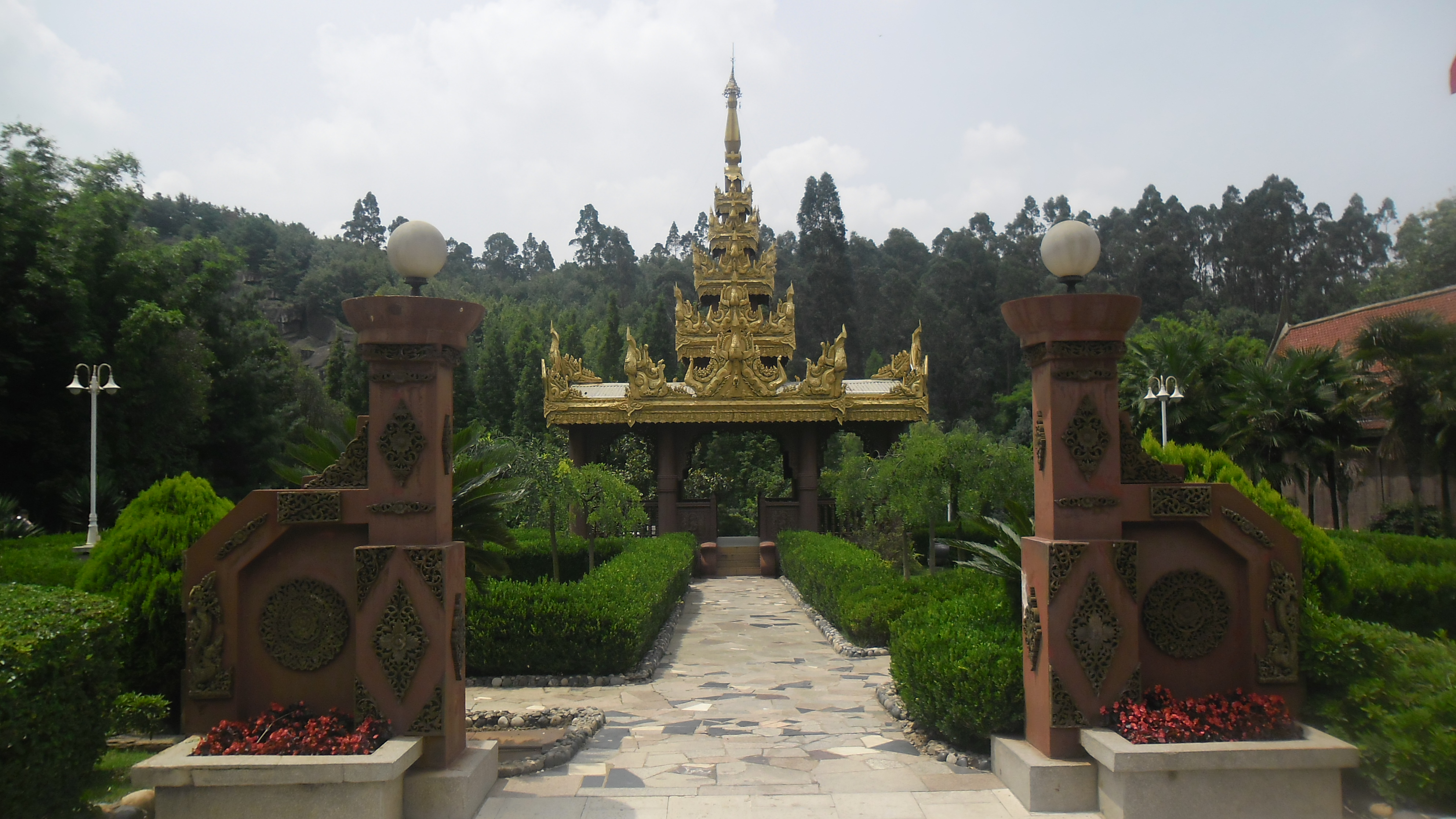
缅甸园
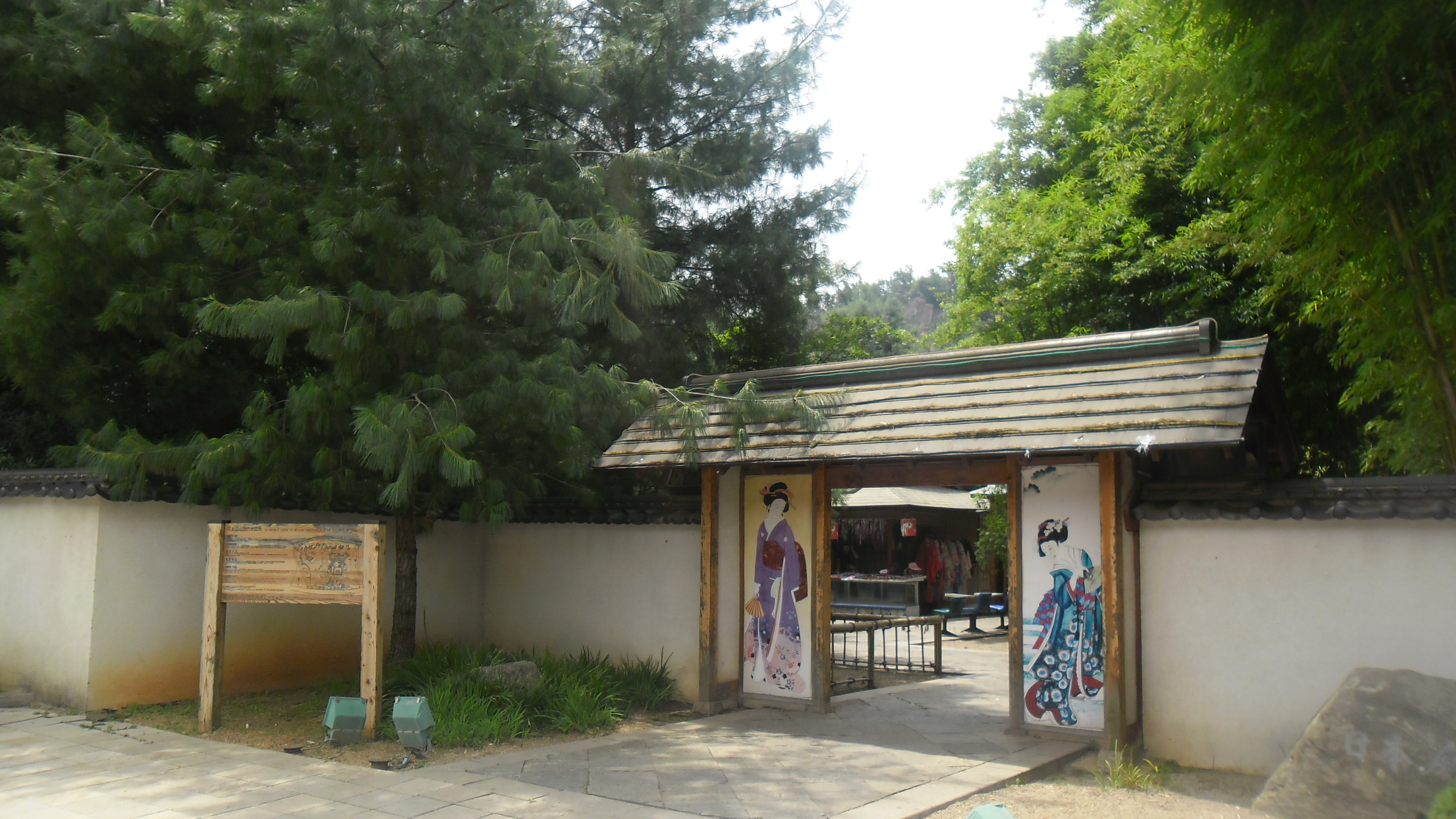
日本园
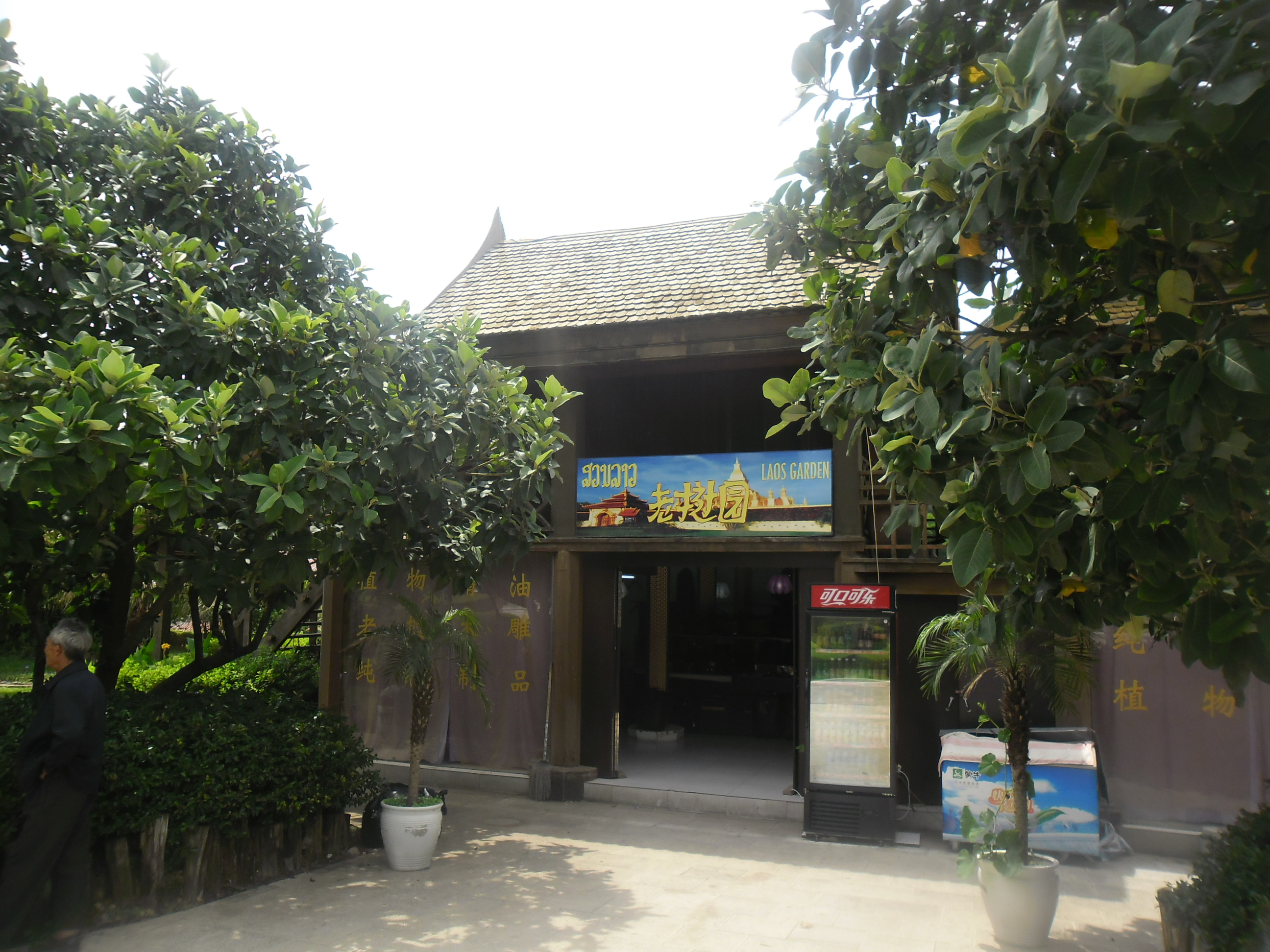
老挝园
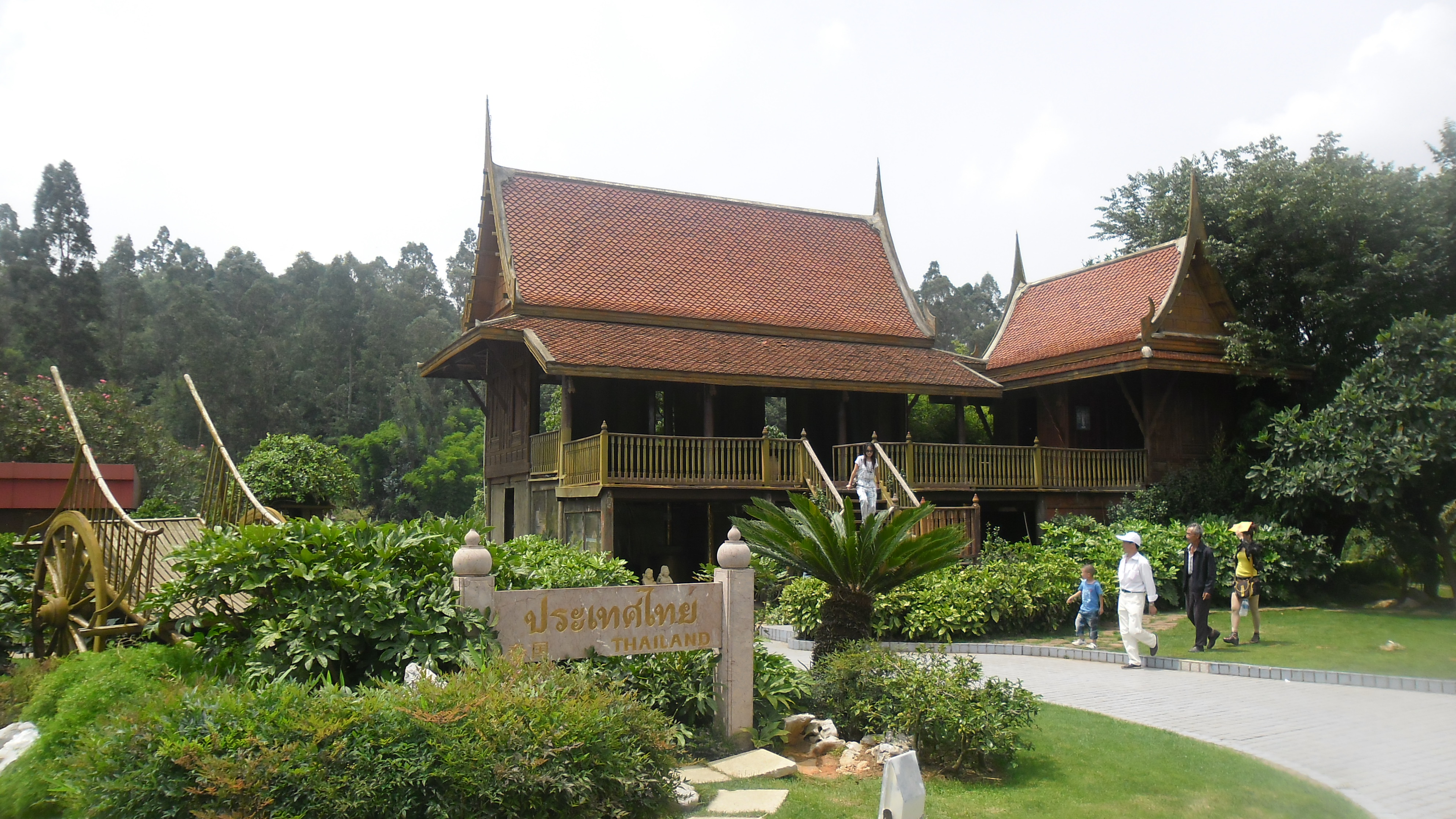
泰国园
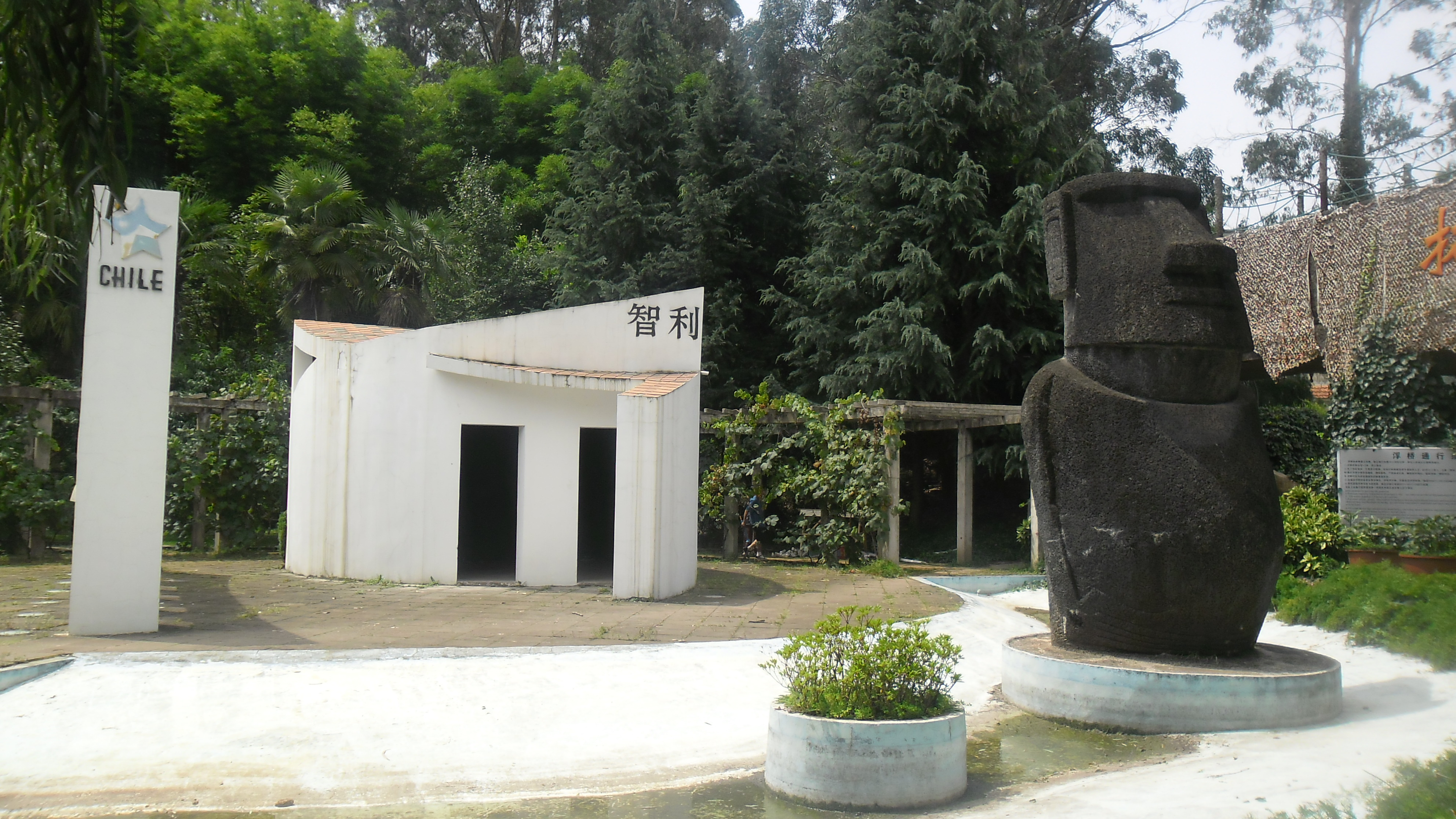
智利园
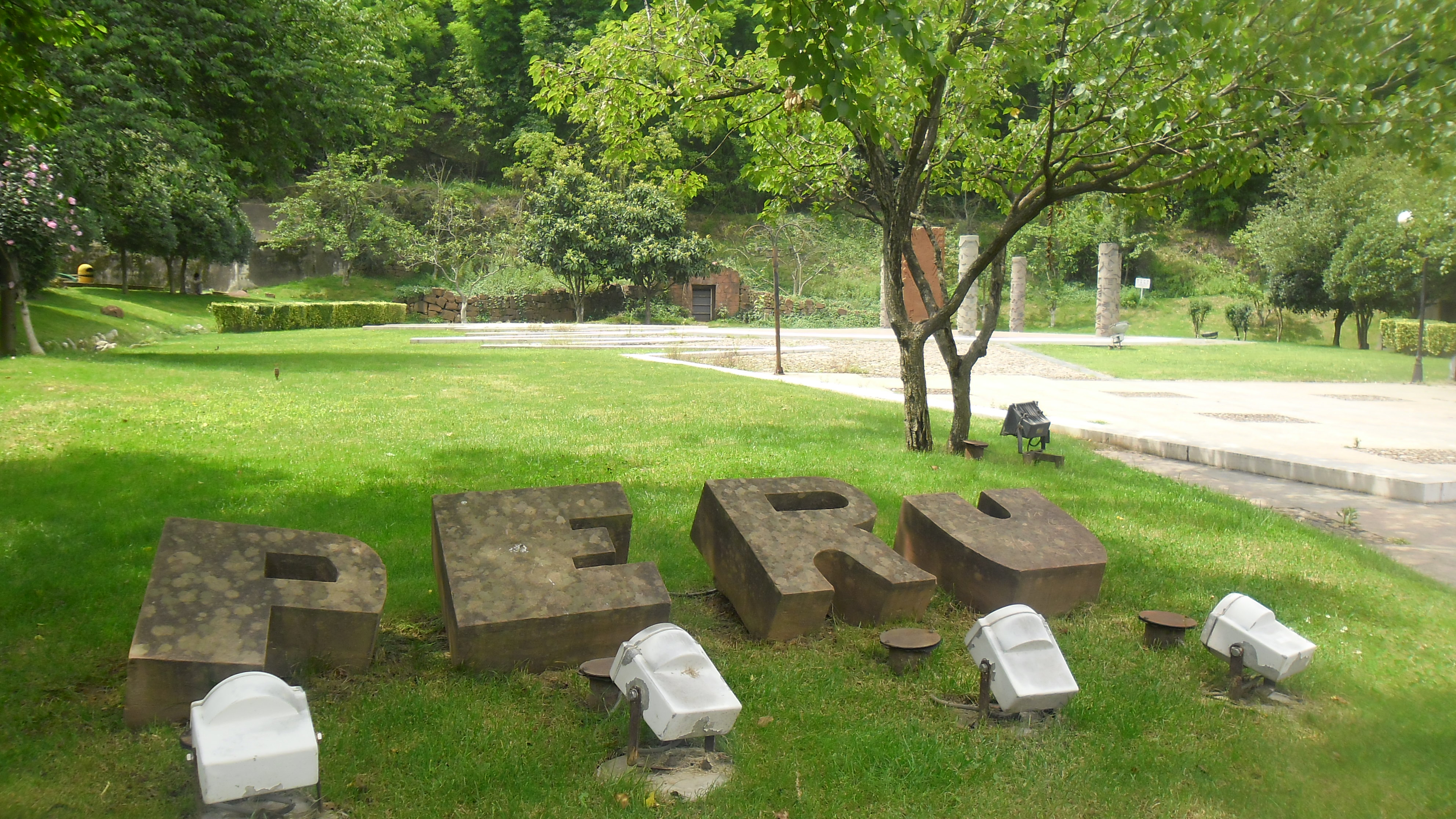
秘鲁园
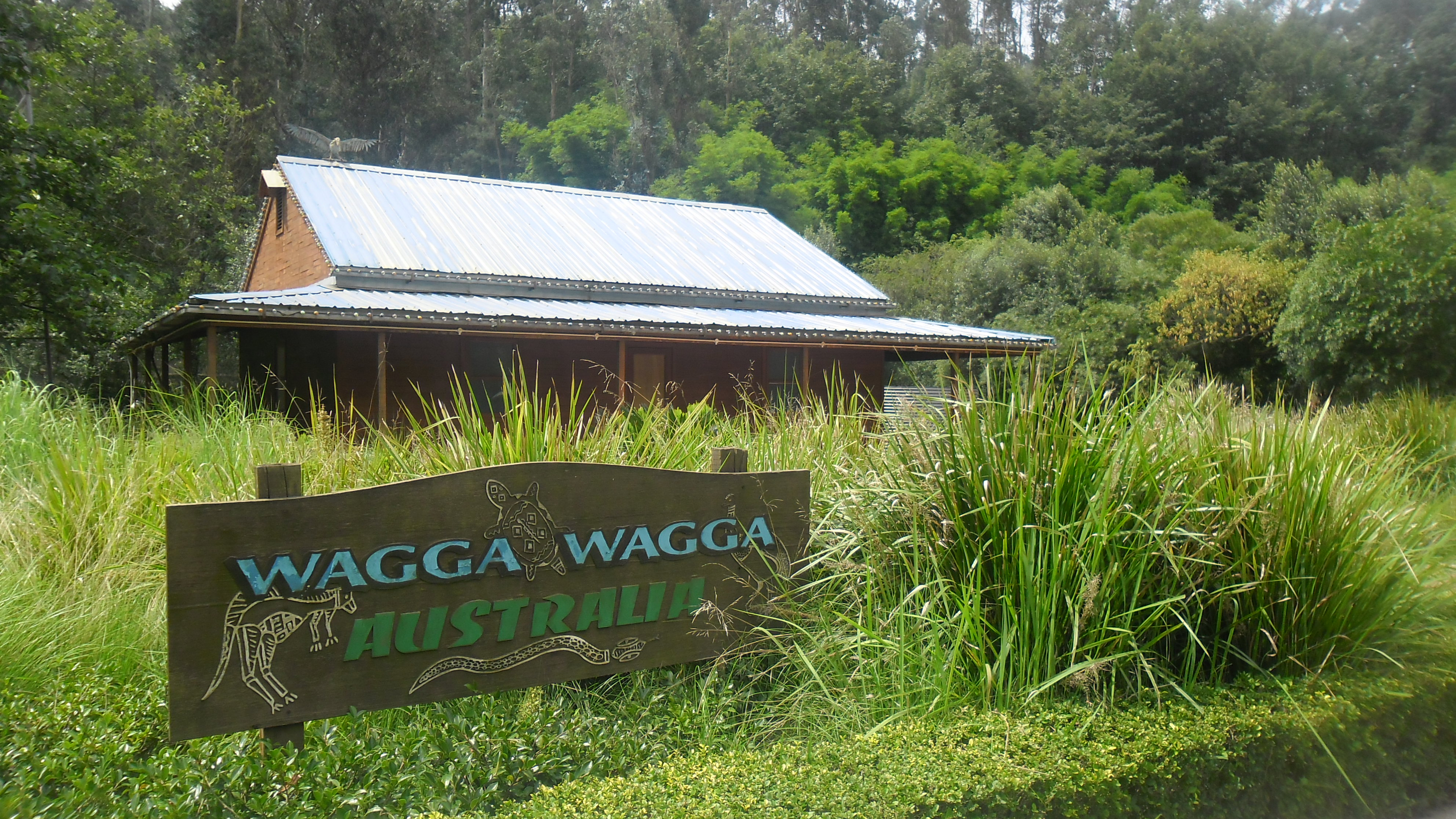
澳大利亚园
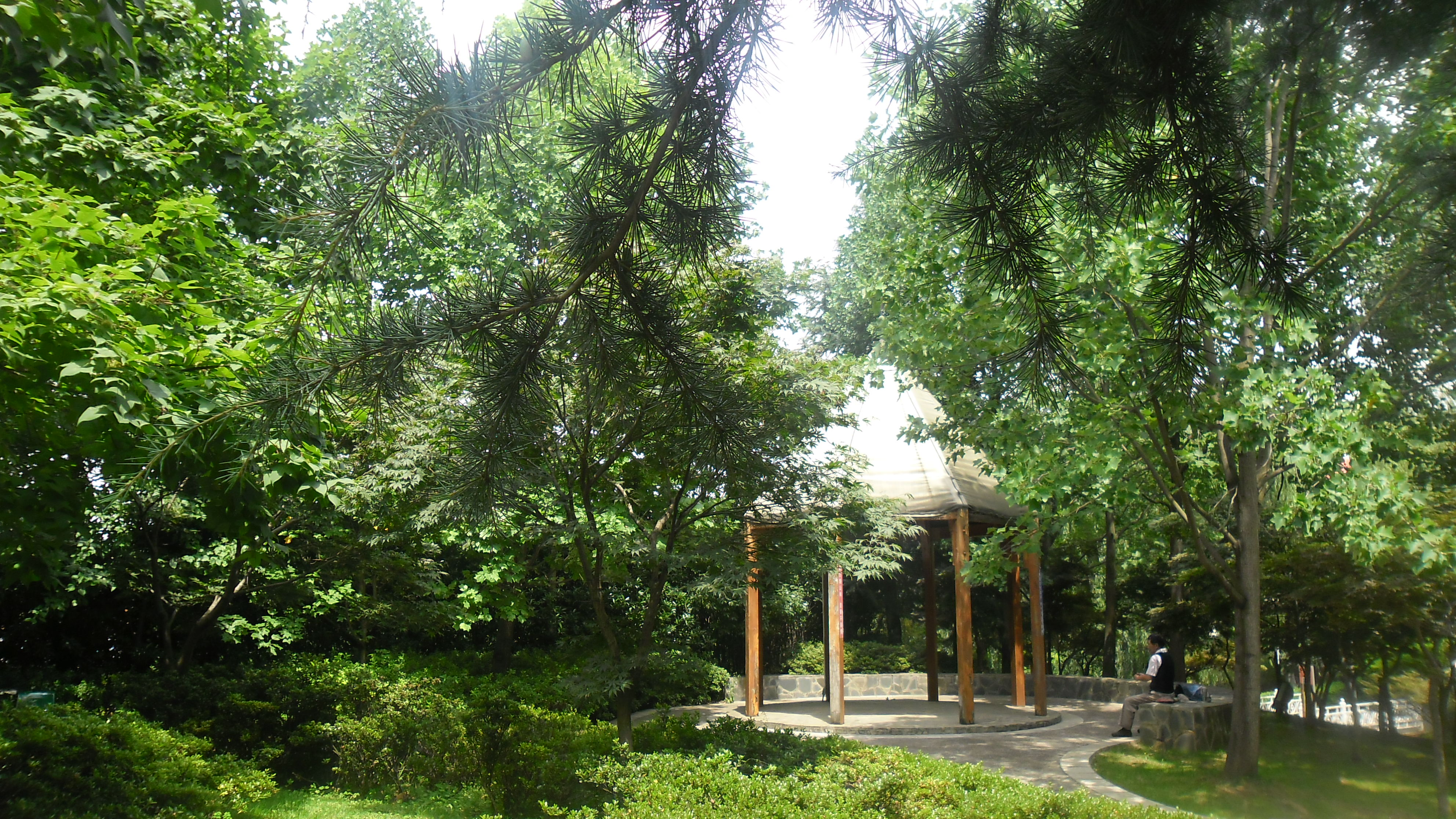
加拿大园
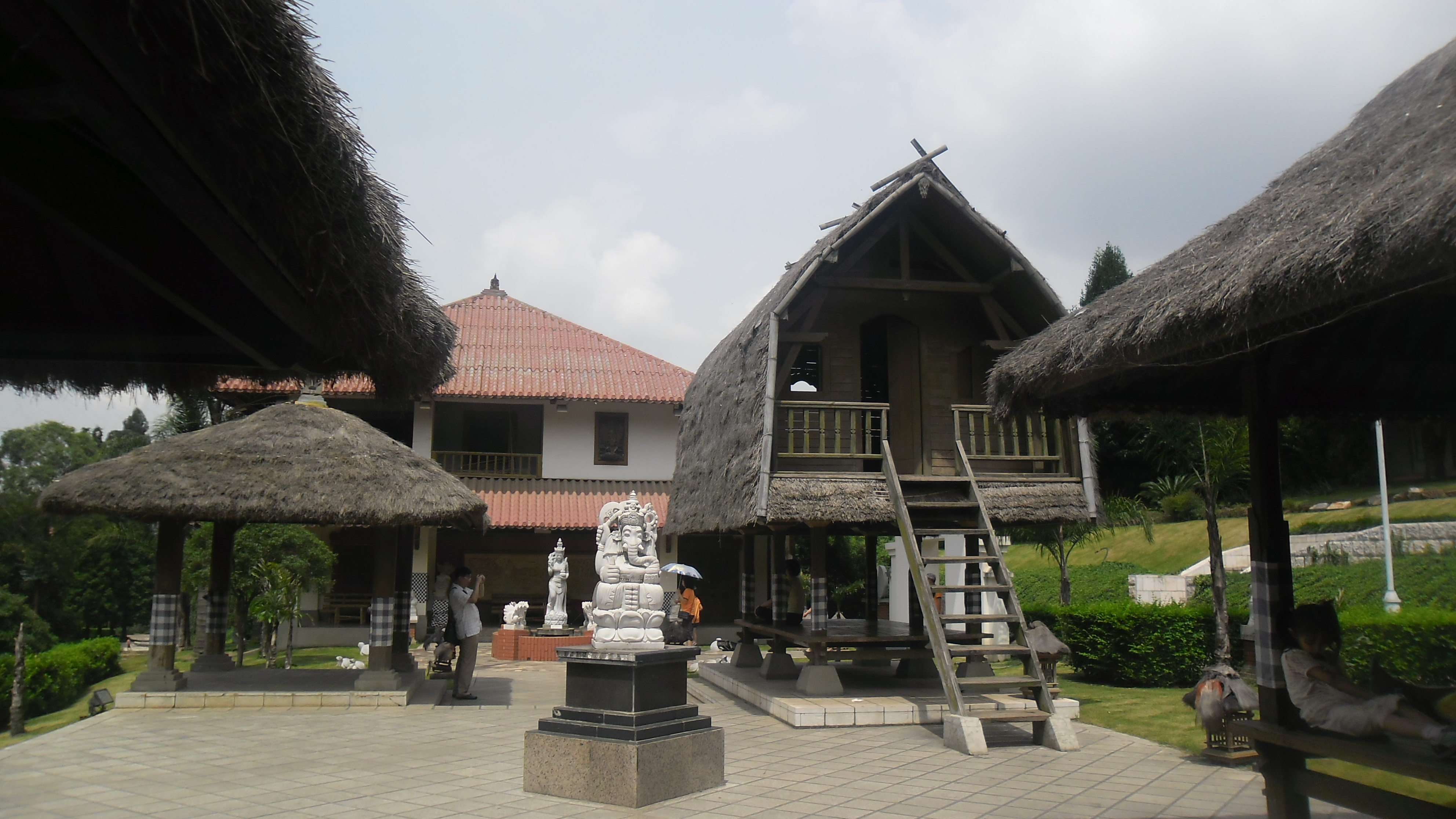
印度尼西亚园
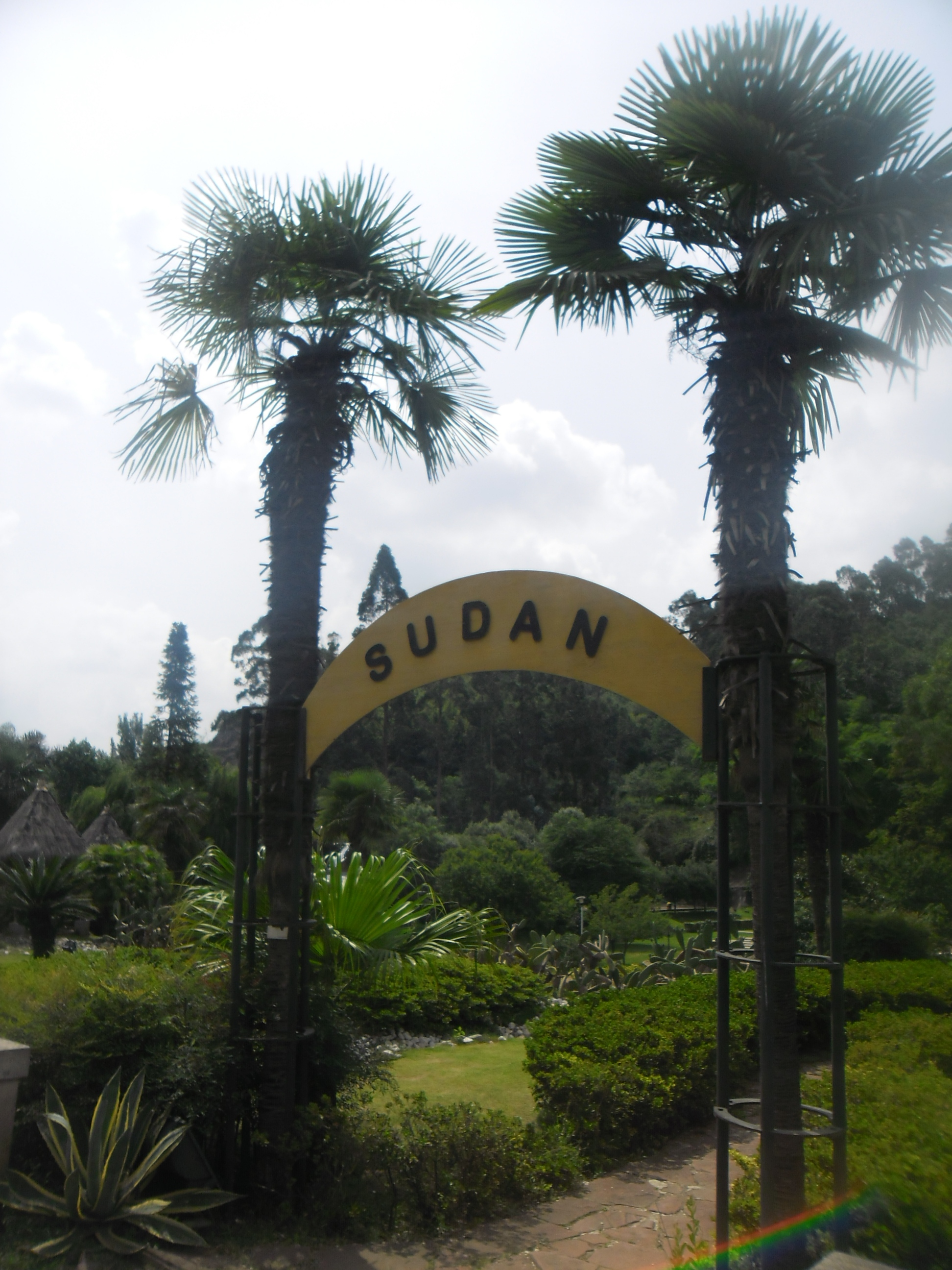
苏丹园
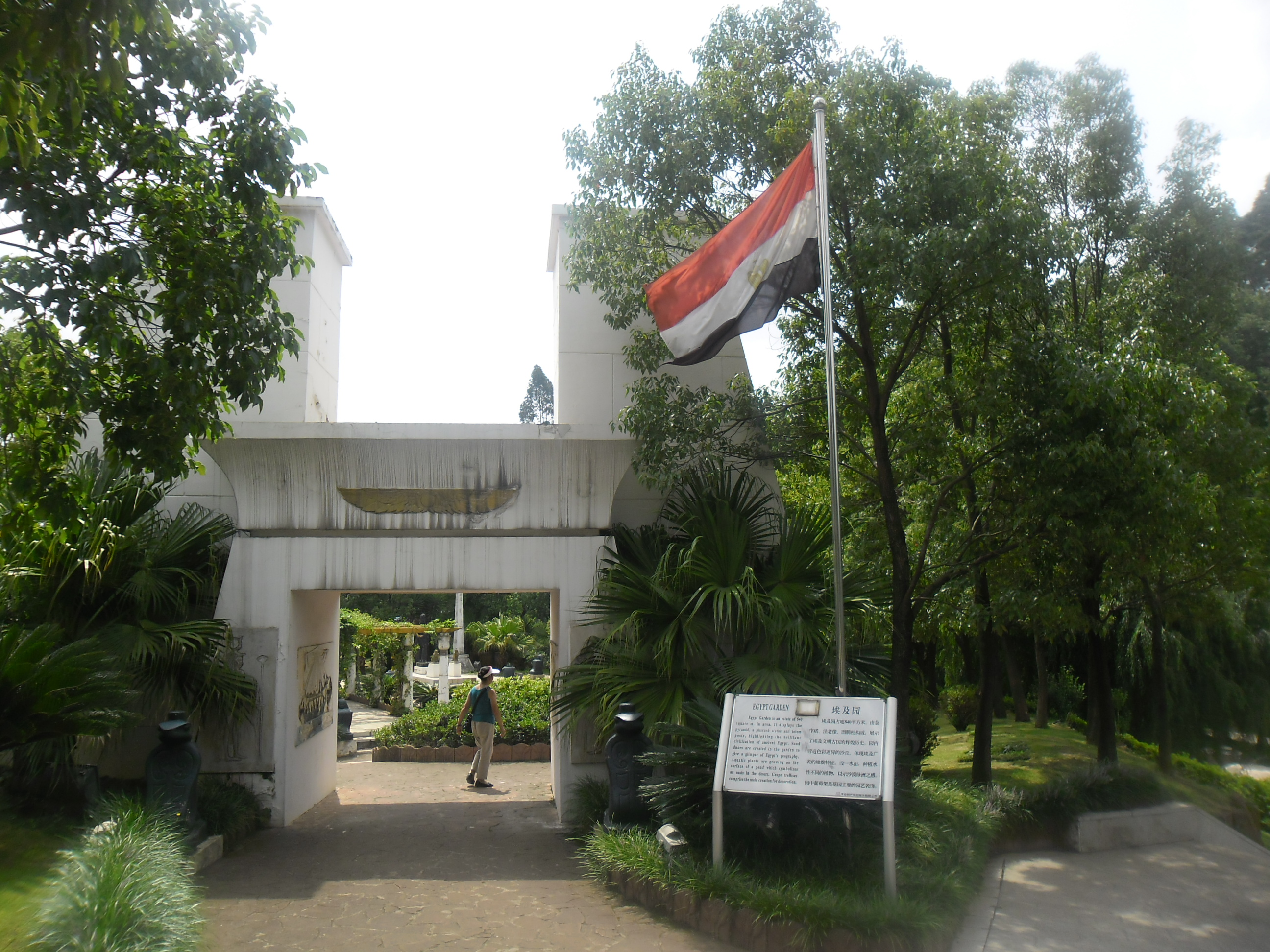
埃及园